# Guerre d'Hiver
Pour le film finlandais, voir La Guerre d'Hiver.
 (16 août 2025).
Seconde Guerre mondiale
Batailles
- Tolvajärvi
- Suomussalmi
- Taipale
- Route de Raatte
- Honkaniemi
- Kollaa
- Salla

Prémices :
- Campagne de Pologne
- Guerre d'Hiver

Guerre germano-soviétique :
- 1941 : l'invasion de l'URSS

- Opération Barbarossa

Front nord : 
- Guerre de Continuation
- Opération Silberfuchs
- Siège de Léningrad

Front central : 
- 2e bataille de Brest-Litovsk
- Bataille de Białystok–Minsk
- 1re bataille de Smolensk
- Bataille de Kiev

Front sud : 
- Siège d'Odessa
- Campagne de Crimée

- 1941-1942 : la contre-offensive soviétique

Front nord : 
- Poche de Demiansk
- Poche de Kholm

Front central : 
- Bataille de Moscou

Front sud : 
- Seconde bataille de Kharkov

- 1942-1943 : de Fall Blau à la 3e bataille de Kharkov

Front nord : 
- Offensive de Siniavino
- Opération Iskra
- Bataille de Krasny Bor
- Opération Poliarnaïa Zvezda

Front central : 
- Opération Mars

Front sud : 
- Bataille du Caucase (opération Fall Blau)
- Bataille de Stalingrad
- Opération Uranus
- Opération Saturne
- Offensive d'Ostrogojsk-Rossoch
- Offensive de Voronej-Kastornoe
- Opération Gallop
- Opération Étoile
- Troisième bataille de Kharkov

- 1943-1944 : libération de l'Ukraine et de la Biélorussie

Front central : 
- 2e bataille de Smolensk
- Opération Bagration

Front sud : 
- Bataille de Koursk
- Bataille du Dniepr
- Offensive Dniepr-Carpates
- Offensive de Crimée
- Offensive de Lvov-Sandomir

- 1944-1945 : campagnes d'Europe centrale et d'Allemagne

Allemagne : 
- Offensive Vistule-Oder
- Offensive de Poméranie orientale
- Siège de Breslau
- Offensive de Prusse-Orientale
- Bataille de Königsberg
- Bataille de Seelow
- Bataille de Bautzen
- Bataille de Berlin
- Capitulation allemande

Front nord et Finlande : 
- Guerre de Laponie
- Offensive Leningrad-Novgorod
- Bataille de Narva

Europe orientale : 
- Opération Margarethe
- Insurrection de Varsovie
- Soulèvement national slovaque
- Opération Panzerfaust
- Bataille de Budapest
- Opération Frühlingserwachen
- Offensive de Vienne
- Insurrection de Prague
- Offensive de Prague
- Bataille de Slivice

Front d’Europe de l’Ouest

Campagnes d'Afrique, du Moyen-Orient et de Méditerranée

Bataille de l’Atlantique

Guerre du Pacifique

Guerre sino-japonaise

Théâtre américain
La Guerre d'Hiver est une guerre entre l'URSS et la Finlande. Elle commence par une invasion soviétique de la Finlande le 30 novembre 1939, trois mois après le début de la Seconde Guerre mondiale, et se termine trois mois et demi plus tard avec le traité de paix de Moscou le 13 mars 1940. Malgré une supériorité militaire notable, notamment en chars et en aviation, l'Union soviétique subit de lourdes pertes et progresse peu au départ. La Société des Nations considère l'attaque comme illégale et expulse l'Union soviétique de l'organisation.
Les Soviétiques formulent initialement plusieurs exigences, dont celle que la Finlande cède d'importants territoires frontaliers en échange de terres ailleurs, pour des raisons de sécurité— principalement la protection de Leningrad, située à 32km de la frontière finlandaise. Lorsque la Finlande refuse, les Soviétiques envahissent le pays. La plupart des sources concluent que l'Union soviétique avait l'intention en déclenchant les hostilités de conquérir toute la Finlande, citant comme preuve l'établissement d'un gouvernement communiste fantoche finlandais et les protocoles secrets du pacte germano-soviétique, tandis que d'autres sources s'opposent à l'idée d'une conquête totale par les Soviétiques. La Finlande repousse les attaques soviétiques pendant plus de deux mois et inflige de lourdes pertes aux envahisseurs, malgré des températures descendant jusqu'à −43 °C. Les combats se concentrent principalement sur la ligne Mannerheim le long de l'Isthme de Carélie, à Kollaa en Carélie du Ladoga et sur la route de Raate en Cajanie, mais des batailles ont également lieu en Laponie et en Carélie du Nord.
À la suite des revers initiaux qu'ils subissent, les Soviétiques réduisent leurs buts de guerre et dissolvent leur gouvernement finlandais fantoche à la fin janvier 1940, tout en informant le gouvernement finlandais légitime de leur volonté de négocier la paix,. Après une réorganisation militaire et l'adoption de nouvelles tactiques, les Soviétiques relancent leur offensive en février 1940 et percent les défenses finlandaises sur l'isthme de Carélie. L’armée finlandaise dans le principal théâtre d’opérations de la guerre est alors proche de la rupture, et une retraite semble inévitable. Le commandant en chef finlandais, Carl Gustaf Emil Mannerheim, plaide donc en faveur d’un accord de paix avec les Soviétiques, tant que la Finlande conserve un pouvoir de négociation.
Les hostilités cessent en mars 1940 avec la signature du traité de paix de Moscou, par lequel la Finlande cède 9 % de son territoire à l’Union soviétique. Les pertes soviétiques sont lourdes et la réputation internationale de l'URSS s'en trouve dégradée. Les gains territoriaux obtenus dépassent cependant les revendications initiales : les Soviétiques reçoivent d'importants territoires le long du Lac Ladoga et plus au nord. La Finlande conserve toutefois sa souveraineté et améliore sa réputation à l'international. Les faibles performances de l’Armée rouge incitent le chancelier allemand Adolf Hitler à penser qu’une attaque contre l’Union soviétique serait couronnée de succès et confortent les opinions négatives des Occidentaux sur l’armée soviétique. Après quinze mois de « Grande Trêve », l'Allemagne lance en juin 1941 l’opération Barbarossa, précipitant du même coup une nouvelle guerre (la Guerre de Continuation) entre la Finlande et l'URSS.

## Contexte

### Relations finno-soviétiques

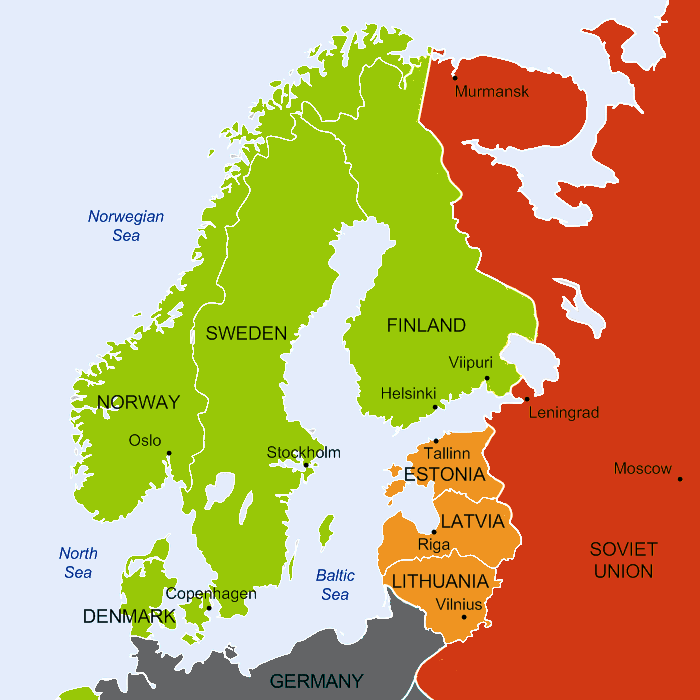
Situation géopolitique en Europe du Nord en novembre 1939,:
Pays neutres
Allemagne et pays annexés
Union soviétique et pays annexés
Pays neutres avec bases militaires soviétiques établies en octobre 1939

Jusqu’au début du XIXe siècle, la Finlande constituait la partie orientale du Royaume de Suède. Du 21 février 1808 au 17 septembre 1809, l’Empire russe mène la guerre de Finlande contre le Royaume de Suède, officiellement pour protéger sa capitale, Saint-Pétersbourg. La Russie finit par conquérir et annexer la Finlande, qu’elle transforme en un État tampon autonome. Le Grand-duché de Finlande qui en résulte bénéficie d’une large autonomie au sein de l’Empire russe jusqu’à la fin du XIXe siècle, lorsque la Russie entreprend de russifier la Finlande dans le cadre d’une politique plus large de renforcement du pouvoir central et d’unification de l’Empire. Ces tentatives sont abandonnées en raison des troubles internes russes au début du XXe siècle, mais elles détériorent durablement les relations entre la Russie et la Finlande. Parallèlement, le soutien aux mouvements pour l’autodétermination augmente en Finlande.
La Première Guerre mondiale entraîne l’effondrement de l’Empire russe lors de la Révolution russe de 1917 et de la guerre civile qui s'ensuit. Le 15 novembre 1917, le gouvernement bolchévique déclare que les minorités nationales ont le droit à l’autodétermination, y compris celui de faire sécession et de former un État indépendant, ce qui offre une fenêtre d’opportunité à la Finlande. Le 6 décembre 1917, le Sénat de Finlande proclame l’indépendance de la nation.
La Finlande obtient sa pleine souveraineté en mai 1918 à l’issue d’une guerre civile de quatre mois au cours de laquelle les Blancs conservateurs vainquent les Rouges socialistes, avec l’aide de l’armée impériale allemande et de jägers pro-allemands (dans l'autre camp, les Rouges ont le soutien des Bolchéviques russes).
La Finlande rejoint la Société des Nations en 1920 et cherche à obtenir des garanties de sécurité pour son indépendance, et axe pour cela sa politique sur la coopération avec les pays nordiques, principalement la Suède, en se concentrant sur l’échange d’informations et la planification de la défense (comme la défense conjointe des îles Åland). La Suède évite toutefois soigneusement de s’aligner sur la politique étrangère finlandaise. La politique militaire finlandaise comprend également une coopération défensive secrète avec l’Estonie.
La période allant de la guerre civile à la fin des années 1930 est politiquement instable en Finlande en raison de la rivalité persistante entre conservateurs et socialistes. Le Parti communiste de Finlande est interdit en 1931, et les nationalistes du mouvement de Lapua organisent des violences anticommunistes qui culminent par une tentative de coup d’État en 1932, qui échoue. Son successeur, le Mouvement populaire patriotique, a une influence mineure en politique nationale et ne dépasse jamais 14 sièges sur les 200 que compte le Parlement de Finlande. À la fin des années 1930, l’économie finlandaise, tournée vers l’exportation, est en croissance et les mouvements politiques extrêmites ont perdu de leur influence.

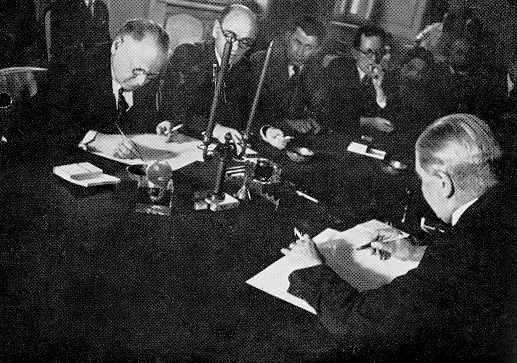
Signature du pacte de non-agression soviéto-finlandais par Aarno Yrjö-Koskinen et Maxim Litvinov à Moscou en 1932.

Après l’implication bolchévique dans la guerre civile finlandaise en 1918, aucun traité de paix formel n’est signé entre l'URSS et son voisin. En 1918 et 1919, des volontaires finlandais lancent deux incursions militaires infructueuses à travers la frontière soviétique dans le but d’annexer des territoires de Carélie que l’idéal irrédentiste de Grande Finlande revendique pour unifier tous les peuples finno-baltes. En 1920, des communistes finlandais basés en Russie soviétique tentent d’assassiner l’ancien commandant en chef de la Garde blanche, le maréchal Carl Gustaf Emil Mannerheim. Le 14 octobre 1920, la Finlande et la Russie soviétique signent le traité de Tartu, qui confirme l’ancienne frontière entre le Grand-duché autonome de Finlande et la Russie impériale comme nouvelle frontière russo-finlandaise. La Finlande obtient également la province de Petsamo, dotée d’un port libre de glace sur l’océan Arctique  .
Malgré la signature du traité, les relations entre les deux pays restent tendues. Le gouvernement finlandais autorise des volontaires à franchir la frontière pour soutenir un soulèvement en Carélie orientale russe en 1921, tandis que des communistes finlandais basés en Union soviétique lancent un raid transfrontalier en 1922. En 1932, un pacte de non-agression soviéto-finlandais est toutefois signé entre les deux États, et il est reconduit pour dix ans en 1934. Le commerce extérieur de la Finlande est alors en plein essor, mais moins de 1 % de celui-ci s’effectue avec l’Union soviétique . En 1934, l’Union soviétique rejoint également la Société des Nations.

### Justification soviétique pour une reconquête de la Finlande
Le secrétaire général du Parti communiste de l'Union soviétique, Joseph Staline, considère comme un échec le fait que l'Union soviétique n'ait pas pu stopper le processus d'indépendance finlandaise. Il estime que le mouvement pro-Finlande en Carélie orientale constitue une menace directe pour Leningrad et que le territoire et les défenses de la Finlande pourraient être utilisés pour envahir l'Union soviétique ou restreindre les mouvements de sa flotte. La propagande soviétique dépeint progressivement les dirigeants finlandais comme une « clique fasciste vicieuse et réactionnaire ». Le maréchal Mannerheim et Väinö Tanner, le chef du Parti social-démocrate de Finlande, sont particulièrement visés. Lorsque Staline consolide un pouvoir absolu à la suite des Grandes Purges, l’Union soviétique modifie sa politique étrangère envers la Finlande et commence à viser la reconquête des provinces de la Russie tsariste perdues pendant la Révolution d'Octobre de 1917 et de la guerre civile russe, près de deux décennies plus tôt. Les dirigeants soviétiques estiment que les frontières étendues de l’ancien empire constituent une sécurité territoriale en elles-mêmes, et souhaitent que Leningrad, située à seulement 32 km de la frontière finlandaise, bénéficie d’un niveau de protection similaire face à la montée en puissance de l’Allemagne nazie,.

### Négociations

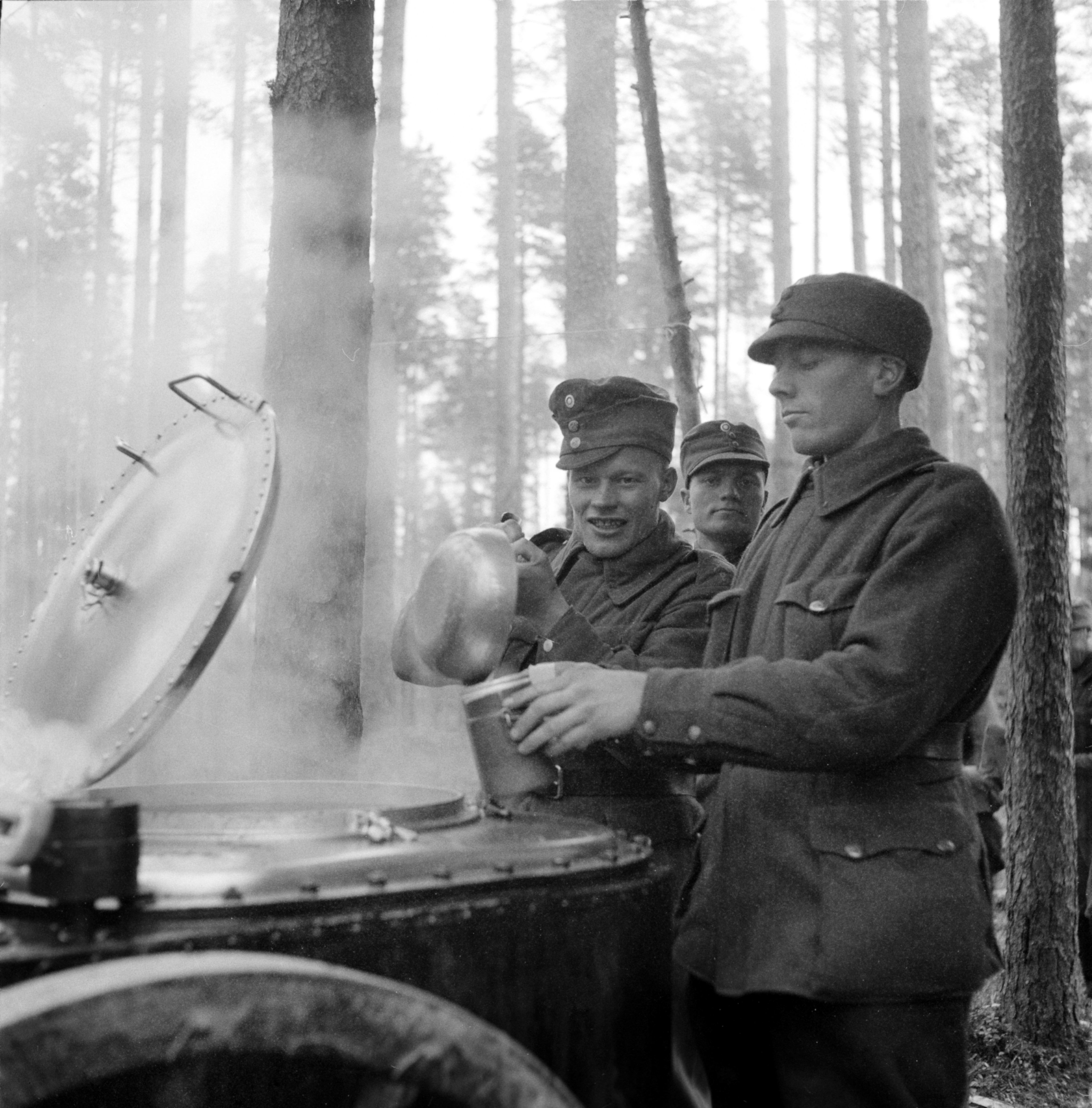
Des soldats finlandais prennent leur petit-déjeuner dans une cuisine de campagne lors d'un « entraînement complémentaire » sur l'isthme de Carélie, le 10 octobre 1939.

En avril 1938, l’agent du NKVD Boris Rybkine (attaché à l'ambassade soviétique à Helsinki sous le pseudonyme de Boris Yartsev) contacte le ministre finlandais des Affaires étrangères Rudolf Holsti et le Premier ministre Aimo Cajander, affirmant que l’Union soviétique ne faisait pas confiance à l’Allemagne nazie et considérait une guerre entre les deux pays comme possible. L’Armée rouge, dit-il, n’attendrait pas passivement mais « avancerait pour rencontrer l’ennemi ». Les représentants finlandais assurent Yartsev que la Finlande restera neutre en cas de conflit et qu’elle résisterait à toute incursion armée sur son territoire. Yartsev suggère que la Finlande cède ou loue à l'URSS certaines îles du golfe de Finlande proches de Leningrad, ce que la Finlande refuse,.
Les négociations se poursuivent tout au long de l’année 1938 sans résultat. L’accueil réservé par la Finlande aux demandes soviétiques est plutôt froid, les collectivisations violentes et les purges staliniennes ternissant gravement l’image de l’URSS à l'étranger. La quasi-totalité de l’élite communiste finlandaise en Union soviétique est d'ailleurs exécutée durant les purges, ce qui contribue à aggraver l’opinion négative des Finlandais vis-à-vis de leur voisin. Pendant ce temps, la Finlande tente de négocier un plan de coopération militaire avec la Suède, espérant une défense conjointe des îles Åland.
L’Union soviétique et l’Allemagne nazie signent le pacte germano-soviétique en août 1939. Officiellement un pacte de non-agression, il inclut un protocole secret divisant l’Europe de l’Est en sphères d’influence. La Finlande tombe dans la sphère soviétique. Le 1er septembre 1939, l’Allemagne envahit la Pologne, suivie deux jours plus tard par la déclaration de guerre du Royaume-Uni et de la France. Le 17 septembre, l’Union soviétique lance son invasion de la Pologne. Après la défaite polonaise, les deux puissances ajustent leur frontière selon les termes du pacte signé précédemment. L’Estonie, la Lettonie et la Lituanie sont bientôt contraintes d’accepter des traités permettant l’installation de bases militaires soviétiques sur leur sol. L’Estonie accepte l’ultimatum le 28 septembre, la Lettonie et la Lituanie suivent en octobre. Contrairement à ces pays baltes, la Finlande commence une mobilisation progressive sous couvert d’entraînements complémentaires. De leur côté, les Soviétiques entament dès 1938-1939 une préparation intensive près de la frontière finlandaise. Le déploiement des troupes nécessaires à l’invasion commence seulement en octobre 1939, avec des plans opérationnels établis dès septembre pour une offensive prévue en novembre,.
Le 5 octobre 1939, les Soviétiques invitent une délégation finlandaise à Moscou pour négocier. Juho Kusti Paasikivi, alors envoyé finlandais en Suède, est choisi pour représenter son gouvernement. Staline assiste lui-même aux pourparlers, témoignant de leur importance. Paasikivi raconte plus tard sa surprise devant l’accueil chaleureux et les bonnes manières de Staline .

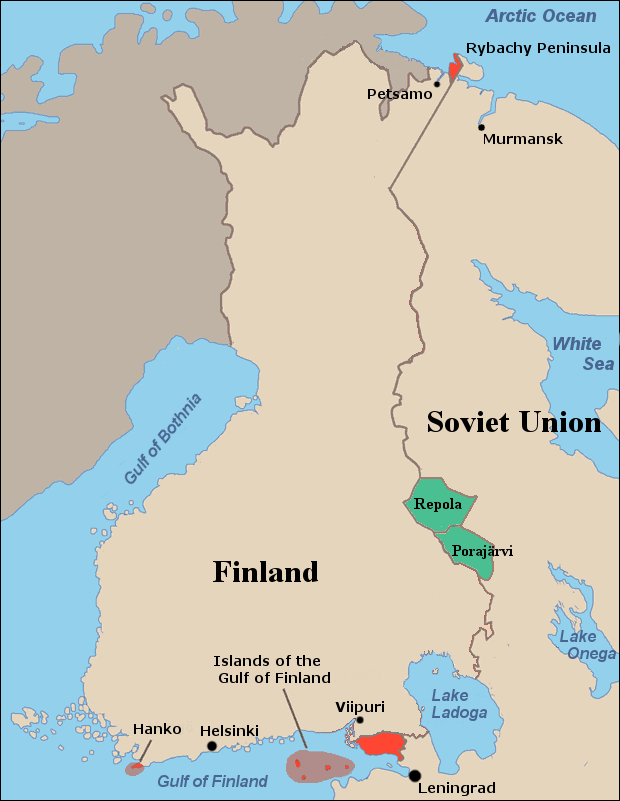
Carte des propositions d'échange de territoire formulées par l'URSS. En rouge, les territoires demandés, et en vert les territoires qui seraient offerts à la Finlande.

Les discussions débutent le 12 octobre. Molotov propose un pacte d’assistance mutuelle, rejeté d’emblée par les Finlandais. Le ministre des Affaires étrangères de Staline abandonne alors cette proposition et soumet un échange de territoires . Il exige un déplacement de la frontière sur l’isthme de Carélie 30 km à l’est de Viipuri (en russe : Vyborg), la destruction des fortifications existantes, la cession d’îles dans le golfe de Finlande et de la péninsule de Rybatchi (en finnois : Kalastajasaarento), ainsi que la location de la péninsule de Hanko pour 30 ans afin d’y établir une base militaire. En échange, l’Union soviétique cèderait les régions de Repola et Porajärvi, soit 5 400 km2, le double des territoires exigés à la Finlande,,. L’offre divise le gouvernement. Gustaf Mannerheim est favorable à un accord, doutant des chances de la Finlande face à l’URSS. Mais la méfiance envers Staline domine : les dirigeants finlandais craignent des exigences successives menaçant à terme la souveraineté du pays. Le ministre des Affaires étrangères Eljas Erkko, le Premier ministre Aimo Cajander et les services de renseignement estiment même qu’il s’agit d’un simple bluff de Staline.
Les Finlandais soumettent alors deux contre-propositions. Ils proposent tout d'abord la cession de la région de Terijoki, doublant la distance entre la frontière et Leningrad, ainsi que certaines îles du golfe. Mais ils refusent toute location de territoire pour des usages militaires,,. Lors de la réunion du 23 octobre, Staline réduit ses exigences : moins de territoire, une garnison à Hanko de 4 000 hommes au lieu de 5 000, et une durée de bail conditionnée à la fin de la guerre mondiale en cours. Ce changement soudain, contraire aux déclarations précédentes selon lesquelles les exigences soviétiques étaient minimalistes et donc inaltérables, surprend le gouvernement finlandais et l'amène à croire que d'autres concessions pourraient lui être accordées. Helsinki refuse donc l’idée de compromis proposée par Paasikivi, passant entre autres la cession de l’île de Jussarö et du fort d’Ino.
Le 31 octobre, Molotov annonce publiquement les dernières demandes soviétiques au Soviet suprême. Cela surprend les Finlandais et donne du crédit aux affirmations soviétiques selon lesquelles leurs exigences sont minimales et donc inaltérables, car il aurait été impossible de les réduire ensuite sans perdre de prestige après les avoir rendues publiques. L’offre est finalement rejetée par les Finlandais, en tenant compte de l’opinion publique et du Parlement .
Lors de la réunion suivante, le 9 novembre, Paasikivi annonce à Staline et Molotov le refus des demandes, même réduites par rapport à leurs versions initiales. Les Soviétiques sont visiblement surpris. Le ministre Väinö Tanner rapporte que « les yeux de nos interlocuteurs se sont agrandis » et que Staline aurait demandé : « Vous ne proposez même pas Ino ? » . Ce sera la dernière réunion entre les négociateurs des deux pays : le 13 novembre, la délégation finlandaise est rappelée, sans que les Soviétiques ne viennent les saluer . Les Finlandais s’attendent encore à une reprise des discussions , mais au lieu de cela, l’URSS intensifie ses préparatifs militaires à la frontière .
Les négociations d'octobre et novembre sont donc des échecs : aucune des parties ne veut céder substantiellement ni ne fait confiance à l’autre. Les Finlandais craignent pour leur souveraineté, les Soviétiques redoutent de voir leur voisin devenir un tremplin pour des armées ennemies sur la route de Leningrad. Aucun engagement pris par un camp ne parvient à convaincre l’autre. Les deux camps se méprennent par ailleurs sur les intentions adverses : les Finlandais pensent que l’URSS propose une demande maximaliste à négocier, tandis qu'il s'agit en réalité du strict minimum. Enfin, Staline refuse d’admettre qu’en Finlande, toute concession territoriale nécessiterait une majorité des 4/5 au Parlement (chose impossible à obtenir), et se moque ouvertement de cette contrainte en proposant que sa propre et celles de Molotov soient comptées.

### Marche vers la guerre

#### Bombardement de Mainila
Le 26 novembre 1939, un incident est signalé près du village soviétique de Mainila, à proximité de la frontière avec la Finlande. Un poste de garde-frontière aurait été bombardé par une partie inconnue faisant, selon les rapports soviétiques, quatre morts et neufs blessées. Des recherches menées plus tard par plusieurs historiens finlandais et russes concluent qu’il s’agissait d’une opération sous fausse bannière, car aucun canon finlandais n'était présent à cet endroit ; le bombardement aurait été exécuté depuis le côté soviétique par une unité du NKVD afin de fournir à l’Union soviétique un casus belli et un prétexte pour dénoncer le pacte de non-agression qui liait le pays à la Finlande depuis 1932 ,,,. L'option d'une guerre déclenchée par un incident à Mainila était déjà le point de départ de plusieurs Kriegspiel soviétiques organisés en mars 1938 et 1939. 

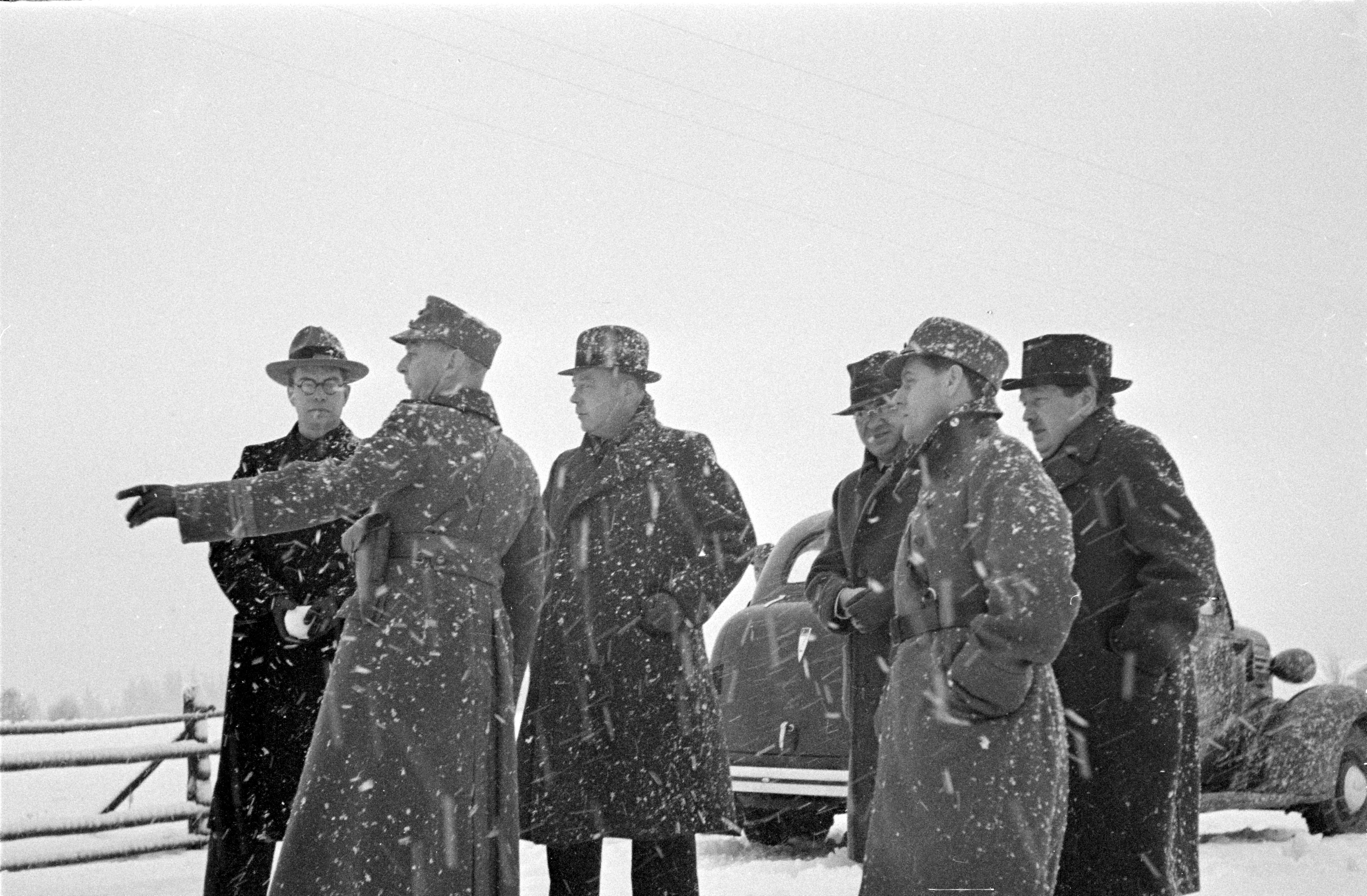
Des journalistes étrangers à Mainila, le 29 novembre 1939.

Molotov affirme immédiatement que l’incident est une attaque d’artillerie finlandaise. Il exige des excuses de la part de la Finlande, ainsi que le retrait de ses forces à une distance de 20 à 25km de la frontière. La Finlande nie toute responsabilité, rejette les exigences soviétiques et demande la mise en place d’une commission conjointe d’enquête. L’Union soviétique déclare alors que la réponse finlandaise est hostile, dénonce le pacte de non-agression de 1932 et rompt les relations diplomatiques avec la Finlande le 28 novembre 1939.
Dans les décennies suivantes, l'historiographie soviétique décrit l’incident comme une provocation finlandaise, en reprenant la version mise en avant par Molotov. Des doutes sur cette version officielle n’apparaissent qu’à la fin des années 1980, avec la politique de glasnost. Même après la chute de l’Union soviétique en 1991, l’historiographie russe reste divisée sur la question ,.

#### Intentions soviétiques
L’opinion des historiens est partagée quant à l’ampleur des intentions soviétiques lors de l’invasion de la Finlande. L’existence d’un gouvernement communiste finlandais fantoche et le protocole secret du pacte Molotov-Ribbentrop sont généralement vus comme des preuves que l’Union soviétique entendait conquérir toute la Finlande.

Le 1er décembre 1939, l’Union soviétique forme un gouvernement fantoche baptisé République démocratique finlandaise pour gouverner la Finlande après sa conquête,,,. Une déclaration relayée par l'agence de presse TASS clarifie sa posture :
Le gouvernement populaire, dans sa composition actuelle, se considère comme un gouvernement provisoire. Dès son arrivée à Helsinki, capitale du pays, il sera réorganisé et sa composition élargie par l’inclusion de représentants des divers partis et groupes participant au front populaire des travailleurs.
Des tracts soviétiques largués sur Helsinki le premier jour de la guerre affirment quant à eux : « Camarades finlandais ! Nous ne venons pas à vous en conquérants, mais en libérateurs du peuple finlandais de l’oppression des capitalistes et des propriétaires fonciers »,.
En 1939, l’état-major soviétique élabore un plan réaliste et complet pour l’occupation militaire de la Finlande. Cependant, Joseph Staline n’est pas satisfait du rythme jugé trop prudent de l’opération et exige l’élaboration de nouveaux plans. La capitulation finlandaise doit alors coïncider avec son 60e anniversaire, le 21 décembre. Convaincu du succès à venir de l'opération, Andreï Jdanov, figure de la politique culturelle soviétique, commande une œuvre musicale à Dmitri Chostakovitch, intitulée Suite sur des thèmes finlandais, destinée à accompagner le défilé de l’Armée rouge dans Helsinki,. Les Soviétiques sont convaincus que les puissances occidentales ne viendront pas en aide à la Finlande. L’ambassadeur soviétique au Royaume-Uni, Ivan Maïski, déclare : « « Qui viendrait aider ? Les Suédois ? Les Britanniques ? Les Américains ? Absolument personne. Il y aura du tapage dans la presse, un soutien moral, des gémissements et des plaintes. Mais des troupes, des avions, des canons et des mitrailleuses, non ».

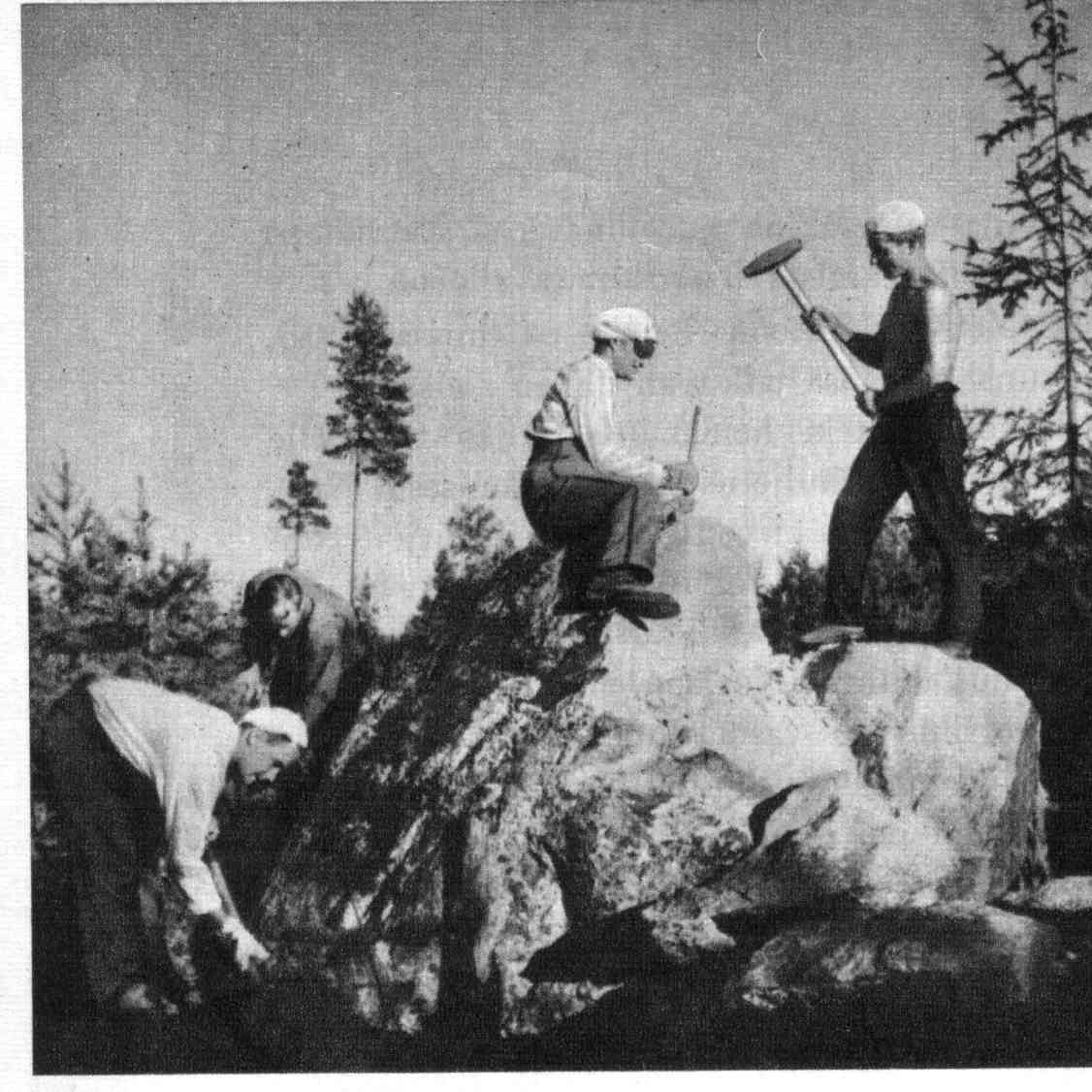
Tailleurs de pierre finlandais volontaires durant l'été 1939. Ces hommes extraient des pierres sur l'isthme de Carélie pour en faire des obstacles antichars.

L’historien hongrois István Ravasz écrit que le Comité central du Parti communiste de l'Union soviétique avait décidé en 1939 de rétablir les anciennes frontières de l’Empire tsariste, en absorbant donc la Finlande. Le politologue américain Dan Reiter affirme, lui, que les Soviétiques cherchaient à imposer en 1939 un changement de régime après avoir écrasé militairement la Finlande, mais sans l'annexer directement. Il cite Molotov, qui aurait confié en novembre 1939 à un ambassadeur soviétique que le nouveau gouvernement mis en place après l'invasion ne sera pas soviétique, mais une république démocratique. Selon l’historien russe Iouri Kiline, les demandes soviétiques incluent délibérément les points les plus fortifiés de la ligne de défense finlandaise. Il estime que Staline n’avait que peu d’espoir de parvenir à un accord au terme des négociations, mais cherchait surtout à gagner du temps pour permettre la mobilisation de ses troupes. Son objectif réel aurait été d'empêcher la Finlande de devenir une base d’attaque potentielle en la forçant à changer de régime.
D’autres chercheurs rejettent l’idée d’une conquête totale. L’historien américain William R. Trotter affirme que l’objectif de Staline était de sécuriser le flanc de Leningrad face à une possible invasion allemande par la Finlande. Il avance que le meilleur argument contre une intention de conquête totale est que celle-ci ne se produisit ni en 1939 ni durant la guerre de Continuation en 1944, alors que Staline « aurait pu le faire avec une relative facilité ». Bradley Lightbody écrit que « tout l’objectif soviétique était de rendre la frontière plus sûre ». En 2002, l’historien russe Alexandre Choubarian déclare qu’aucun document susceptible de prouver un projet d’annexion de la Finlande n’a été trouvé dans les archives russes ; l’objectif aurait donc été d’obtenir des concessions territoriales et d’affirmer l’influence soviétique dans la région.
L’historien américain Stephen Kotkin partage également l’idée que l’Union soviétique ne visait pas l’annexion. Il souligne que la Finlande fut traitée différemment des pays baltes : contrairement aux pactes d’assistance mutuelle imposés aux États baltes, menant à leur soviétisation complète, l’Union soviétique exigeait des concessions limitées de la Finlande, et offrait même des territoires en échange, ce qui n’aurait pas eu de sens si l’annexion avait été prévue. Kotkin ajoute que Staline semblait sincèrement vouloir parvenir à un accord : il participe personnellement à six des sept réunions avec les représentants finlandais, et réduit à plusieurs reprises ses exigences. Toutefois, la méfiance mutuelle et les malentendus font échouer les négociations.

## Forces en présence

### État d'esprit de l'état-major soviétique et condition de l'Armée rouge
Avant la guerre, les dirigeants soviétiques s’attendent à une victoire totale en quelques semaines. L’Armée rouge venait d’achever l’invasion de la Pologne orientale au prix de moins de 4 000 pertes, après l’attaque de la Pologne par l’Allemagne à l’ouest. L'optimisme de Staline quant à un triomphe soviétique rapide est partagé par le politicien Andreï Jdanov et le stratège militaire Kliment Vorochilov, mais d’autres généraux se montrent plus prudents. Le chef d’état-major de l’Armée rouge, Boris Chapochnikov, prône une attaque sur un front étroit dans l’isthme de Carélie. Chapochnikov préconise également une préparation plus complète, un soutien d’artillerie plus poussé, des préparatifs logistiques, un ordre de bataille rationalisé et le déploiement des meilleures unités de l’armée. Kirill Meretskov, commandant du district militaire de Leningrad estime que « Le terrain des opérations à venir est divisé par des lacs, rivières, marécages, et est presque entièrement couvert de forêts... L’utilisation adéquate de nos forces sera difficile. ». Cependant, Meretskov n'affiche pas ses doutes dans le déploiement de ses forces et affirme même publiquement que la campagne finlandaise ne durerait pas plus de deux semaines. Les soldats soviétiques sont même avertis de ne pas pousser accidentellement leur offensive à travers la frontière suédoise. 
Les Grandes Purges lancées par Staline dans les années 1930 ont dévasté le corps des officiers de l’Armée rouge : pour 1939, trois des cinq maréchaux ont été éliminés, ainsi que 220 des 264 commandants de division ou de niveau supérieur, et 36 761 officiers tous grades confondus. Moins de la moitié des officiers ont traversé les purges sans être démis de leur fonction, emprisonnés ou exécutés,. Les militaires purgés sont fréquemment remplacés par des militaires moins compétents mais plus loyaux envers leurs supérieurs et le régime. Les commandants d’unités militaires jusqu'au niveau du bataillon doivent en outre composer avec des commissaires politiques placés en dehors de la hiérarchie de l'armée, dont l’approbation est nécessaire pour ratifier les décisions militaires, en fonction de leur conformité à l'idéologie politique. Ce système de double hiérarchie complexifie grandement la chaîne de commandement soviétique,, et annule l’indépendance des commandants.
Après la victoire de l'URSS lors de la bataille de Khalkhin Gol contre le Japon à la frontière orientale de l’URSS, le Haut Commandement soviétique se divisa en deux factions. L’une était représentée par les vétérans de la guerre d’Espagne : le général Pavel Rychagov des forces aériennes ; le général spécialiste des blindés, Dmitri Pavlov ; et le général favori de Staline, le futur maréchal Grigori Koulik, responsable de l’artillerie. L’autre faction est menée par les vétérans de Khalkhin Gol, le général Gueorgui Joukov de l’armée de terre, et le général Grigori Kravtchenko des forces aériennes. Les généraux de Khalkhin Gol plaident sans succès pour l'adoption des leçons tactiques apprises contre le Japon, particulièrement concernant l'emploi à grande échelle des chars, de l’artillerie et des avions (que l'URSS n'a jusque là jamais utilisé à une telle échelle qu'à Khalkhin Gol). La domination des généraux les plus conservateurs va empêcher l'Armée rouge de tirer partie de ses chars rapides BT,.

### Ordre de bataille soviétique

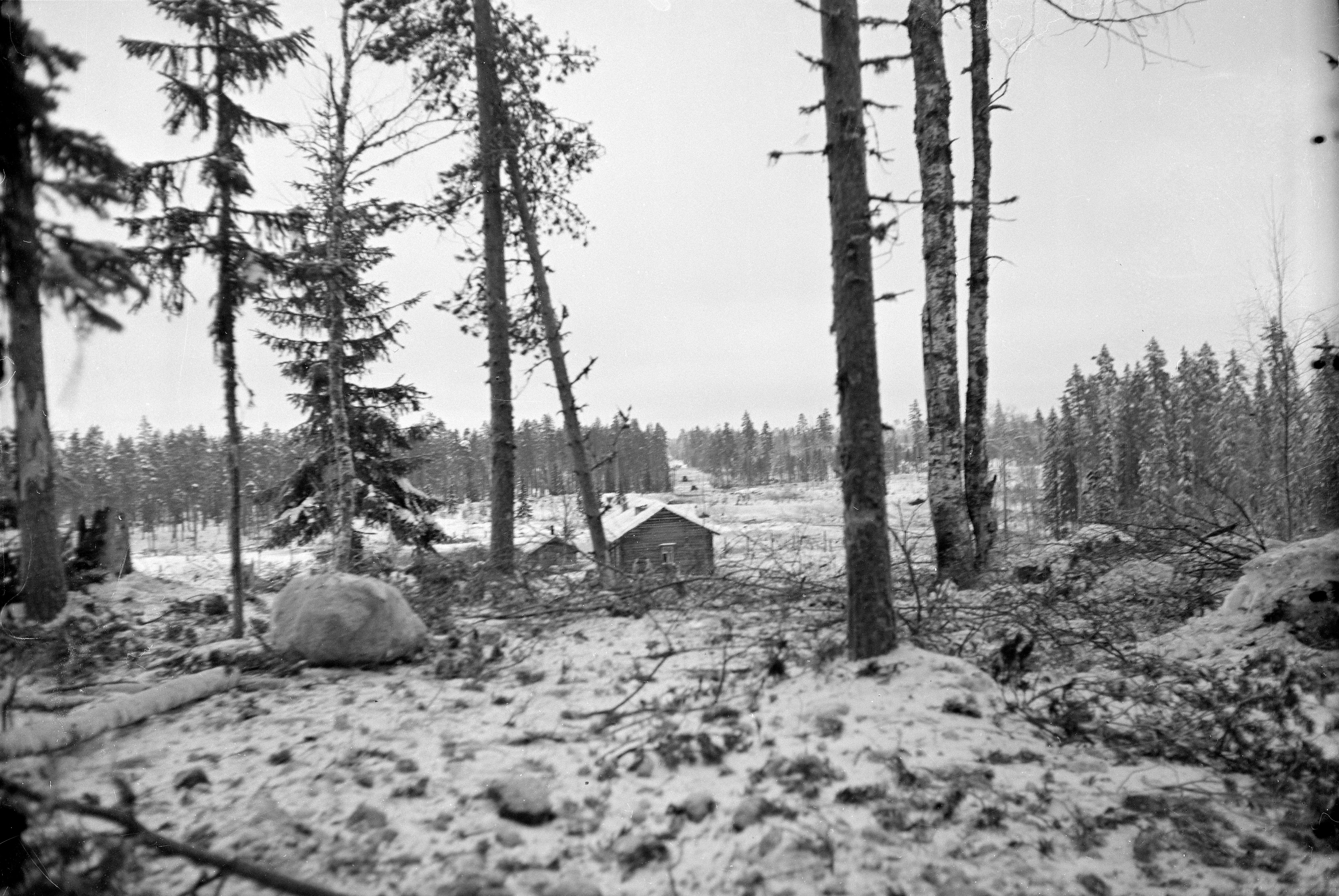
Forêts denses de Carélie de Ladoga, près de la Kollaa.

Les généraux soviétiques sont impressionnés par le succès des tactiques allemandes de la Blitzkrieg mise en œuvre quelques mois avant l'invasion de la Finlande, mais celles-ci sont adaptées aux conditions de l’Europe centrale, qui bénéficie d’un dense réseau de routes bitumées bien cartographiées. Les armées y disposent de centres logistiques et de communication clairement identifiables, qui peuvent facilement être ciblés par des régiments blindés. En revanche, les centres logistiques et de commandement de l’armée finlandaise sont situés en profondeur à l’intérieur du pays. Il n’y a pas de routes bitumées, et même les routes en gravier ou en terre sont rares. La majeure partie du terrain est constituée de forêts impénétrables et de marécages. Le correspondant de guerre John Langdon-Davies juge même que « chaque acre de cette surface a été créée pour désespérer toute force militaire attaquante ». Mener une Blitzkrieg en Finlande s’avère extrêmement difficile, et selon Trotter, l’Armée rouge ne peut pas atteindre le niveau de coordination tactique et d’initiative individuelle nécessaire pour appliquer de telles tactiques, particulièrement dans ce contexte.
Le commandant du district militaire de Léningrad, Kirill Meretskov, doit diriger l’opération contre les Finlandais. Le 9 décembre 1939 (un peu plus d'une semaine après le début de la guerre), le commandement est transféré à l’état-major suprême (plus tard appelé Stavka), sous la direction directe de Kliment Vorochilov (président), Nikolaï Kouznetsov, Staline et Boris Chapochnikov,. Le 28 décembre, lorsque Staline demande des volontaires pour prendre la tête des opérations militaires, Semion Timochenko se propose à condition de pouvoir mettre en œuvre le plan initial de Chapochnikov, basé sur une attaque concentrée contre l’isthme de Carélie afin de percer la ligne Mannerheim. Sa proposition est acceptée,. En janvier 1940, le district militaire de Léningrad est réorganisé et renommé Front du Nord-Ouest.
Les forces soviétiques sont organisées comme suit au début de la guerre :
- La 7e armée, composée de neuf divisions, d’un corps de chars et de trois brigades de chars, est positionnée sur l’isthme de Carélie. Son objectif est de submerger rapidement les défenses finlandaises sur l’isthme, puis de conquérir Viipuri. Depuis cette position, elle doit progresser vers Lappeenranta, puis se diriger vers l’ouest en direction de Lahti, avant une poussée finale vers la capitale, Helsinki. Ce front est ensuite divisé entre les 7e et 13e armées[99],[100].
- La 8e armée, composée de six divisions et d’une brigade de chars, est positionnée au nord du lac Ladoga. Sa mission est d’exécuter une manœuvre de contournement par le nord du lac afin de frapper l’arrière de la ligne Mannerheim[99].
- La 9e armée est chargée d’une percée en Finlande centrale via la région de Cajanie. Elle est composée de trois divisions, avec une quatrième en route au début de la guerre. Sa mission est de progresser vers l’ouest pour couper la Finlande en deux[99].
- La 14e armée, comprenant trois divisions, est basée à Mourmansk. Ses objectifs sont de capturer le port arctique de Petsamo puis d’avancer vers la ville de Rovaniemi[99].

### Ordre de bataille finlandais

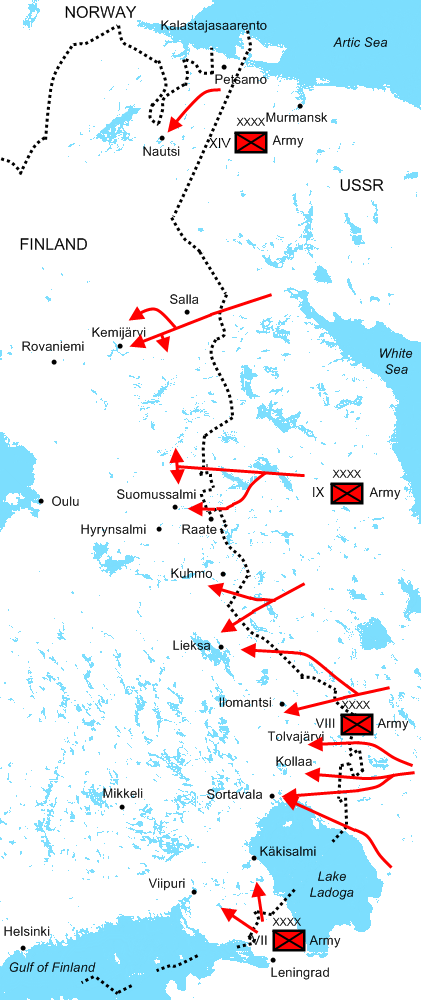
Offensives des quatre armées soviétiques du 30 novembre 1939 au 22 décembre 1939 en rouge,

La Finlande dispose d’une grande force de réservistes, entraînée lors de manœuvres régulières, certains ayant combattu pendant la guerre civile . Les soldats finlandais sont également presque tous formés aux techniques de survie et de déplacement adaptées à leur environnement, comme le ski. L'armée finlandaise est fortement inspirée de l'armée allemande, que ce soit dans la structure de ses divisions, dans les uniformes ou dans les tactiques. Elle est en outre issue d'une société très militarisée, grâce à l'action de la Garde blanche (une milice issue des vainqueurs de la guerre civile) pour les hommes et¨de l'organisation Lotta Svärd pour les femmes. L'action de ces deux entités permet à la population finlandaise d'être bien préparée à la guerre.
L'état matériel de l'armée finlandaise est plus préoccupant. Les différents ministères de la Défense de l'entre-deux-guerres ont accumulé les retards dans le développement de l'armée. En 1939, l'armée ne peut fournir des uniformes qu'aux soldats d'actives et aux membres de la Garde blanche: les autres réservistes doivent se contenter d'une cocarde bleu-blanc, d'une ceinture et d'un fusil. L'armée ne dispose de quasiment aucun moyen anti-char et va devoir improviser (avec des cocktails Molotov notamment), et ne dispose pas non plus de chars, en dehors de quelques FT-17 enterrés pour servir de défense fixe, et d'une trentaine de véhicules Vickers-Armstrongs. L'artillerie ne dispose au début de la guerre que de 200000 coups en réserve, soit la même quantité que ce que l'Armée rouge va tirer en seulement quelques heures. A l'échelle individuelle, les soldats vont aussi devoir régulièrement piller les cadavres soviétiques à la recherche d'armes et de munitions. L'aviation se résume à une centaine d'appareils, pour la plupart obsolètes. Les fortifications de l'isthme de Carélie datent de près de deux décennies et n'ont été remises en état qu'à l'été 1939 par des Gardes blancs volontaires.
La stratégie finlandaise pour le conflit à venir est dictée par la géographie. La frontière de plus de 1 600 km avec l’Union soviétique est en grande partie infranchissable, sauf en quelques endroits desservis par des routes non goudronnées. Dans ses prévision d’avant-guerre, le commandement de la défense, qui a établi son quartier général en temps de guerre à Mikkeli, estime que sept divisions soviétiques sont positionnées sur l’isthme de Carélie et au maximum cinq divisions le long de l’ensemble de la frontière au nord du lac Ladoga. Selon cette estimation, le rapport de forces serait favorable à l’attaquant dans une proportion de trois contre un. En réalité, ce rapport est bien plus élevé, car, par exemple, douze divisions soviétiques sont réellement déployées au nord du lac Ladoga. L'objectif finlandais est donc d'arrêter à tout prix les Soviétiques à la frontière, particulièrement sur l'isthme, afin de donner le temps aux dirigeants politiques de négocier une sortie de conflit ou d'en appeler à une aide étrangère.

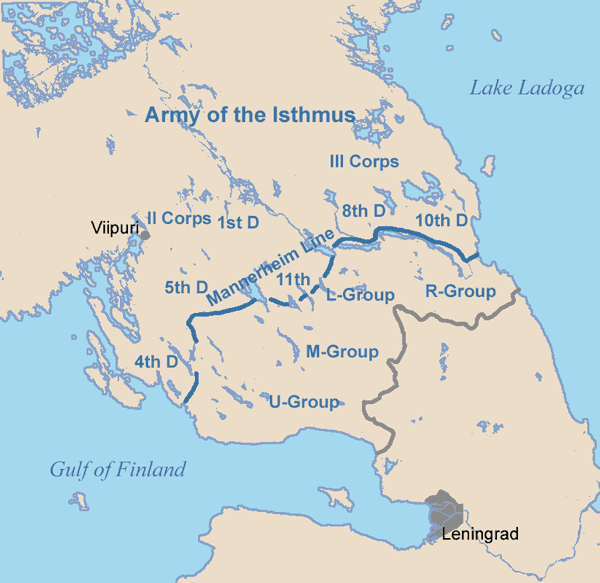
Carte (en anglais) de la disposition des troupes finlandaises de l'isthme de Carélie.

Les forces finlandaises sont déployées comme suit :
- L’armée de l’Isthme se compose de six divisions placées sous le commandement de Hugo Österman. Le 2e corps d’armée d'Harald Öhquist se trouve sur son flanc droit, et le 3e corps d'Erik Heinrichs, sur son flanc gauche. L'armée dispose également de quatre « groupes » identifiés par des lettres et chargés de ralentir l'avancée soviétique avant d'arriver à la ligne Mannerheim.
- Le 4e corps d’armée de Juho Heiskanen (remplacé ensuite par Woldemar Hagglund) est positionné au nord du lac Ladoga.
- Le groupe Finlande du Nord est un ensemble hétéroclite et disparate de gardes blancs, de garde-frontières et d’unités de réservistes mobilisés sous le commandement de Wiljo Tuompo, chargés de défendre les 800 km de frontière qui s'étendent entre Lieksa et l'Arctique.

## Déroulement

### Invasion

#### Début de l'invasion et actions politiques
Le 30 novembre 1939, les forces soviétiques lancent l'invasion la Finlande avec 21 divisions totalisant 450 000 hommes et procèdent au premier bombardement d’Helsinki,, qui tue environ 100 civils et détruit plus de 50 bâtiments. En réponse aux critiques internationales, le ministre soviétique des Affaires étrangères, Viatcheslav Molotov, déclare que l’Armée de l’air soviétique ne bombarde pas les villes finlandaises mais largue plutôt de l’aide humanitaire destinée à une population affamée ; les bombes sont alors ironiquement surnommées « paniers de pain de Molotov » par les Finlandais.
Juho Kusti Paasikivi affirme que l’attaque soviétique, lancée sans déclaration de guerre, constitue une violation de trois pactes de non-agression distincts : le traité de Tartu, signé en 1920 ; le pacte de non-agression entre la Finlande et l’Union soviétique, signé en 1932 puis renouvelé en 1934 ; ainsi que le Pacte de la Société des Nations, que l’Union soviétique a signé en 1934.
Le maréchal Carl Gustaf Emil Mannerheim est nommé commandant en chef des Forces de défense finlandaises après l’attaque soviétique. Dans un nouveau remaniement, le gouvernement d’Aimo Cajander est remplacé par Risto Ryti et son gouvernement, avec Väinö Tanner comme ministre des Affaires étrangères, en raison de son opposition à la politique pré-guerre de Cajander. La Finlande porte le conflit devant la Société des Nations., qui expulse l’Union soviétique le 14 décembre 1939 et exhorte ses États membres à apporter leur soutien à la Finlande,.
Dirigée par Otto Wille Kuusinen, la République démocratique finlandaise — un gouvernement fantoche — fonctionne dans les régions de Carélie finlandaise occupées par les Soviétiques. Également appelée « gouvernement de Terijoki », du nom du village de Terijoki, première localité capturée par l’Armée rouge en progression, cette république fantoche ne parvient pas à rallier les ouvriers finlandais: au contraire, la création de la république démocratique renforce l'unité nationale finlandaise, au-delà des clivages politiques. 

#### Premières batailles et avancée vers la ligne Mannerheim

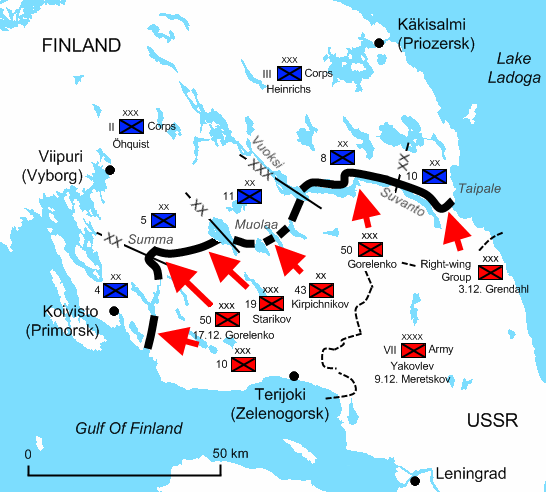
Situation au 7 décembre 1939 : les Soviétiques atteignent la ligne Mannerheim sur l’isthme de Carélie.
Division finlandaise (XX) ou corps (XXX)
Division soviétique (XX), corps (XXX) ou armée (XXXX)

L’ensemble de structures défensives finlandaises, appelé pendant la guerre « ligne Mannerheim », se trouve sur l’isthme de Carélie, à environ 30 à 75 km de la frontière soviétique. L’Armée rouge y engage 250 000 hommes face à 130 000 Finlandais. Le commandement de Mannerheim y déploie une défense en profondeur forte d’environ 21 000 hommes en avant de la ligne de défense, afin de ralentir et d’user l’ennemi.
Au combat, la principale difficulté pour les soldats finlandais est constituée par les chars soviétiques. Les Finlandais disposent de peu d’armes antichars et manquent d’instruction concernant la lutte antichar moderne. Selon Trotter, la tactique favorite des blindés soviétiques consiste cependant en une simple charge frontale, vulnérable à certaines contre-mesures que leurs ennemis appliquent bientôt. Les Finlandais découvrent notamment que les chars peuvent être neutralisés à courte portée, par exemple en coinçant des barres de fer ou des bûches de bois dans les bogies, ce qui les immobilise. Rapidement, ils utilisent également une arme improvisée plus efficace : le cocktail Molotov, une bouteille en verre remplie de liquide inflammable avec une simple mèche allumée à la main. Ces cocktails Molotov sont bientôt produits en masse par la société d’État des alcools, Alko, avec des allumettes fournies pour chaque bouteille. Lors des premiers engagements dans la zone frontalière, 80 chars soviétiques sont détruits.
Le 6 décembre, toutes les forces finlandaises avancées se replient derrière la ligne Mannerheim après avoir ralenti au maximum l'avancée soviétique. L’Armée rouge lance sa première grande offensive contre la ligne de défense dans la région de Taipale, entre les rives du Lac Ladoga, la rivière Taipale et le lac Suvanto. Dans ce secteur, les Finlandais bénéficient d’une légère supériorité d’altitude et de terrains secs propices aux tranchées. L’artillerie finlandaise a préalablement repéré la zone et préparé des plans de tirs en prévision d’une attaque soviétique.
La bataille de Taïpale débute par un barrage d’artillerie soviétique de quarante heures. Après ce bombardement, l’infanterie attaque à découvert, mais est repoussée avec de lourdes pertes. Du 6 décembre au 12 décembre 1939, l’Armée rouge poursuit ses tentatives d’assaut, n’engageant qu’une seule division. Par la suite, elle renforce son artillerie, envoie des chars et engage la 150e division de fusiliers. Le 14 décembre, les forces soviétiques renforcées lancent une nouvelle offensive, qui est à nouveau repoussée. Une troisième division entre en action, mais cède à la panique sous les tirs d’artillerie. Les assauts continuent sans succès, et les pertes soviétiques sont lourdes. Une attaque caractéristique de cette bataille analysée par William Trotter ne dure qu'une heure mais laisse 1 000 morts et 27 chars soviétiques détruits.

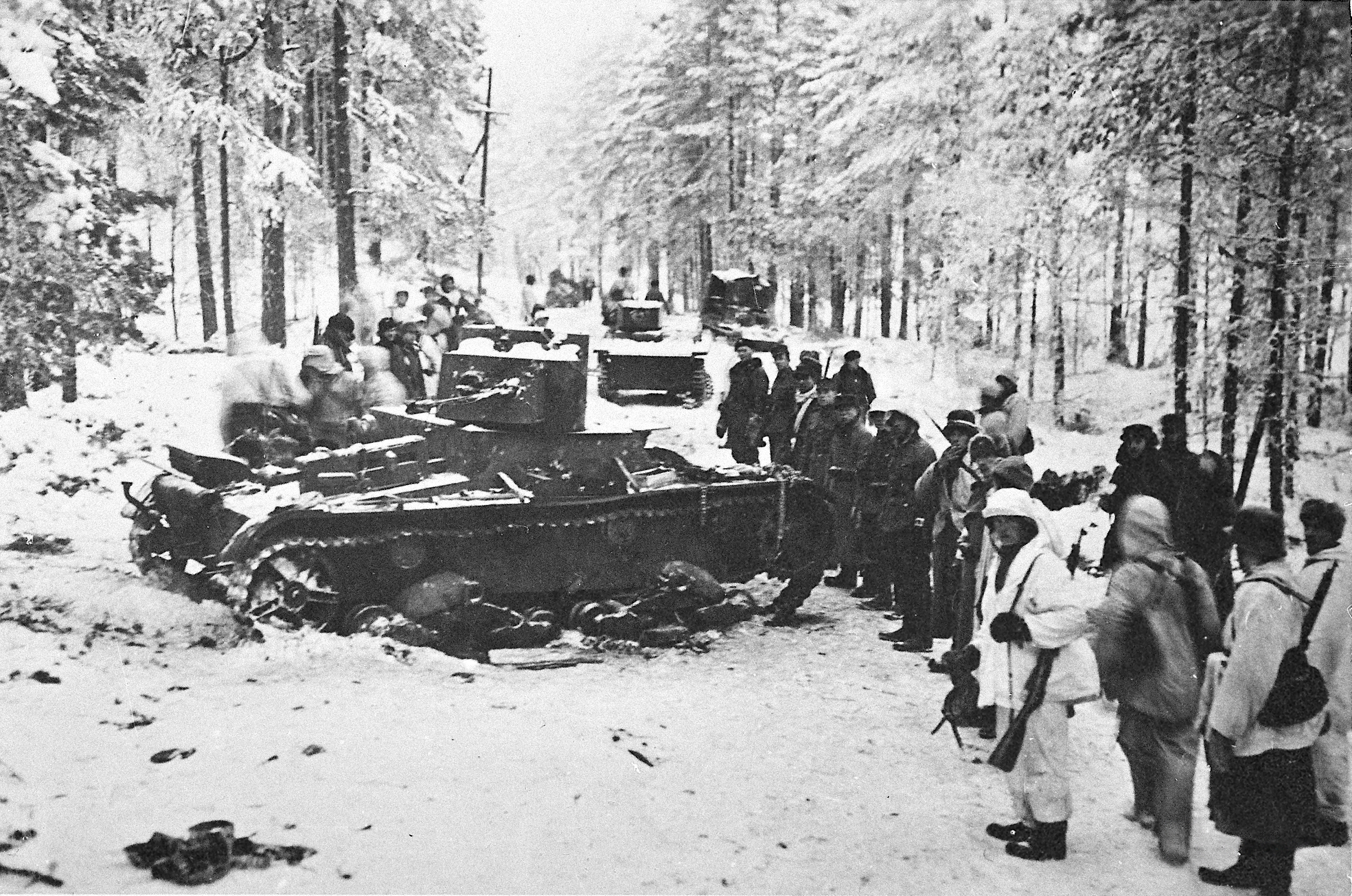
Char lance-flamme OT-26 capturé par les Finlandais pendant la bataille de Tolvajärvi.

Au nord du lac Ladoga, sur le front de la Carélie du Ladoga, les unités finlandaises s’appuient sur le relief naturel. Cette vaste région forestière ne dispose pas des infrastructures routières nécessaires aux opérations modernes de l’Armée rouge. La 8e armée soviétique a prolongé une ligne de chemin de fer jusqu’à la frontière pour palier à ce problème, ce qui double sa capacité logistique. Le 12 décembre, la 139e division de fusiliers, appuyée par la 56e, est battue à Tolvajärvi par une force finlandaise beaucoup plus réduite, commandée par Paavo Talvela. Il s’agit de la première victoire finlandaise importante de la guerre.
En Finlande centrale et septentrionale, les routes sont rares et le terrain difficile. Les Finlandais n’y attendent pas d’offensives massives, mais les Soviétiques y envoient tout de même huit divisions, lourdement appuyées par des blindés et de l’artillerie. La 155e division attaque à Ilomantsi et à Lieksa, tandis que plus au nord, la 44e attaque à Kuhmo. La 163e division est déployée à Suomussalmi et chargée de couper la Finlande en deux en avançant sur la route de Raate. En Laponie finlandaise, les 88e et 122e divisions de fusiliers soviétiques attaquent à Salla. Le port arctique de Petsamo est attaqué par la 104e division de montagne, appuyée par des tirs de la marine.

### Première phase (décembre 1939-janvier 1940)

#### Conditions météorologiques

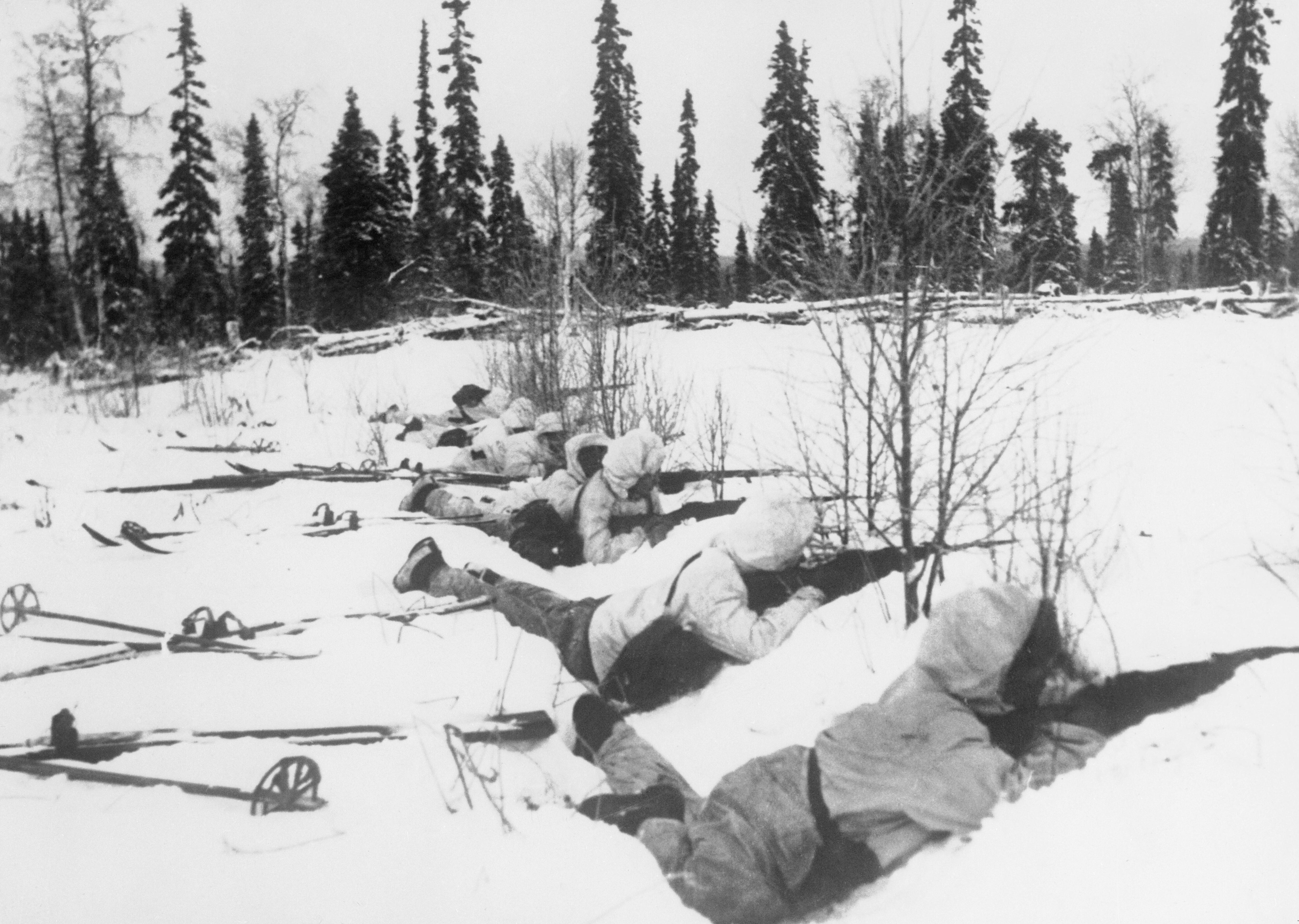
Image représentative des conditions de la guerre d'Hiver: une patrouille à ski finlandaise, en tenue de camouflage blanc, dans la neige à la lisière d'une forêt du nord de la Finlande, le 12 janvier 1940.

L’hiver 1939-1940 est exceptionnellement froid en Finlande : l’isthme de Carélie enregistre une température record de −43 °C le 16 janvier 1940. Au début de la guerre, seuls les soldats finlandais en service actif disposent d’un uniforme et d’une arme. Les autres doivent se contenter de leurs vêtements personnels, souvent leur tenue d’hiver civile à laquelle sont ajoutés quelques insignes rudimentaires comme des brassards. Les soldats finlandais sont cependant très expérimentés en ski de fond, ce qui facilite leurs déplacements. Le froid, la neige, la forêt et les longues heures d’obscurité leur offrent également des conditions favorables. Ils s’habillent avec plusieurs couches, tandis que les troupes à ski portent une tenue blanche qui les camoufle efficacement dans la neige, leur permettant de mener des attaques de guérilla contre les colonnes soviétiques pour disparaître rapidement ensuite.

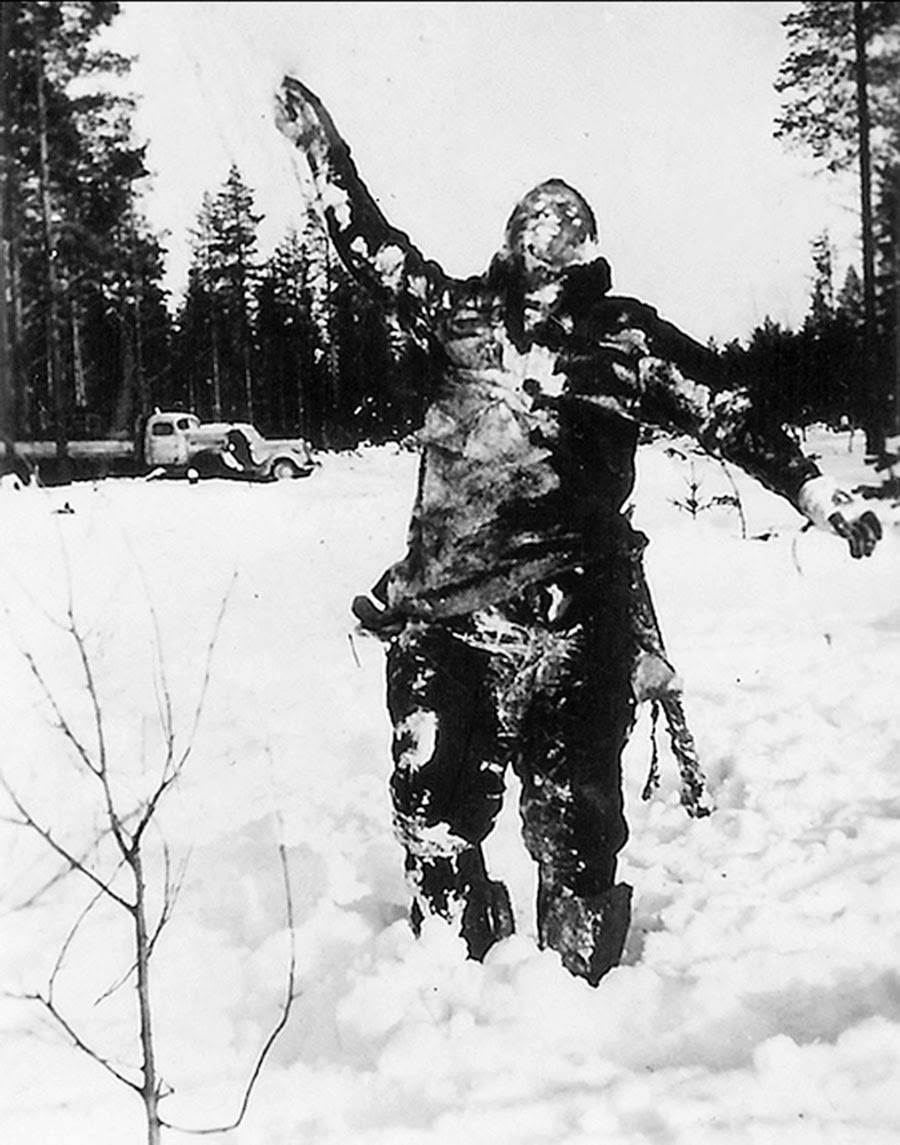
Cadavre gelé d'un soldat de l'Armée rouge, dressé par les Finlandais pour servir d'avertissement.

Au début du conflit, les chars soviétiques sont peints dans leur couleur vert olive standard et les soldats portent l’uniforme kaki réglementaire. Ce n’est qu’à la fin de janvier 1940 que les Soviétiques repeignent leur matériel en blanc et distribuent des combinaisons de ski blanches à leur infanterie. La plupart des soldats soviétiques possèdent des vêtements d’hiver adéquats, mais ce n’est pas le cas dans toutes les unités. Lors de la bataille de Suomussalmi, des milliers d’entre eux meurent de gelures. Ne sachant pas skier, ils doivent se déplacer exclusivement par les routes, formant de longues colonnes vulnérables aux attaques. L’Armée rouge manque également de tentes adaptées à l’hiver, et les soldats dorment dans des abris de fortune. Certaines unités soviétiques subissent jusqu’à 10 % de pertes par gelures avant même d’avoir franchi la frontière finlandaise. Néanmoins, le froid présente un avantage pour les blindés soviétiques, qui peuvent progresser sur les terrains gelés et franchir lacs et marécages sans s’y enliser (c'était sur cette idée que reposait les ambitions de guerre éclair des stratèges soviétiques avant le conflit).

#### Tactiques finlandaises

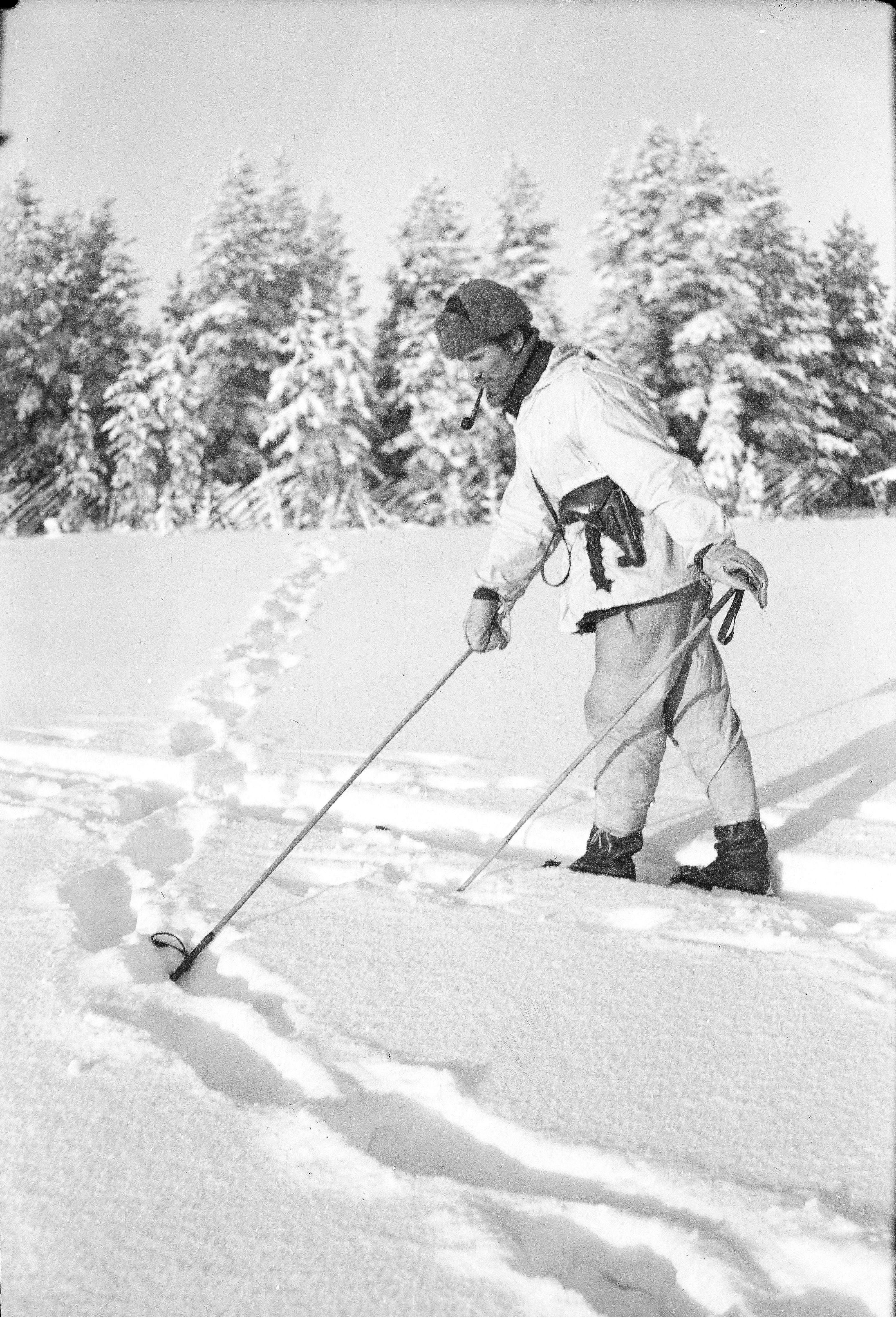
Des traces soviétiques sur le lac Kiantajärvi, à Suomussalmi, durant une poursuite finlandaise en décembre 1939. L'homme visible sur la photo est le skieur de combiné nordique Timo Murama.

Dans les combats allant de la Carélie du Ladoga au port arctique de Petsamo, les Finlandais recourent à des tactiques de guérilla. L’Armée rouge dispose d’une nette supériorité en hommes et en matériel, mais les Finlandais compensent ce déséquilibre par leur vitesse, leur capacité de guerre de mouvement et une économie des forces disponibles. Sur le front de Ladoga comme lors de la bataille de la route de Raate, ils parviennent à isoler des éléments de forces soviétiques pourtant bien plus nombreuses. Une fois les troupes soviétiques fragmentées en petits groupes, les Finlandais les encerclent et les attaquent de tous côtés.
Pour de nombreux soldats soviétiques encerclés dans une poche, appelées motti en finnois, un mot qui désigne à l’origine stère de bois de chauffage, survivre devient une épreuve aussi difficile que le combat. Les hommes gèlent, souffrent de la faim, et vivent dans des conditions sanitaires précaires. L’historien William Trotter décrit ainsi leur situation : « Le soldat soviétique n’avait aucun choix. S’il refusait de se battre, on le fusillait. S’il tentait de fuir par la forêt, il mourait gelé. Et la reddition n’était pas envisageable : la propagande soviétique lui avait appris que les Finlandais torturaient à mort les prisonniers ».
Cependant, les Finlandais sont souvent trop peu nombreux pour exploiter pleinement leurs succès. Certaines poches de troupes soviétiques encerclées tiennent des semaines, voire des mois, mobilisant ainsi une grande partie des forces finlandaises, simplement pour conserver le statu quo.

#### Batailles de la ligne Mannerheim

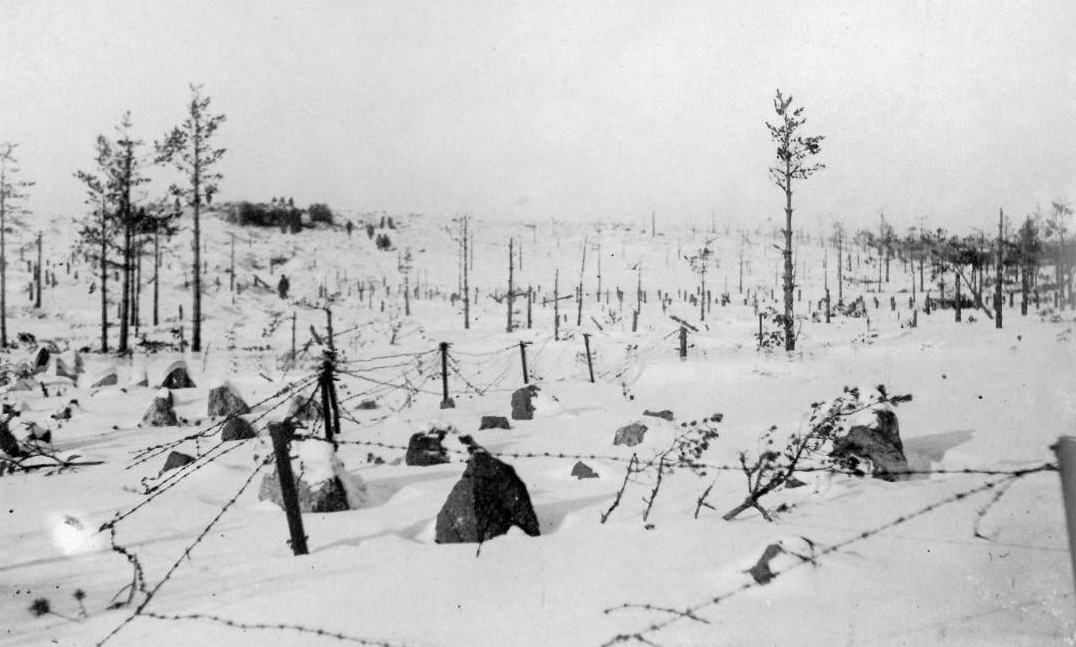
Bunker dit du Million (visible en arrière plan), l'un des points les plus fortifiés de la ligne Mannerheim. On peut voir les obstacles antichars en pierre et le réseau de fil barbelé.

Le terrain de l’isthme de Carélie ne se prête pas aux tactiques de guérilla, ce qui contraint les Finlandais à recourir à la ligne Mannerheim, plus conventionnelle, dont les flancs sont protégés par de vastes étendues d’eau. La propagande soviétique affirme afin de justifier les échecs de l'armée que cette ligne est aussi solide, voire plus encore, que la ligne Maginot. La ligne est en réalité composée de 221 points d’appui fortifiés le long de l’isthme, construits principalement dans les années 1920, puis renforcés à la fin des années 1930. Cet ensemble de défense est relativement hétéroclite. Sur les plus de 200 abris fortifiés, seuls deux sont réellement comparables aux fortifications de la ligne Maginot (précédés par un champ de mine et de barbelé, et avec des emplacements antichars dissimulés). Le reste des emplacements est composé d'abris de rondins de bois renforcé par 1m50 de sacs de sable, ou simplement par des élévations de terre. Les tranchées qui relient ces ouvrages sont elles aussi hétéroclites: leur profondeur dépend de la dureté du sol et du temps qui a été disponible pour les creuser. Selon les Finlandais, la véritable force de la ligne Mannerheim réside dans ses «  défenseurs obstinés dotés d’un grand sisu » — une notion finlandaise pouvant se traduire approximativement par « courage et ténacité ».

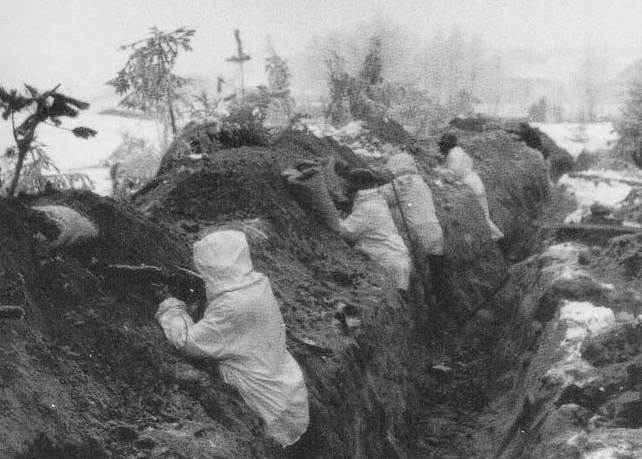
Tranchées représentatives de la ligne Mannerheim.

À l’est de l’isthme, l’Armée rouge tente sans succès de percer la ligne à la bataille de Taïpale. À l’ouest, les unités soviétiques affrontent les défenses finlandaises à Summa, un village près de la ville de Viipuri, à partir du 16 décembre 1939. Dans ce secteur, la ligne est particulièrement solide, avec 41 bunkers en béton armé. Cependant, une erreur de conception laisse non loin une brèche d’environ un kilomètre dans une zone marécageuse connue sous le nom de Munasuo. Lors de la première bataille de Summa, le 19 décembre 1939, plusieurs chars soviétiques franchissent la ligne Mannerheim par cette faille, mais ne peuvent exploiter leur percée en raison du manque de coordination entre les différentes unités soviétiques. Les troupes finlandaises restent retranchées dans leurs positions, laissant les chars soviétiques évoluer librement à l’arrière du front, faute d'arme antichar appropriée. La vingtaine de blindés finit par errer de point fortifié en point fortifié, attaquant sans cohérence, jusqu’à leur destruction progressive. Le 22 décembre, la bataille se conclut par une victoire finlandaise.
L’avance soviétique est ainsi stoppée sur la ligne Mannerheim, avec de lourdes pertes pour les soviétiques. Les troupes de l'Armée rouges pâtissent alors d'un moral faible et de pénuries d'approvisionnement, qui les poussent à refuser de participer à de nouvelles attaques frontales. Sous le commandement du général Harald Öhquist, les Finlandais lancent alors une contre-attaque et encerclent trois divisions soviétiques dans un motti près de Viipuri le 23 décembre. Le plan d'Öhquist est audacieux, mais il échoue, avec environ 1 300 tués dans chaque camp.

#### Batailles en Carélie de Ladoga et en Carélie du Nord

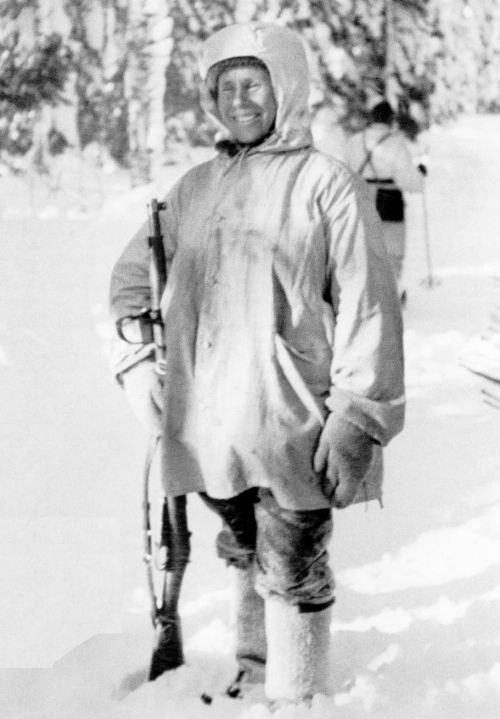
Simo Häyhä, le meilleur tireur d’élite de l'histoire, surnommé « la Mort blanche » dans la propagande de guerre finlandaise.

La puissance déployée par l’Armée rouge au nord du lac Ladoga, surprend le quartier général finlandais. Deux divisions sont déployées dans la région : la 12ᵉ division commandée par Lauri Tiainen (en) et la 13ᵉ commandée par Hannu Hannuksela (en). Elles disposent également d’un groupe de soutien composé de trois brigades, portant leur effectif total à plus de 30 000 hommes. Les Soviétiques déploient en face une division pour presque chaque route menant vers l’ouest à travers la frontière. La 8ᵉ armée est commandée par Ivan Khabarov, remplacé le 13 décembre par Grigori Stern. La mission soviétique consiste à détruire les troupes finlandaises dans la région de Carélie du Ladoga et à progresser jusqu’à la zone entre Sortavala et Joensuu en dix jours. Les Soviétiques disposent d’un avantage de 3 contre 1 en effectifs, de 5 contre 1 en artillerie, et bénéficient en plus d'une supériorité aérienne totale.
Les forces finlandaises paniquent initialement et se replient face à la supériorité écrasante de l’Armée rouge. Le commandant du 4e corps d’armée, Juho Heiskanen, est remplacé par Woldemar Hägglund le 4 décembre. Le 7, au centre du front de Carélie du Ladoga, les unités finlandaises se retirent près du petit cours d'eau de Kollaa. La rivière en elle-même n’offre aucune protection, mais des crêtes hautes de 10 m bordent ses rives. La bataille de Kollaa qui s’ensuit dure jusqu’à la fin de la guerre et est la plus célèbre du conflit en raison notamment de la présence sur ce front de personnalités marquantes. La citation, « Kollaa tient » (finnois : Kollaa kestää), devient un mot d’ordre parmi les Finlandais, semblable au « on ne passe pas ! » des Français lors de la bataille de Verdun.

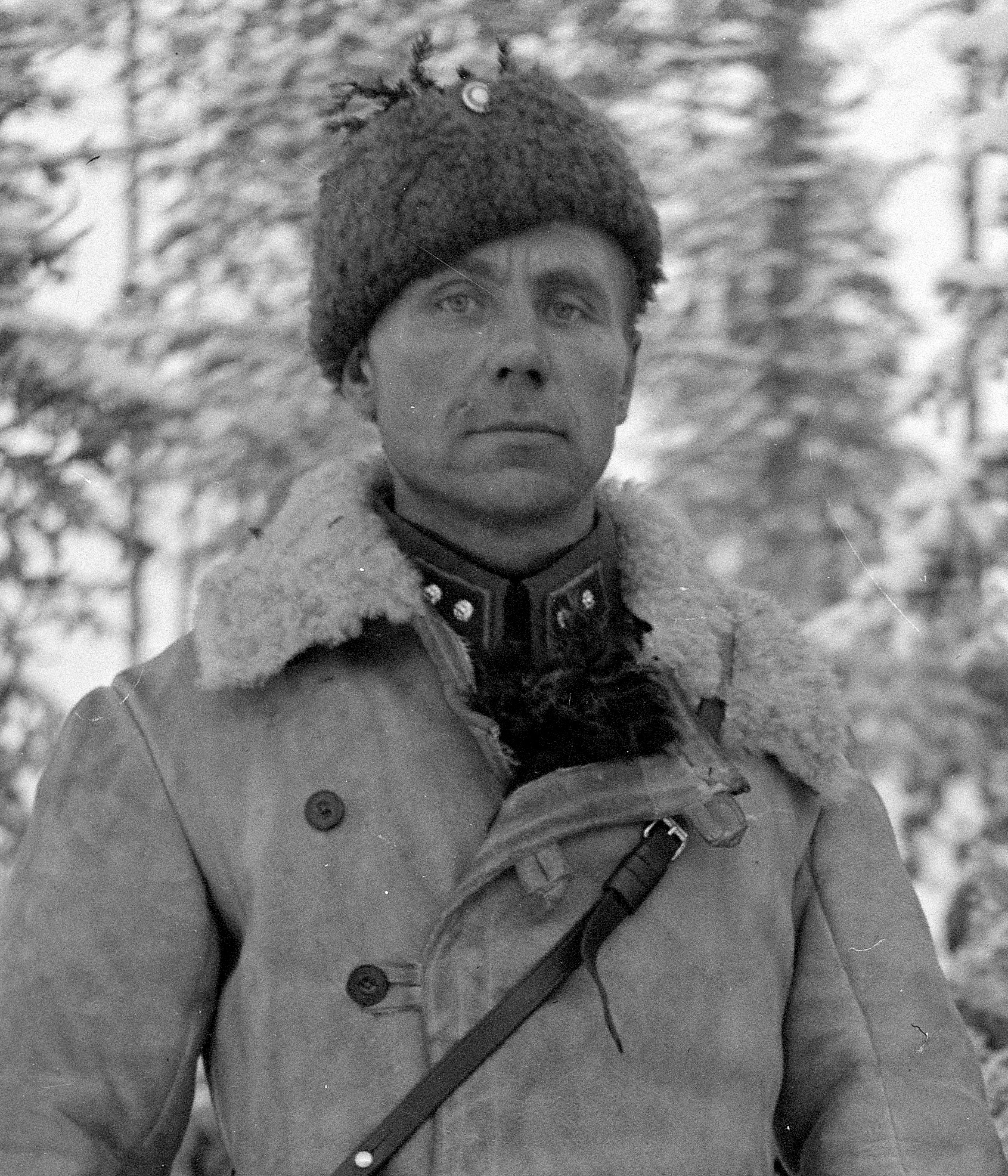
Aarne Juutilainen en 1939.

La « légende » du front de Kollaa est renforcée par la figure du tireur d’élite Simo Häyhä, surnommé « la Mort blanche » dans la presse finlandaise, et à qui l’on attribue plus de 500 victimes pendant le conflit. Le capitaine Aarne Juutilainen, surnommé « la Terreur du Maroc » (il a servi au Maroc dans la Légion étrangère entre 1930 et 1935), acquiert lui aussi une aura légendaire par ses actions et ses paroles au cours de cette bataille. Plus au nord, les troupes finlandaises se replient du lac d’Ägläjärvi vers Tolvajärvi le 5 décembre, puis repoussent une offensive soviétique lors de la bataille de Tolvajärvi le 11 décembre.
Au sud, deux divisions soviétiques sont regroupées sur la rive nord de la route côtière du lac Ladoga. Comme auparavant, ces divisions sont piégées lorsque les unités finlandaises plus mobiles contre-attaquent depuis le nord pour prendre les colonnes soviétiques à revers. Le 19 décembre, les Finlandais suspendent temporairement leurs assauts en raison de l’épuisement des troupes. Ce n’est qu’entre le 6 et le 16 janvier 1940 qu’ils reprennent leur offensive, divisant les divisions soviétiques en petits mottis.

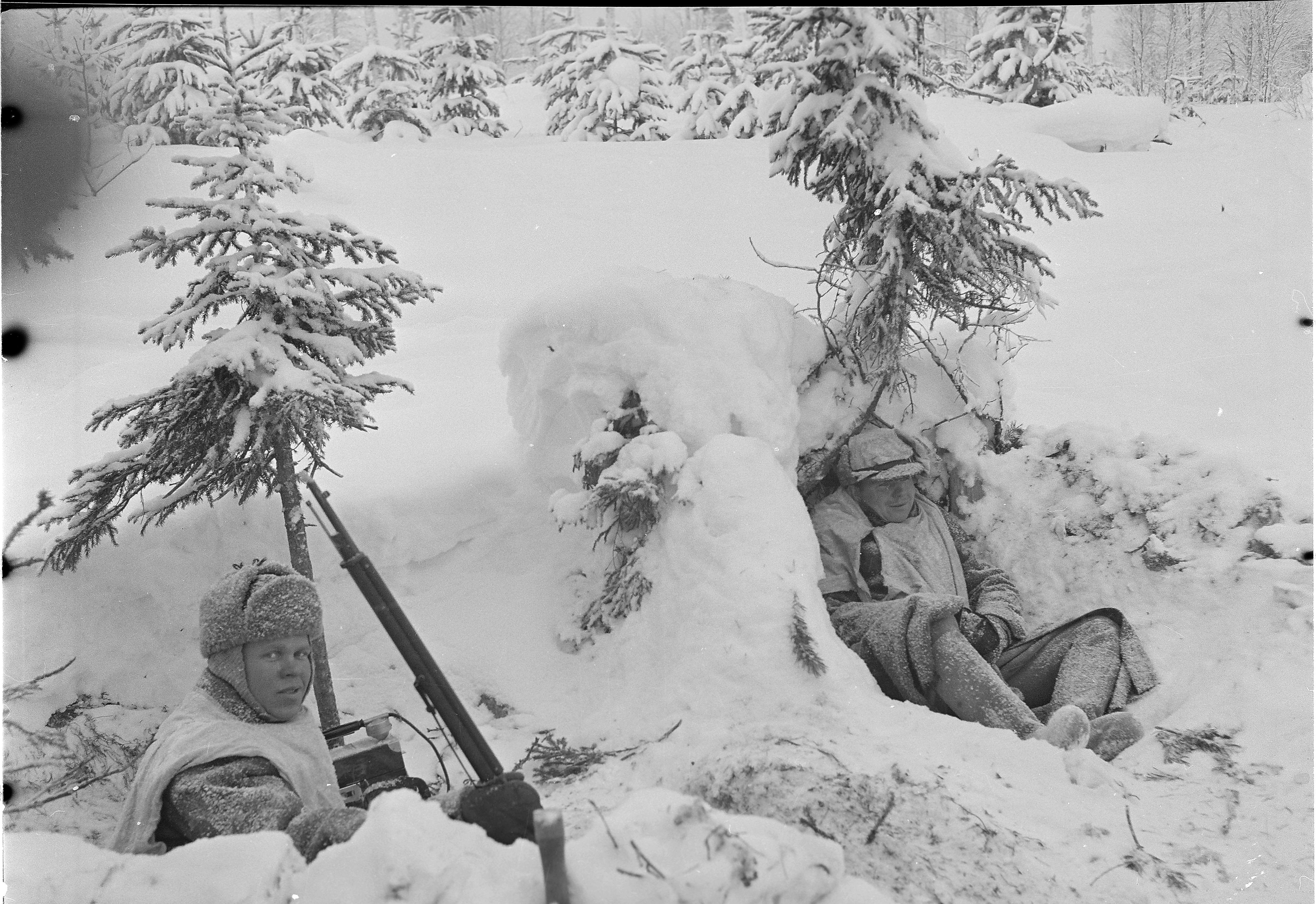
Photographie finlandaise titrée Une pause au milieu des combats sur le front, près de la rivière Kollaa. Elle a été prise en février 1940 près du village de Loimola, aujourd'hui Loïmolskoïe en Russie.

Contrairement aux attentes finlandaises, les divisions encerclées ne tentent pas de percer vers l’est mais s’enterrent, espérant des renforts et des ravitaillements par voie aérienne. Faute d’artillerie lourde suffisante et d’effectifs, les Finlandais évitent cependant d’attaquer directement les mottis qu’ils ont créés. Ils s’efforcent plutôt de neutraliser les menaces les plus pressantes. Malgré le froid et la faim, les soldats soviétiques ne se rendent pas facilement : ils se battent avec acharnement, enterrent leurs chars pour les utiliser comme blockhaus et construisent des abris en rondins. Certaines unités finlandaises spécialisées sont appelées pour attaquer les mottis ; le plus célèbre de ces combattants spécialisés est l'officier Matti Aarnio (en), surnommé « Motti-Matti ».
En Carélie du Nord, les troupes soviétiques sont débordées à Ilomantsi et à Lieksa. Les Finlandais utilisent des tactiques de guérilla efficaces, tirant particulièrement parti de leur supériorité à ski et de leurs vêtements chauds et blancs adaptés au froid et à la neige, pour mener des embuscades et des raids par surprise. Fin décembre, les Soviétiques décident de se retirer de ce secteur et de redéployer leurs ressources sur des fronts jugés plus cruciaux.

#### Batailles en Cajanie

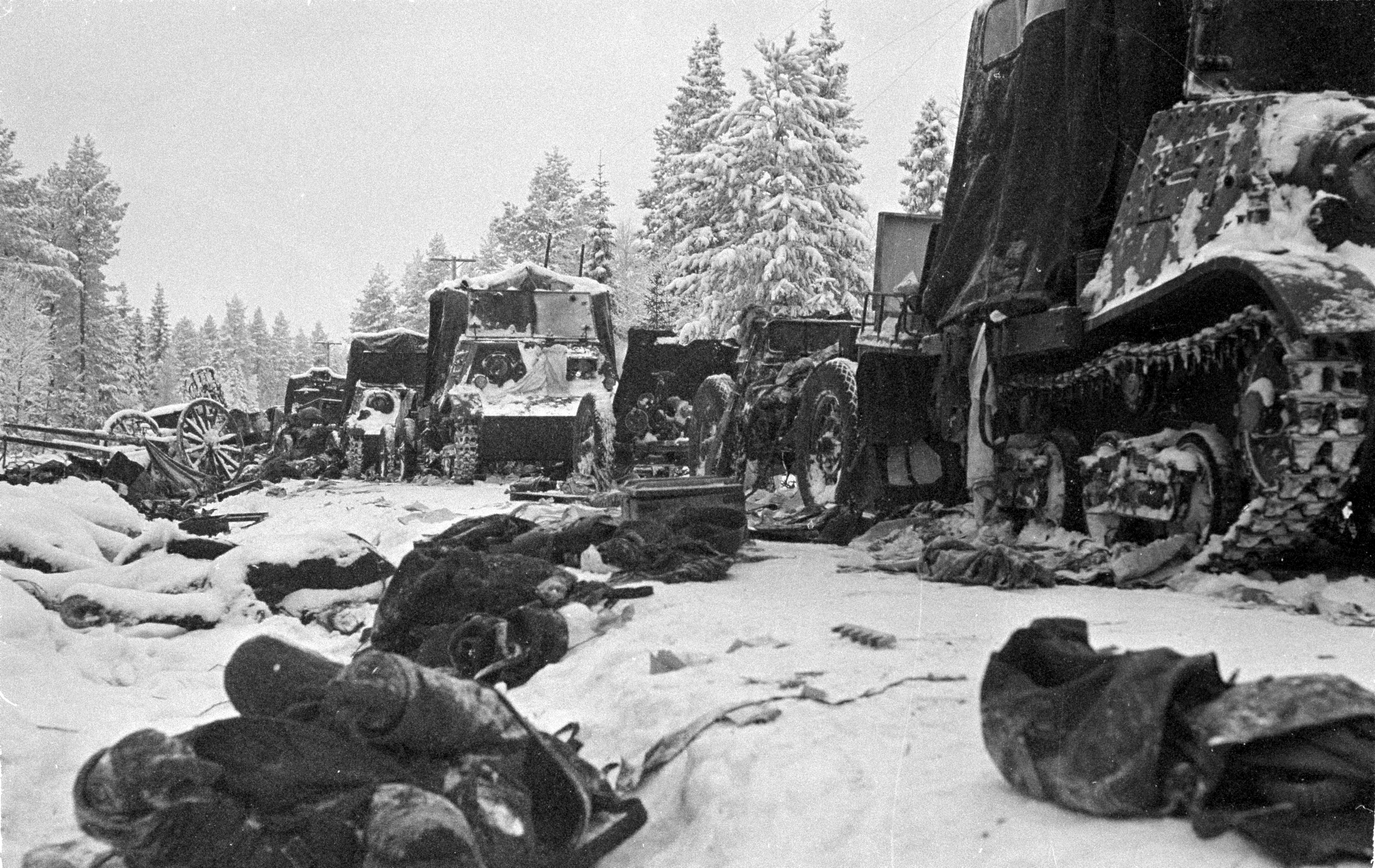
Soldats soviétiques morts et leur équipement sur la route de Raate, à Suomussalmi, après avoir été pris en embuscade et encerclés lors de la bataille de la route de Raate.

En Cajanie, l’engagement de Suomussalmi–Raate constitue une double opération qui devient plus tard un exemple classique, cité dans les académies militaires, de ce que des troupes bien commandées et des tactiques innovantes peuvent accomplir face à un adversaire bien supérieur en nombre. En 1939, Suomussalmi est une municipalité étendue de 4 000 habitants, faite de lacs, de forêts profondes et de rares routes. Le commandement finlandais croit que les Soviétiques n’y attaqueront pas, mais l’Armée rouge engage tout de même deux divisions dans la région du Kainuu avec pour ordre de traverser la forêt pour capturer la ville d’Oulu et, ce faisant, de couper la Finlande en deux. Deux routes mènent à Suomussalmi depuis la frontière : la route septentrionale de Juntusranta et la route méridionale de Raate.
La bataille de la route de Raate, qui se déroule du 4 au 7 janvier 1940 dans le contexte la bataille de Suomussalmi, entraîne l’une des plus grandes pertes soviétiques de la guerre d’Hiver. La 44ᵉ division soviétique et des éléments de la 163ᵉ division de fusiliers, soit environ 14 000 hommes, sont presque entièrement anéantis par les embuscades finlandaises alors qu’ils progressent sur la route forestière. Une petite unité bloque l’avancée soviétique, tandis que le colonel Hjalmar Siilasvuo et sa 9ᵉ division coupent la route de retraite, divisent les forces ennemies en petits mottis, qui sont ensuite détruits au fur et à mesure de leur repli. Les Soviétiques subissent entre 7 000 et 9 000 pertes, tandis que les unités finlandaises en comptent 400.

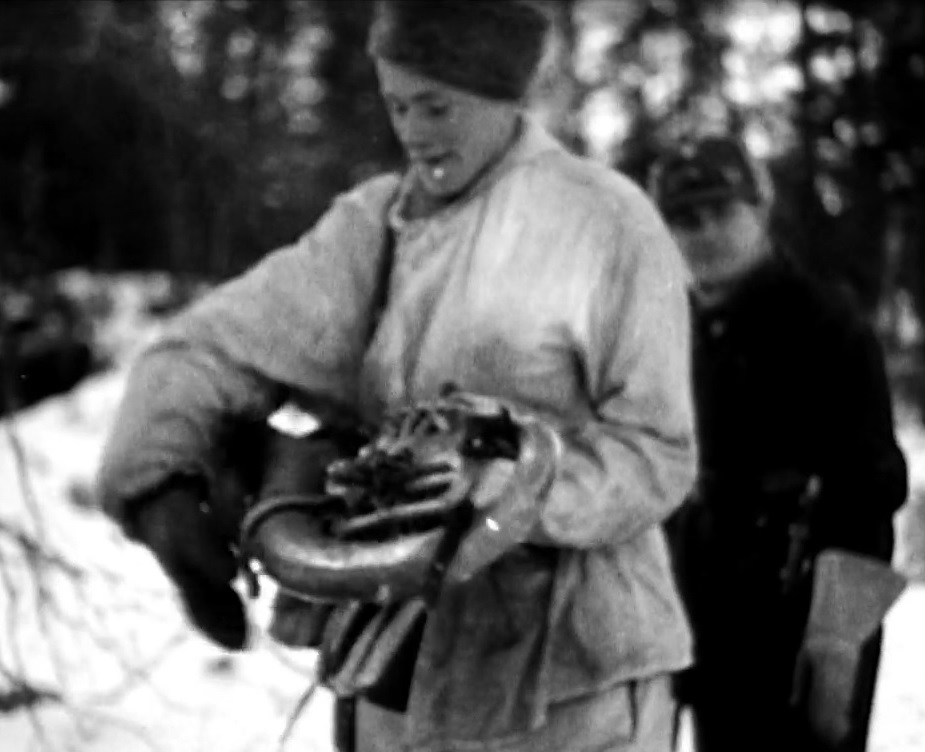
Soldat finlandais exhibant un tuba capturé lors de la bataille de la route de Raate.

Les troupes finlandaises capturent des dizaines de chars, de pièces d’artillerie, de canons antichars, des centaines de camions, près de 2 000 chevaux, des milliers de fusils, ainsi que des munitions et des fournitures médicales dont ils manquent cruellement. Les Soviétiques étaient pourtant tellement certains de leur victoire qu’une fanfare militaire, avec instruments, bannières et partitions est découverte parmi le matériel capturé.

#### Batailles en Laponie

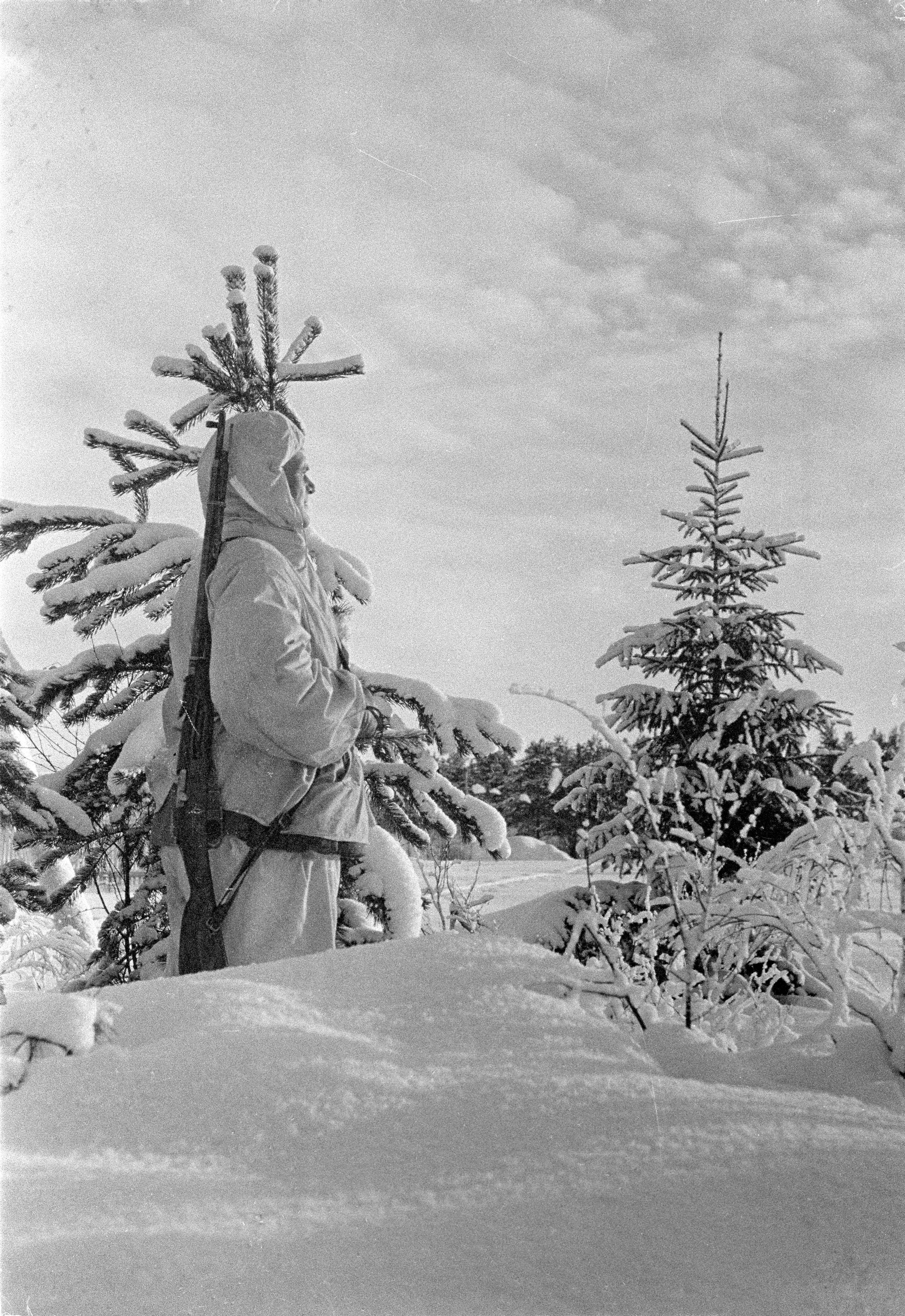
Un soldat finlandais en garde près de Kemijärvi en février 1940.

La région finlandaise de Laponie, traversée par le cercle arctique, est peu développée, dispose de peu de lumière du jour et est recouverte d'un épais manteau neigeux durant l’hiver ; les Finlandais n’y attendent rien de plus que des incursions et des patrouilles de reconnaissance. Au lieu de cela, les Soviétiques y envoient plusieurs divisions complètes. Le 11 décembre 1939, les Finlandais réorganisent la défense de la Laponie en deux groupes: le groupe de Laponie est détaché du groupe de Finlande du Nord et placé sous le commandement de Kurt Wallenius.

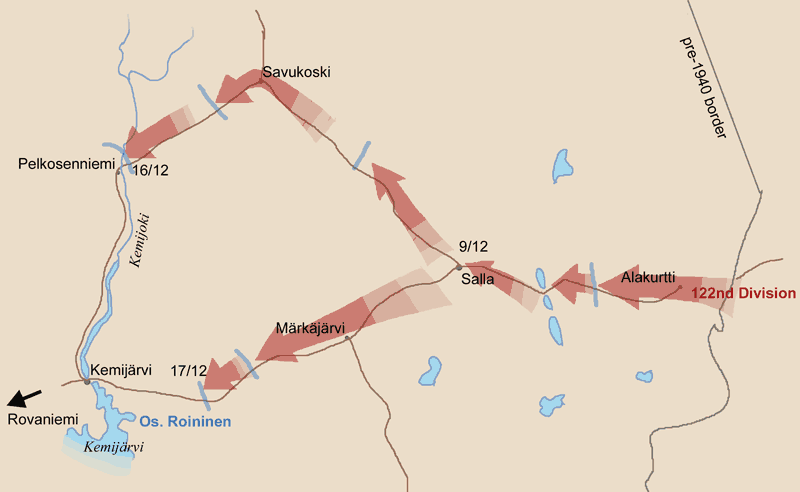
Carte de la première phase de la bataille de Salla, montrant les forces soviétiques se scinder en deux après la conquête du village.

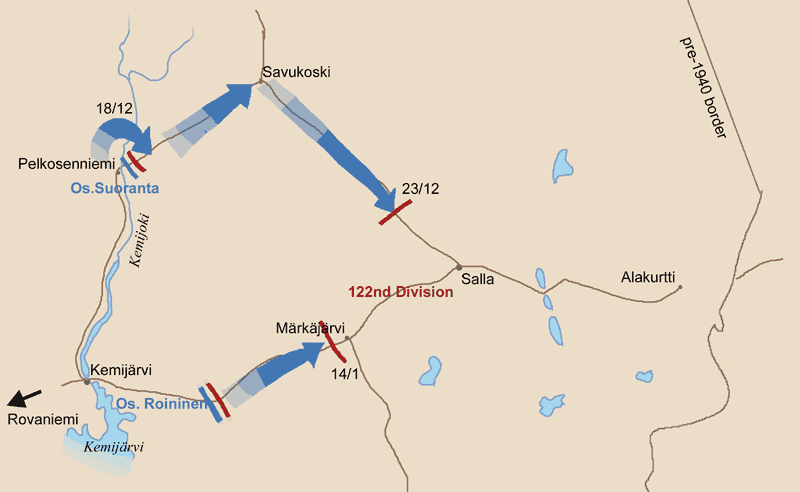
Carte de la deuxième phase de la bataille de Salla, montrant la retraite au nord des troupes soviétiques battues à Pelkosenniemi dans un premier temps, puis à Kemijärvi ensuite.

Dans le sud de la Laponie, près du village de Salla, les 88ᵉ et 122ᵉ divisions soviétiques, totalisant 35 000 hommes, avancent. Lors de la bataille de Salla, les Soviétiques progressent aisément jusqu’à la localité, où la route se divise. Plus loin se trouve Kemijärvi, tandis que la branche vers Pelkosenniemi mène au nord-ouest. Le 17 décembre 1939, le groupe soviétique du nord, composé d’un régiment d’infanterie, d’un bataillon et d’une compagnie de chars, est pris à revers et battu par un bataillon finlandais. La 122ᵉ division se replie, abandonnant une grande partie de son matériel lourd et de ses véhicules. À la suite de ce succès, les Finlandais transfèrent des renforts vers la ligne défensive devant Kemijärvi. Les Soviétiques martèlent cette ligne sans succès et finissent par battre en retraite devant une contre-attaque finlandaise. Ils gagnent une nouvelle ligne défensive, où ils restent pour le reste de la guerre,.
Plus au nord se trouve le seul port finlandais libre de glace dans l’Arctique, Petsamo. Les Finlandais manquent d’effectifs pour le défendre complètement, la ligne de front principale se trouvant sur l’isthme de Carélie, à l'autre bout du pays. Lors de la bataille de Petsamo, la 104ᵉ division soviétique forte de milliers d'hommes attaque la 104ᵉ compagnie indépendante de couverture finlandaise et ses quelques centaines d'hommes. Dépassés par le nombre, les Finlandais abandonnent Petsamo et se concentrent sur des actions de guérilla pour retarder l'avancée soviétique. La région est sans arbres, venteuse et relativement plate, offrant peu de terrain défendable. La quasi-obscurité permanente et les températures extrêmes de l’hiver lapon favorisent les Finlandais, qui mènent des attaques contre les lignes de ravitaillement et les patrouilles soviétiques. En conséquence, les mouvements soviétiques sont arrêtés dans ce secteur par des forces finlandaises cinq fois moins nombreuses.

### Deuxième phase (février-mars 1940)

#### Réorganisation soviétique et préparation de l'offensive

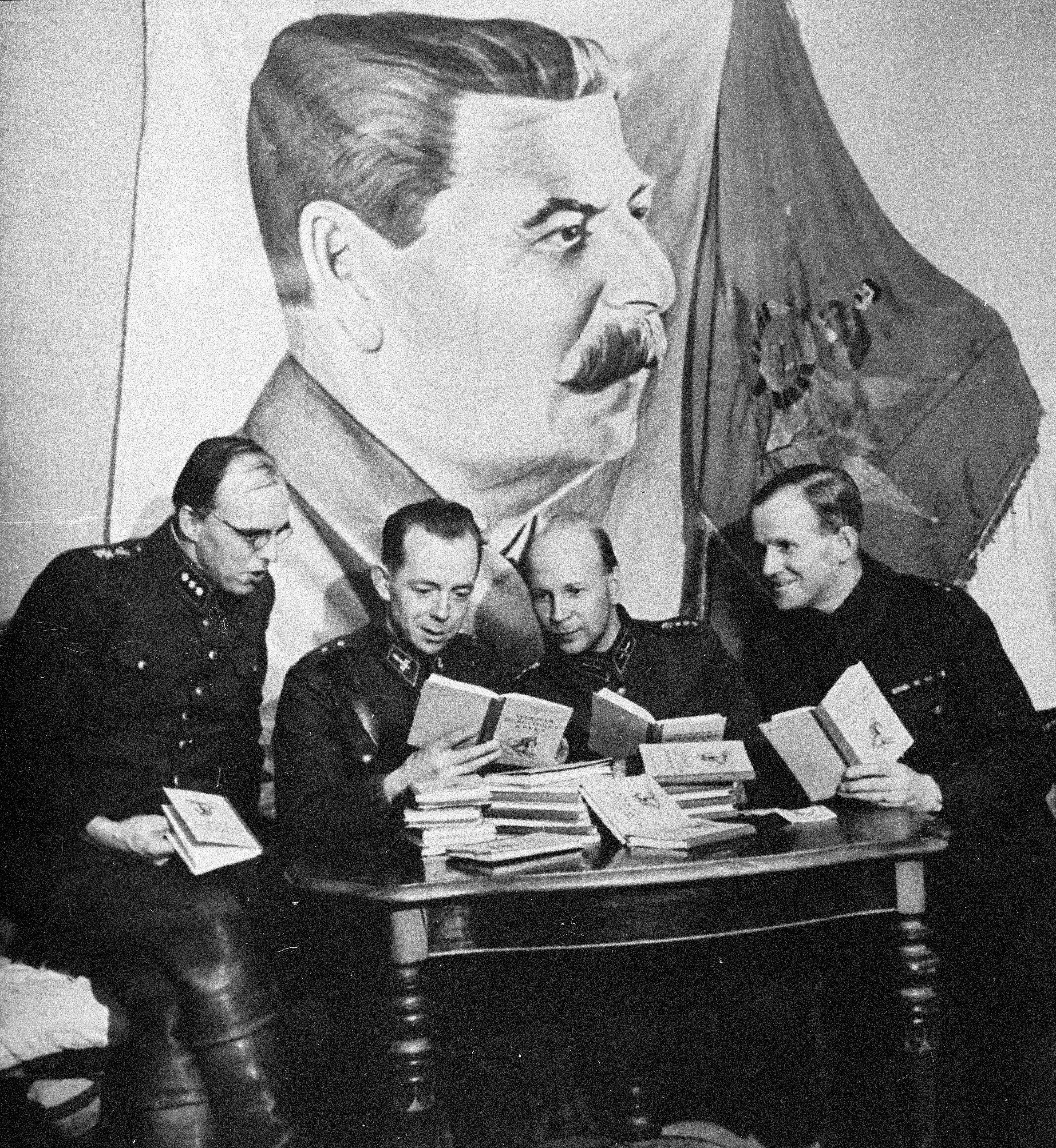
Des officiers finlandais inspectant des manuels de ski soviétiques saisis comme butin lors de la bataille de Suomussalmi.

.Joseph Staline n’est pas satisfait des résultats de la campagne de Finlande. L’Armée rouge est humiliée par des défaites infligées par des forces finlandaises sous-équipées et bien moins nombreuses. Dès la troisième semaine de la guerre, la propagande soviétique commence à justifier les échecs militaires en accusant le terrain difficile et le climat rigoureux, et en affirmant faussement que la ligne Mannerheim est plus forte que la ligne Maginot, ou encore que les Américains ont envoyé 1 000 de leurs meilleurs pilotes en Finlande. Cependant, les dirigeants Soviétiques doivent admettre la faible performance de l'Armée rouge, et les conséquences qui en découlent. Staline s’inquiète particulièrement de l’impact de cette déconvenue sur la réputation de l’Union soviétique à l'international. À la fin du mois de décembre, les Soviétiques décident de réduire leurs objectifs stratégiques pour mettre un terme au conflit le plus vite possible.
Le chef d’état-major Boris Chapochnikov reçoit le contrôle total sur les opérations dans le théâtre finlandais, et il ordonne la suspension des assauts frontaux à la fin décembre. Kliment Vorochilov est remplacé par Semion Timochenko en tant que commandant des forces soviétiques dans la guerre le 7 janvier 1940. L’offensive soviétique, jusqu'ici menée tous azimut sur les 1 600 km de frontière, est recentrée sur l’isthme de Carélie. Timochenko et Jdanov réorganisent et renforcent la coordination entre les différentes branches de l’Armée rouge et modifient les doctrines tactiques pour mieux s’adapter à la réalité du terrain.
Les forces soviétiques sur l’isthme de Carélie sont divisées en deux armées : la 7e et la 13e armée. La 7e armée, désormais commandée par Kirill Meretskov, concentre 75 % de ses effectifs contre un segment de 16 km de la ligne Mannerheim, entre Taïpale et le marécage de Munasuo. La tactique est simple : ouvrir une brèche avec un fer de lance blindé, puis laisser l’infanterie et les véhicules l'élargir progressivement. L’Armée rouge prépare son offensive en identifiant précisément les fortifications finlandaises de première ligne. La 123e division de fusiliers répète ensuite l’assaut sur des maquettes grandeur nature. Les Soviétiques acheminent un grand nombre de nouveaux chars et de pièces d’artillerie vers le front. Les effectifs engagés contre la ligne Mannerheim passent de dix divisions à 25 ou 26 divisions, avec six ou sept brigades de chars et plusieurs compagnies de chars indépendantes en appui, pour un total de 600 000 soldats. Le 1er février 1940, l’Armée rouge lance sa vaste offensive, tirant 300 000 obus sur la ligne de défense finlandaise au cours des premières 24 heures de bombardement.

#### Offensive dans l'isthme de Carélie
Bien que le front de l’isthme de Carélie soit moins actif en janvier qu’en décembre, les Soviétiques intensifient leurs bombardements, usant les défenseurs et affaiblissant leurs fortifications en prévision de l'offensive dé février. Durant la journée, les Finlandais se réfugient dans leurs fortifications pour se protéger des tirs, et effectuent des réparations pendant la nuit. Cette situation conduit rapidement à une forte attrition chez les Finlandais, qui perdent plus de 3 000 soldats dans cette guerre de tranchées. Les Soviétiques lancent également de petites attaques d’infanterie, impliquant une ou deux compagnies à la fois, afin de reconnaître les positions finlandaises. En raison de la pénurie de munitions, les batteries d’artillerie finlandaises reçoivent l’ordre de n’ouvrir le feu que contre des attaques terrestres directement menaçantes. Le 1er février, les Soviétiques lance leur barrage massif pour enfin briser la ligne de défense.
Même si les Soviétiques ont affiné leurs tactiques et que le moral des troupes s’améliore, les généraux sont toujours prêts à accepter des pertes massives pour atteindre leurs objectifs. Les attaques soviétiques sont désormais couvertes par des écrans de fumée, un appui d’artillerie lourde et de blindés, mais l’infanterie charge toujours à découvert et en formations serrées. Contrairement aux tactiques de décembre toutefois, les chars soviétiques avancent maintenant en petits groupes entourés de fantassins. Les Finlandais ne peuvent donc plus les détruire facilement en profitant de l'absence de couverture. Après dix jours de bombardement ininterrompu, les Soviétiques réussissent une percée sur la partie occidentale de l’isthme de Carélie, lors de la seconde bataille de Summa.
Le 11 février, les Soviétiques disposent d’environ 460 000 soldats, 3 350 pièces d’artillerie, 3 000 chars et 1 300 avions déployés sur le seul front de l’isthme de Carélie. L’Armée rouge continue de recevoir des recrues après la percée. Face à eux, les Finlandais alignent huit divisions, totalisant environ 150 000 hommes. Les bastions des défenseurs tombent les uns après les autres sous les assauts soviétiques, forçant les Finlandais à se replier. Le 15 février, Mannerheim autorise une retraite générale du 2e corps (le flanc droit des Finlandais) vers une ligne de défense en retrait. Sur le flanc gauche de l’isthme, les Finlandais poursuivent cependant leur résistance aux assauts soviétiques, parvenant à tenir leurs positions dans le secteur de Taïpale.

#### Négociations de paix
Bien que la Finlande tente par tous les moyens de rouvrir les négociations avec Moscou pendant la guerre, les Soviétiques ne répondent pas avant janvier. Au début de ce mois, la communiste et espionne pro-soviétique finlandaise Hella Wuolijoki entre en contact avec le gouvernement finlandais. Elle propose d’établir un lien avec Moscou par l’intermédiaire de l’ambassadrice soviétique en Suède, Alexandra Kollontaï. Wuolijoki part pour Stockholm et rencontre Kollontaï en secret dans un hôtel. Le 29 janvier, Molotov met fin au gouvernement fantoche de Terijoki et reconnaît le gouvernement Ryti–Tanner comme gouvernement légitime de la Finlande, l’informant que l’URSS est disposée à négocier la paix,.

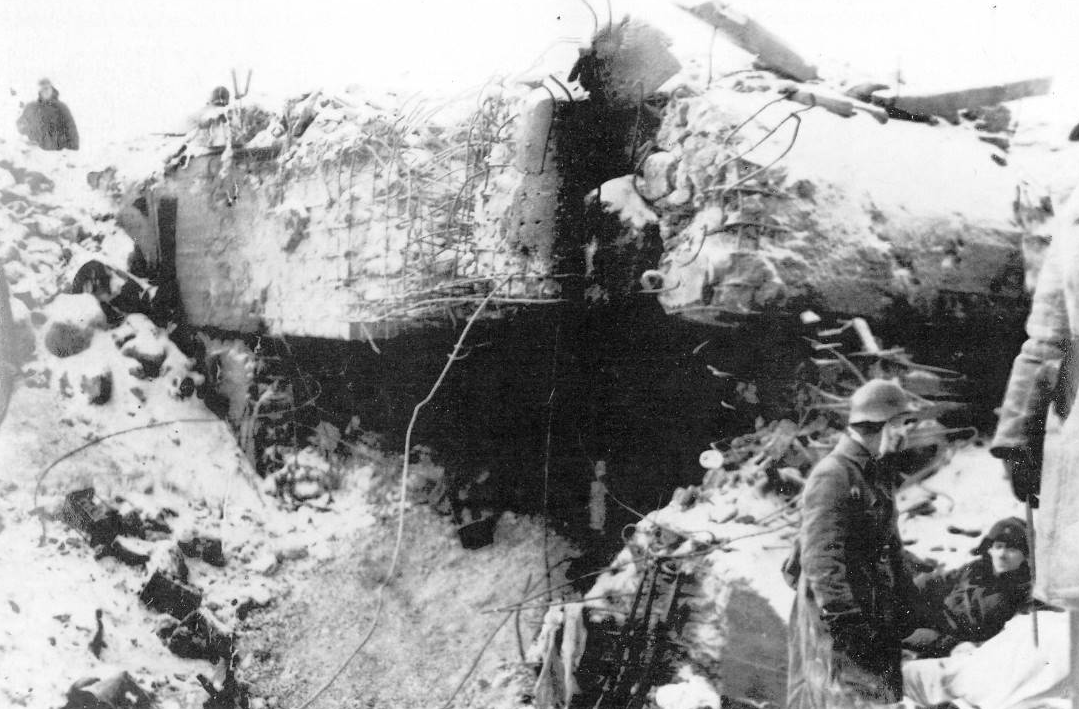
Bunker de la ligne Mannerheim, détruit par les Soviétiques.

À la mi-février, il devient évident que les forces finlandaises approchent rapidement de l’épuisement, à mesure que les assauts de l'Armée rouge enfoncent la ligne Mannerheim. Du côté soviétique, les pertes sont lourdes, la situation constitue une source d’embarras politique pour le régime, et le risque d’une intervention franco-britannique — surestimé par les services de renseignement soviétiques en février et mars 1940 — inquiète Moscou. Avec le dégel printanier imminent, les forces soviétiques risquent également de s’enliser dans les forêts sans pouvoir exploiter leurs percées récentes. Le 12 février, le ministre finlandais des Affaires étrangères, Väinö Tanner, arrive à Stockholm et engage des négociations de paix avec les Soviétiques par l’intermédiaire des Suédois. Ignorant que des discussions sont en cours, des représentants allemands suggèrent le 17 février à la Finlande d’ouvrir des négociations avec l’Union soviétique.
L’Allemagne et la Suède souhaitent toutes deux mettre un terme à la guerre d’Hiver. Les Allemands redoutent de perdre les mines de fer du nord de la Suède et menacent d’attaquer immédiatement le pays si la Suède accorde un droit de passage aux forces alliées. Le plan d’invasion allemand, nommé « Studie Nord », mis en œuvre avec quelques variations sous le nom d’opération Weserübung, quelques mois plus tard.
Alors que le gouvernement finlandais hésite face aux conditions sévères posées par Moscou, le roi de Suède Gustave V de Suède fait une déclaration publique le 19 février, dans laquelle il confirme avoir refusé l’envoi de troupes suédoises demandées par la Finlande. Le 25 février, les conditions soviétiques de paix sont présentées en détail. Le 29 février, le gouvernement finlandais accepte ces conditions en principe et se dit prêt à entrer en négociations. Les commandants de l’Armée rouge souhaitent cependant poursuivre la guerre, estimant que leurs troupes commencent à progresser contre les Finlandais, tandis que le Parti communiste juge la guerre trop coûteuse et appelle à la signature immédiate d’un traité de paix. Le parti estime qu’il sera toujours possible de prendre le contrôle de la Finlande plus tard par la voie révolutionnaire. Le débat houleux qui s’ensuit ne permet pas de trancher, et la question est soumise au vote des dirigeants du pays. L’opinion du parti l’emporte, et la décision est prise de mettre un terme aux hostilités.

#### Fin de la guerre

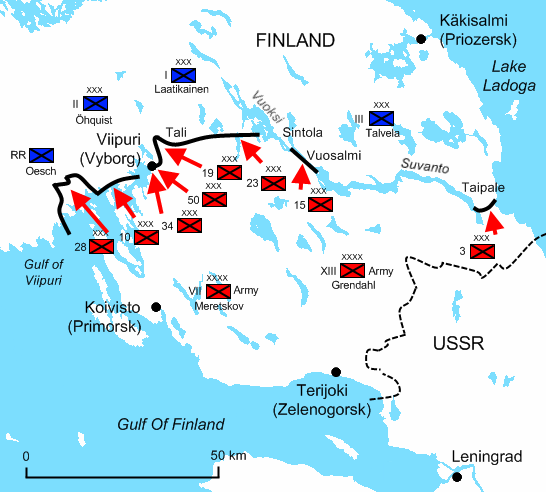
Situation sur l’isthme de Carélie le 13 mars 1940, dernier jour de la guerre
Corps finlandais (XXX) ou groupe côtier de Karl Lennart Oesch
Corps soviétiques (XXX) ou armées (XXXX)

Le 5 mars, l’Armée rouge progresse de 10 à 15 km au-delà de la ligne Mannerheim et entre dans les faubourgs de Viipuri. Le même jour, elle établit une tête de pont sur la rive occidentale de la baie de Viipuri. Le 6 mars, les Finlandais proposent un armistice, mais les Soviétiques, souhaitant maintenir la pression sur le gouvernement finlandais, refusent l’offre. Une délégation finlandaise part alors pour Moscou via Stockholm et arrive le 7 mars. Elle se dit déçue de constater l’absence de Staline aux négociations, probablement en raison de l’humiliation infligée par les Finlandais à l’Armée rouge. Les Soviétiques formulent alors de nouvelles exigences, leur position militaire étant à la fois forte et en voie d’amélioration.
Le 9 mars, la situation militaire de la Finlande sur l’isthme de Carélie est critique : les troupes subissent de lourdes pertes, les munitions d’artillerie sont épuisées, et l’usure du matériel devient problématique. Le gouvernement finlandais comprend que l’expédition militaire franco-britannique tant espérée n’arrivera pas à temps ou pas du tout, la Norvège et la Suède ayant refusé le droit de passage aux Alliés. Il ne reste alors guère d’autre choix que d’accepter les conditions soviétiques. Le président finlandais Kyösti Kallio résiste initialement à l’idée d’abandonner une quelconque portion du territoire national à l’Union soviétique, mais finit par accepter de signer le traité de paix de Moscou.

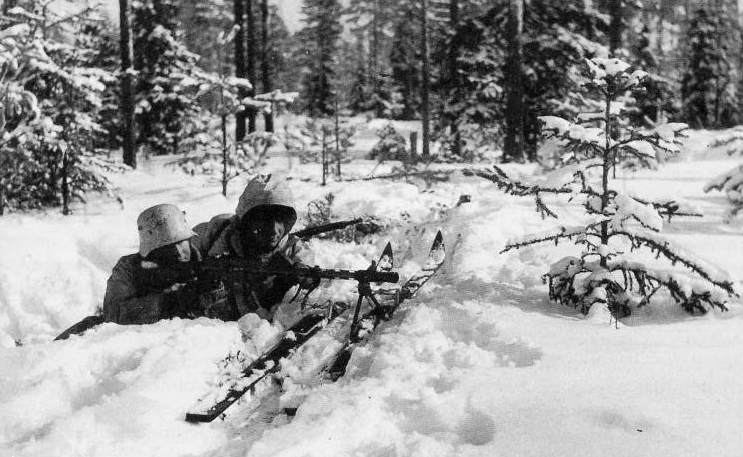
Soldats finlandais avec leur mitrailleuse Lahti-Saloranta M/26 sur la côte de la baie de Viipuri en 1940.

#### Traité de Moscou

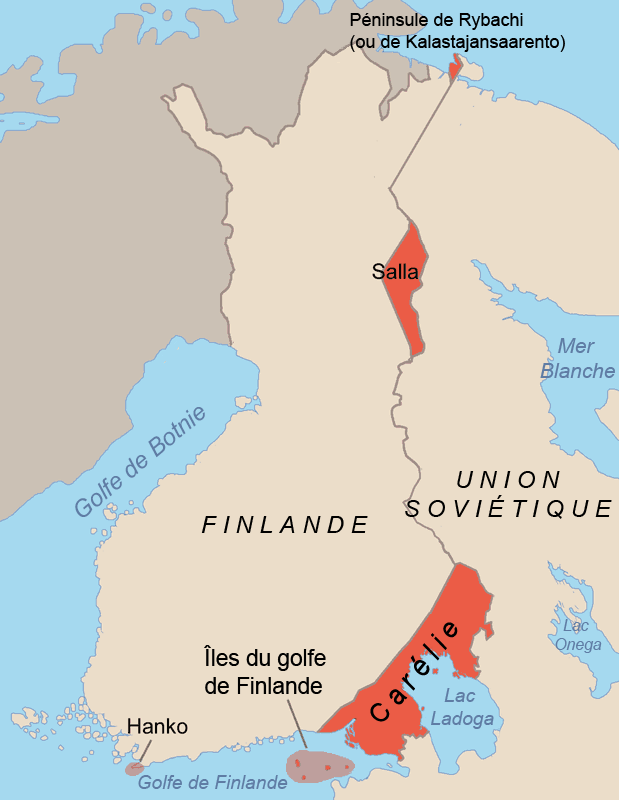
Concessions territoriales de la Finlande à l’Union soviétique, en rouge

Le traité de Moscou est signé le 12 mars 1940. Un cessez-le-feu entre en vigueur le lendemain à midi, heure de Léningrad, soit 11 h à Helsinki.
Selon termes de l’accord, la Finlande cède l’isthme de Carélie et la majeure partie de la Carélie du Ladoga à l'URSS. La région comprend Viipuri (deuxième ville de Finlande la plus peuplée du pays), une grande part du territoire industrialisé, ainsi que des zones encore tenues par l’armée finlandaise. Au total, ces territoires représentent environ 9 % du territoire national (environ 25000km2, 25 fois plus que les demandes soviétiques originales). Les actifs économiques cédés correspondent à 13 % de l’économie finlandaise. Environ 12 % de la population, soit entre 422 000 et 450 000 Caréliens, sont évacués et perdent leur foyer,.
La Finlande cède également une partie de la région de Salla, la péninsule de Rybatchi sur la mer de Barents, ainsi que quatre îles dans le golfe de Finlande. La péninsule de Hanko est louée à l’Union soviétique pour une durée de 30 ans afin d’y établir une base militaire. En revanche, la région de Petsamo, conquise par l’Armée rouge durant le conflit, est rendue à la Finlande conformément aux termes du traité. Les zones cédées par la Finlande sont finalement bien plus importantes que celles demandées par l'URSS avant la guerre,,.

## Guerre aérienne

### Aviation soviétique
L’URSS bénéficie de la supériorité aérienne durant toute la guerre, et va effectuer environ 44 000 sorties durant le conflit.. La force aérienne soviétique, qui soutient l’invasion de l’Armée rouge avec environ 2500 appareils — dont le plus courant est le Tupolev SB —, ne se révèle toutefois pas aussi efficace que les Soviétiques l’espèrent. Les dégâts matériels causés par les bombardements sont limités, car la Finlande offre peu d’objectifs valables pour un bombardement stratégique. Par exemple, la ville de Tampere constitue l’une des cibles les plus importantes, en tant que nœud ferroviaire majeur, et parce qu’elle abrite les installations de la fabrique nationale d’avions ainsi que celles de la fabrique de lin et d’armes de Tampere, qui produisent des munitions et des armes, notamment des lance-grenades. Souvent, les objectifs sont toutefois de simples dépôts de village sans grande valeur militaire. La Finlande ne dispose que de très peu de routes modernes à l’intérieur du territoire ; en conséquence, les voies ferrées deviennent les cibles principales des bombardiers soviétiques. Toutefois, même si elles sont coupées à des milliers de reprises, les Finlandais les réparent rapidement, et le service reprend généralement en quelques heures seulement. L’aviation soviétique adopte cependant des tactiques plus efficaces à partir de la fin février.
Le plus important bombardement de la capitale finlandaise, Helsinki, a lieu le premier jour de la guerre. Par la suite, la ville n’est bombardée que quelquefois. Au total, les bombardements soviétiques entraînent une perte de 5 % de la production horaire nationale en Finlande. Néanmoins, ces attaques aériennes touchent des milliers de civils et font 957 morts en 2 075 attaques dans 516 localités. La ville de Viipuri, objectif soviétique majeur situé à proximité du front de l’isthme de Carélie, est presque rasée par près de 12 000 bombes. Aucune attaque contre des cibles civiles n’est mentionnée dans les bulletins radio ou les journaux soviétiques. En janvier 1940, la Pravda continue d’affirmer faussement qu’aucune cible civile n’a été atteinte en Finlande, même par erreur. 

### Aviation finlandaise

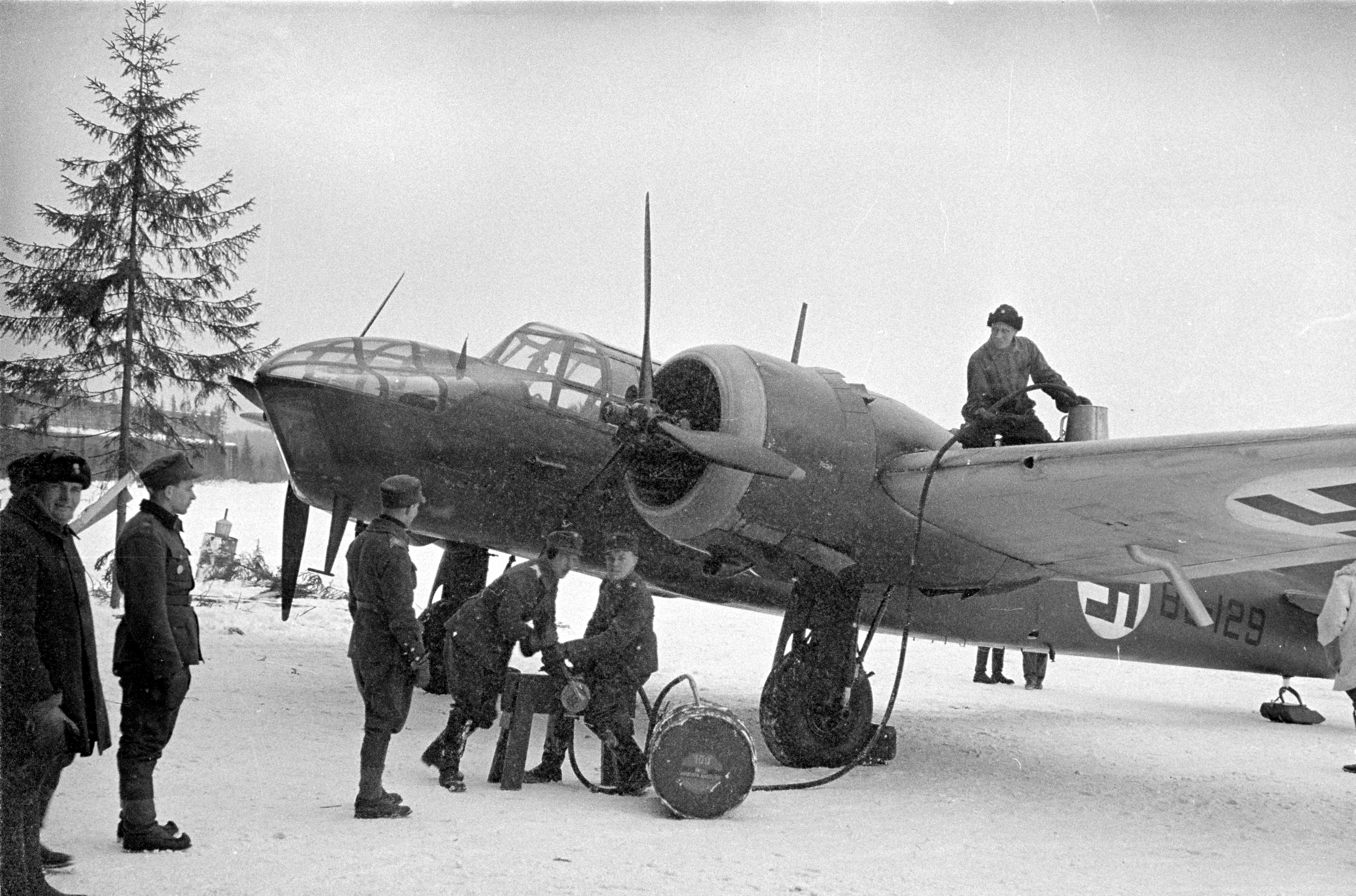
En mars 1940, un bombardier finlandais Bristol Blenheim Mk. IV du 44e Escadron est ravitaillé sur une base aérienne installée sur un lac gelé à Tikkakoski. Sur le fuselage figure la croix gammée, emblème de l’Armée de l’air finlandaise adopté en 1918. Malgré sa ressemblance avec le symbole nazi, il s’agit du signe personnel d’Eric von Rosen, donateur du premier avion de l’armée de l’air.

Au début du conflit, la Finlande dispose d’une petite force aérienne, avec seulement 114 avions de combat opérationnels et généralement obsolète, dont seulement 16 bombardiers. Les missions sont limitées en conséquence, et les avions de chasse servent principalement à intercepter les bombardiers ennemis. Les quelques bombardements stratégiques menés remplissent également une fonction de reconnaissance militaire. En raison du nombre limité d’appareils et de leur vétusté, le soutien apporté aux troupes au sol reste faible. Malgré les pertes subies, le nombre d’aéronefs en service au sein de l’armée de l’air finlandaise augmente de plus de 50 % au cours de la guerre, à mesure que la Finlande reçoit des avions en provenance du Royaume-Uni, de France, d’Italie, de Suède et des États-Unis.
Les pilotes finlandais font face à des conditions extrêmement difficiles. Une base aérienne avancée se limite souvent à un lac gelé, une manche à air, une ligne téléphonique et quelques tentes. Les alertes aériennes sont assurées par les femmes de l’organisation Lotta Svärd. Les pilotes de chasse doivent souvent engager leurs appareils hétéroclites contre des formations soviétiques très supérieures en nombre, parfois selon des rapports de 10 contre 1, voire 20 contre 1. Ils revendiquent malgré tout 200 victoires aériennes sur des avions soviétiques, pour un total de 62 pertes, toutes causes confondues. L’artillerie antiaérienne finlandaise détruit plus de 300 appareils ennemis.  Le meilleur pilote de chasse finlandais du conflit est Jorma Sarvanto (en), qui obtient 12,83 victoires confirmées (une victoire aérienne peut-être divisée entre plusieurs pilotes, ce qui explique ce chiffre non entier). Il augmentera son tableau de chasse au cours de la guerre de Continuation.

## Guerre navale

### Opérations navales
Il y a peu d'activité navale durant la guerre d’Hiver, à la fois en raison des conditions météorologiques mais aussi en raison de la nature des forces en présence. La mer Baltique commence à geler à la fin du mois de décembre, ce qui entrave les déplacements des navires de guerre ; au cœur de l’hiver, seuls les brise-glaces et les sous-marins peuvent encore naviguer. 
La flotte de la Baltique est avant tout une force de défense côtière, dépourvue de la formation, de la structure logistique et des embarcations de débarquement nécessaires pour mener des opérations amphibie d’envergure. Elle dispose de deux cuirassés, d’un croiseur lourd, d’environ vingt destroyers, de cinquante vedettes lance-torpilles, de cinquante-deux sous-marins et d’autres navires divers. Les Soviétiques utilisent pour leurs opérations limitées les bases navales de Paldiski, Tallinn et Liepāja, dans les pays baltes.
La marine finlandaise est elle aussi une force de défense côtière, avec deux navires côtiers, cinq sous-marins, quatre canonnières, sept vedettes lance-torpilles, un mouilleur de mines et six dragueurs de mines, ainsi qu’au moins cinq brise-glaces. Les deux navires côtiers, le Ilmarinen et le Väinämöinen ne vont pas naviguer de la guerre, puisqu'ils sont transférés dans le port de Turku, où ils renforcent la défense antiaérienne. Leurs canons abattent une poignée d'avions au-dessus de la ville, et les navires y restent stationnés jusqu’à la fin de la guerre d'Hiver. Le 18 janvier, le brise-glace armé finlandais Tarmo est gravement endommagé à Kotka, touché par deux bombes larguées par un bombardier soviétique, causant la mort de 39 militaires finlandais. Outre la défense côtière, la marine finlandaise protège les navires marchands dans la Baltique.
Les avions soviétiques bombardent les navires et ports finlandais, et larguent des mines navales dans les routes maritimes du pays. Néanmoins, seuls cinq vaisseaux marchands finlandais sont perdus à cause des attaques soviétiques.

### Artillerie côtière
Les batteries d’artillerie côtière finlandaises sont la principale défense des ports importants et les bases navales du pays. La plupart des batteries datent de la période impériale russe, avec des canons de 152 mm. La Finlande tente toutefois de moderniser ses anciens canons et installe plusieurs batteries nouvelles, dont la plus importante est une batterie de 305 mm située sur l’île de Kuivasaari, en face d’Helsinki, initialement conçue pour bloquer l'accès du golfe de Finlande aux navires soviétiques grâce à la coopération avec des batteries situées du côté estonien, dans les années 1930.
Le premier affrontement côtier de la guerre a lieu dans le golfe de Finlande le 1er décembre 1939, près de l’île de Russarö, à 5 km au sud de Hanko. Ce jour-là, le temps est clair et la visibilité excellente. Les Finlandais repèrent donc le croiseur soviétique Kirov accompagné de deux destroyers. Lorsque les navires se trouvent à une distance de 24 km, les Finlandais ouvrent le feu avec quatre canons côtiers de 234 mm. Après cinq minutes de tir, le croiseur est endommagé par des tirs manqués de peu et se replie. Les destroyers ne subissent aucun dommage, mais le Kirov compte 17 morts et 30 blessés. L'emplacement des batteries côtières finlandaises étaient déjà bien connu des Soviétiques avant la guerre, mais leur portée est une surprise.
L’artillerie côtière exerce paradoxalement un effet plus marqué dans les combats terrestres en renforçant la défense en coordination avec l’artillerie de l’armée. Deux ensembles d’artillerie côtière jouent un rôle important dans les premières batailles sur l’isthme de Carélie et en Carélie du Ladoga, en se trouvant respectivement à Kaarnajoki, dans l’est de l’isthme, et à Mantsi, sur la rive-nord-est du lac Ladoga. La forteresse de Koivisto offre également un soutien important aux forces terrestres depuis la côte sud-ouest de l’isthme.

## Soutien étranger à la Finlande

### Volontaires étrangers

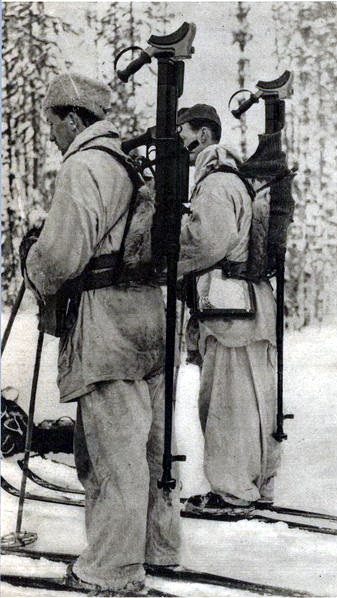
Volontaires suédois armés du fusil antichar britannique Boys

L’opinion publique internationale soutient largement la cause finlandaise, et l’attaque soviétique est généralement considérée comme injustifiée. La Seconde Guerre mondiale qui a débuté quelques mois plus tôt n’affecte pas encore directement la France, le Royaume-Uni (deux pays qui sont encore dans la phase de la drôle de guerre) ou les États-Unis. La guerre d’Hiver constitue donc pratiquement le seul conflit actif en Europe à ce moment et attire une attention mondiale considérable. Plusieurs organisations étrangères envoient de l’aide matérielle, et de nombreux pays accordent des crédits et du matériel militaire à la Finlande. L’Allemagne nazie autorise initialement le transit d’armes sur son territoire à destination de la Finlande, mais, après la révélation de cette information par un journal suédois, Adolf Hitler adopte une politique de silence à l’égard de la Finlande, dans le cadre du rapprochement germano-soviétique consécutif au pacte Molotov-Ribbentrop, signé à la fin de l'été 1939.
Le contingent de volontaires étrangers le plus important de la guerre provient de la Suède voisine, qui fournit près de 8 760 volontaires durant le conflit. Le corps de volontaires est majoritairement composé de Suédois, mais comprend également 1 010 Danois et 727 Norvégiens. Ces troupes combattent sur le front nord à Salla durant les derniers jours de la guerre. Une unité aérienne suédoise équipée de Gloster Gladiator, le « 19e régiment aérien », participe également au conflit. Des batteries antiaériennes suédoises dotées de canons Bofors de 40 mm assurent également la défense aérienne dans le nord de la Finlande et dans la ville de Turku.

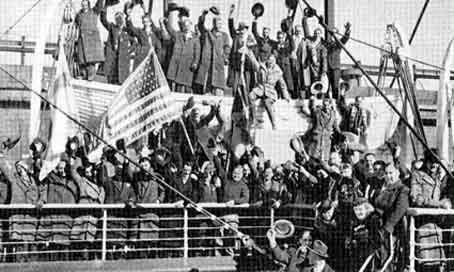
Arrivée des premiers volontaires finno-américains en Finlande le 24 décembre 1939.

Des volontaires arrivent aussi de Hongrie, d’Italie et d’Estonie. Trois cent cinquante citoyens américains d’origine finlandaise s’engagent, ainsi que 210 volontaires d’autres nationalités, avant la fin du conflit. Au total, la Finlande accueille 12 000 volontaires étrangers, dont 50 trouvent la mort au combat. Le Norvégien Max Manus combat dans la guerre d’Hiver avant de retourner en Norvège, où il se distingue plus tard comme résistant durant l’occupation allemande de la Norvège. L’acteur britannique Christopher Lee se porte volontaire et est présent en Finlande sur les deux dernières semaines de la guerre, sans toutefois participer aux combats.

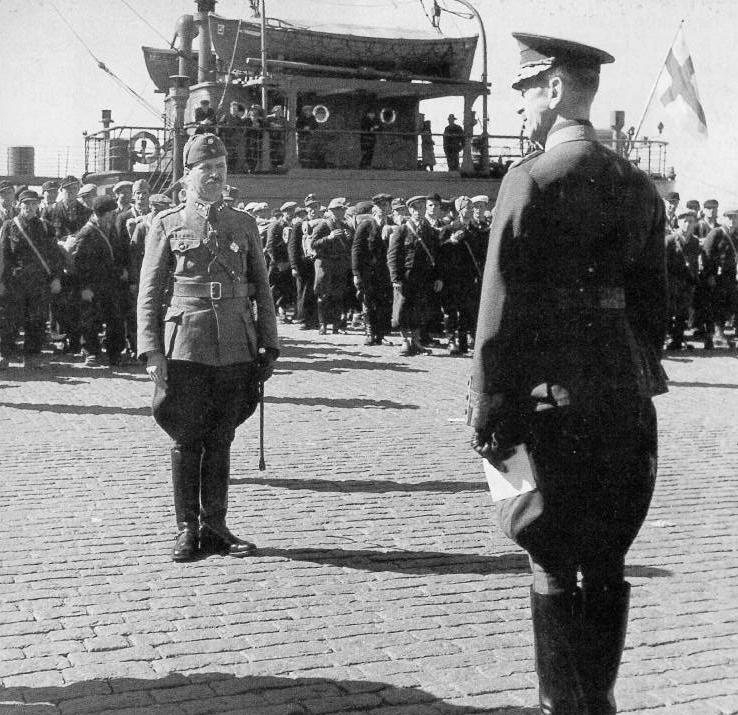
Volontaires hongrois s'apprêtant à quitter la Finlande après la fin de la guerre.

#### Russes blancs et prisonniers de guerre
La Finlande refuse officiellement les propositions d’aide de l’Union générale des combattants russes (russe : Русский Общевоинский Союз, désignée par son acronyme ROVS), une organisation anti-soviétique. Toutefois, en janvier 1940, Mannerheim accepte finalement la création d’un petit détachement russe (Russkaïa narodnaïa armiïa, RNA) de 200 hommes, après avoir rencontré en personne Boris Bajanov, un membre haut placé de la ROVS. Ce projet, considéré comme hautement confidentiel, est placé sous la responsabilité de la division du renseignement de l’état-major de l’armée finlandaise.
Les rangs de la RNA doivent être constitués de prisonniers de guerre, mais l’encadrement est confié à des émigrés blancs, les officiers soviétiques capturés étant jugés peu fiables. Le représentant en Finlande la ROVS, Fedor Choulgine, sélectionne pour ce commandement plusieurs anciens officiers blancs exilés: le capitaine Vladimir Kisselev, les lieutenants Vladimir Lougovskoï, et Anatoli Boudianski ainsi que les frères Nikolaï et Vladimir Bastamov. Parmi les cinq, les frères Bastamov sont les seuls à ne pas être citoyens finlandais, mais possèdent un passeport Nansen. Les prisonniers de guerre recrutés dans la nouvelle unité sont formés à Huittinen, bien qu’il soit possible que certains reçoivent également une instruction à Lempäälä.
La RNA ne prend toutefois jamais part aux combats, malgré les affirmations ultérieures de Boris Bajanov dans ses mémoires. Environ 35 à 40 de ses membres sont présents à Ruskeala au début de mars 1940, où ils distribuent des tracts et diffusent de la propagande à l’intention des troupes soviétiques encerclées, mais sans être armés. Les hommes sont ensuite arrêtés par les forces finlandaises, qui les prennent à tort pour des infiltrés soviétiques. À l’issue du conflit, Bajanov est sommé de quitter immédiatement la Finlande, ce qu’il fait. L’historien militaire finlandais Carl-Fredrik Geust estime que la plupart des membres de la RNA recrutés parmi les prisonniers de guerre sont exécutés après avoir été renvoyés en Union soviétique à la fin de la guerre. Par ailleurs, Vladimir Bastamov est extradé par la Finlande vers l’Union soviétique en 1945, et est condamné à vingt ans de travaux forcés. Il est libéré après la mort de Staline et retourne en Finlande en 1956.

### Intervention franco-britannique

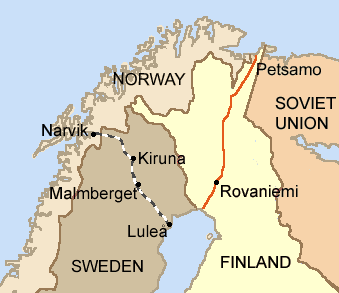
Le soutien franco-britannique est conditionné au libre passage des troupes par Narvik en Norvège et en Suède, toutes deux neutres, plutôt que par la voie difficile de Petsamo, occupée par les Soviétiques.

La France est l’un des premiers soutiens de la Finlande pendant la guerre d’Hiver. Elle voit dans ce conflit une opportunité d’affaiblir les importations de ressources de l’Allemagne. Elle souhaite également déplacer le conflit vers une zone éloignée d’Europe plutôt que de le subir sur son propre sol. Paris envisage de réarmer les unités polonaises en exil et de les acheminer vers le port arctique de Petsamo. Un autre projet consiste en une attaque aérienne massive, avec la coopération de la Turquie, contre les gisements pétrolifères soviétiques dans le Caucase.
Le Royaume-Uni, de son côté, souhaite lui aussi bloquer le flux de minerai de fer en provenance des mines suédoises, qui représentent jusqu’à 40 % des besoins allemands en fer. La question est soulevée dès le 18 septembre 1939 par l’amiral britannique Reginald Drax, et abordée dès le lendemain par Winston Churchill au sein du cabinet de guerre de Chamberlain. Le 11 décembre, Churchill estime que les Britanniques doivent s’implanter en Scandinavie pour venir en aide aux Finlandais, sans toutefois entrer directement en guerre contre l’Union soviétique. Dès le mois de décembre, en raison de la forte dépendance de l’Allemagne vis-à-vis du minerai suédois, Hitler avertit le gouvernement suédois que la présence de troupes alliées sur son sol entraînerait une invasion immédiate par l’Allemagne.
Le 19 décembre, le président du Conseil français Édouard Daladier présente son plan à l’état-major et au cabinet de guerre. Ce dernier établit un lien stratégique entre le conflit finlandais et les ressources minières de la Suède. Le risque est que la Finlande passe sous hégémonie soviétique, et que l’Allemagne nazie occupe alors la Norvège et la Suède. Ces deux puissances pourraient ainsi se partager la Scandinavie et ses ressources, comme elles l’ont fait avec la Pologne. La motivation principale de la France et du Royaume-Uni pour une potentielle intervention en Europe du Nord est donc d’affaiblir la capacité militaire de l’Allemagne, plutôt que de sauver la Finlande.
Le 20 décembre, le Comité de coordination militaire entre les deux pays se réunit à Londres, et deux jours plus tard, le plan français est officiellement présenté. Le Conseil suprême interallié décide d’adresser des notes à la Norvège et à la Suède le 27 décembre, pour leur demander d’aider la Finlande et d’autoriser le passage des troupes alliées sur leurs sols. Les deux pays rejettent la demande le 5 janvier 1940. En réponse, les Alliés formulent un nouveau plan, fondé sur une résolution de la Société des Nations pour justifier leur passage. Les troupes doivent débarquer à Narvik, puis rejoindre la Finlande par chemin de fer en traversant les zones minières suédoises. Cette demande est transmise le 6 janvier, mais elle est également rejetée six jours plus tard.
Malgré ces refus, les Alliés élaborent un plan final le 29 janvier. Selon ce scénario, les Finlandais doivent d’abord formuler une demande officielle d’assistance. Ensuite, les Alliés solliciteront la Norvège et la Suède pour le passage des « volontaires » sur leur territoire. Enfin, afin de sécuriser la ligne de ravitaillement face à une éventuelle attaque allemande, des troupes alliées débarqueront à Namsos, Bergen et Trondheim. L’opération prévoit le déploiement de 100 000 soldats britanniques et 35 000 soldats français, accompagnés d’un soutien naval et aérien. Les convois de ravitaillement doivent appareiller le 12 mars et les débarquements débuter le 20 mars. La fin de la guerre d'Hiver, le 13 mars, entraîne l’abandon définitif des plans franco-britanniques de déploiement en Scandinavie du Nord.

## Conséquences

### Analyse militaire

#### Armée rouge

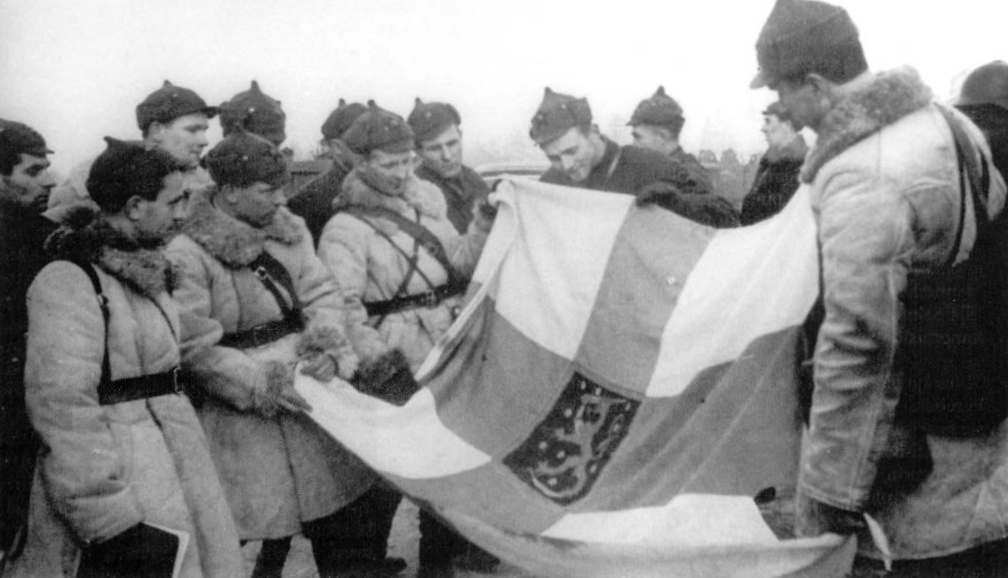
Photo de propagande de troupes soviétiques exhibant un drapeau finlandais capturé, en décembre 1939.

L'analyse des performances de l'Armée rouge dans la guerre d'Hiver, aussi bien par les contemporains que par les historiens, s'est concentrée sur les piètres performances des premières semaines de la guerre. Il a fallut attendre plusieurs décennies avant que l'adaptation rapide de l'armée soviétique face aux difficultés qu'elle a rencontré en Finlande ne soit soulignée.
Dans la première phase de la guerre, l'URSS subit des défaites aussi inattendues qu'humiliantes, à Tolvajärvi ou sur la route de Raate. Le rythme de l'offensive soviétique est bien plus lent que prévu, et les pertes sont extrêmement lourdes (près de 70% dans plusieurs divisions à la fin décembre). Les causes en sont multiples. Premièrement, la préparation logistique de l'Armée rouge a été insuffisante: Nikolaï Voronov, chargé à l'époque d'organiser l'approvisionnement de l'artillerie avant la guerre, reçoit l'ordre de ne prévoir que douze jours de munitions en accord avec les prévisions optimistes de l'époque. Également, les troupes sont massivement impréparées à la guerre en milieu arctique: aucun entraînement au ski ou au combat en forêt, pas de camouflage blanc pour les véhicules et les troupes, pas de tentes adaptées et des rations avec un apport calorique trop faible pour compenser les effets du froid extrême. Deuxièmement, l'Armée rouge cherche à mettre en œuvre la doctrine soviétique de la bataille en profondeur, basée sur des percées blindées profondes dans l'arrière-pays ennemi. Pensée pour l'Europe de l'Est et appliquée en Pologne, cette doctrine se révèle absolument incompatible avec le terrain finlandais, notamment l'absence de réseau routier développé. Également, l'URSS s'est engagée dans la guerre d'Hiver sans être suffisamment renseignée sur son ennemi, sur le terrain ou même sur la ligne Mannerheim. Cette lacune est particulièrement préjudiciable pour l'efficacité de l'appui de l'artillerie ou de l'aviation. Les soldats soviétiques engagés contre la Finlande sont principalement des Polonais ou des Ukrainiens, habitués aux terrains plats et ouvert de leur région d'origine, et qui sont donc déstabilisés par les forêts profondes qu'ils rencontrent. En outre, le manque de politisation du soldat soviétique moyen fait qu'il ne comprend généralement pas l'utilité de la guerre dans laquelle il est engagé. Plus grave, la double chaîne de commandement de l'Armée rouge (avec officiers politiques et officiers militaires) aboutit à un système trop rigide pour s'adapter aux réalités imprévues du terrain, résultant donc en une avancée lente, sans prise d'initiative au niveau individuel.

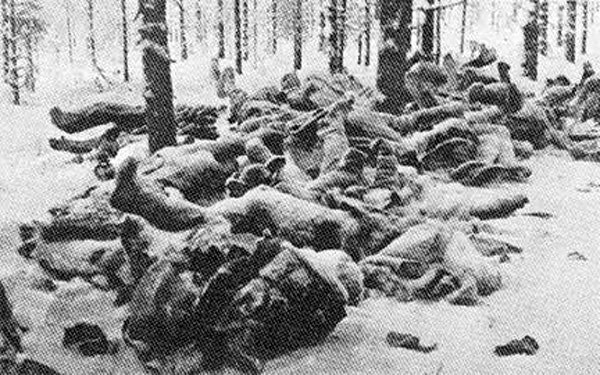
Cadavres gelés de troupes soviétiques durant la guerre d'Hiver.

Malgré des performances très mauvaises dans les premières phases de la guerre, l'Armée rouge montre tout de même une grande capacité d'adaptation au cours du conflit. Premièrement, les Soviétiques adaptent leurs objectifs stratégiques an abandonnant leur but initial de détruire l'armée finlandaise pour s'en tenir aux objectifs territoriaux limités revendiqués en public par Staline, acceptant ainsi le maintient d'une Finlande indépendante et souveraine. L'Armée rouge se résout ensuite à abandonner ses ambitions de grandes manœuvres interarmes pour se concentrer sur la percée de la ligne Mannerheim grâce à la masse brute des hommes et des armes dont elle dispose, dans une stratégie globale d'attrition. Semion Timochenko résume ainsi sa nouvelle doctrine:
Dans une attaque frontale, aucun ennemi ni aucune combinaison d'ennemis ne peut espérer rivaliser avec nous. En menant une succession d'attaques directes, nous le contraindrons à perdre du sang, c'est-à-dire à perdre quelque chose dont il dispose en moins grande quantité que nous. Bien sûr, nous subirons également d'énormes pertes, mais en temps de guerre, il ne faut pas compter ses propres pertes, mais celles de l'ennemi.

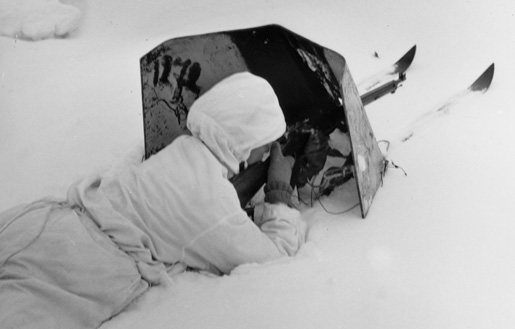
Bouclier individuel monté sur de petits skis, distribués aux soldats soviétiques avant l'offensive contre la ligne Mannerheim.

L'URSS réorganise également sa logistique, notamment en construisant des routes vers l'isthme de Carélie, et en améliorant l'approvisionnement des petites unités directement sur le front plutôt qu'en déléguant cette tâche aux divisions. Le gouvernement pousse aussi l'industrie du pays à produire massivement des rations déshydratées, plus simple à transporter que la nourriture fraîche de la première phase de la guerre. Les troupes soviétiques disposent également de nouveaux équipements : le nombre de chars T-34 et KV est augmenté, les fantassins comme les véhicules sont désormais camouflés en blanc, etc.
Le moral des troupes est amélioré par les officiers politiques, qui exaltent le patriotisme et le nationalisme en appelant les soldats à se venger des piètres performances des débuts. La distribution de 3500 médailles pour bravoure et d'une ration quotidienne de 100 grammes de vodka améliore également le moral. De l'autre côté du spectre des moyens de motivation, des exécutions sont également organisées pour désertion et incompétence, jusque dans les échelons supérieures des divisions impliquées dans la défaite de Suomussalmi.
Enfin, l'Armée rouge s'adapte au niveau tactique. Elle pallie ses lacunes de reconnaissance de la ligne Mannerheim jusqu'à réussir à cartographier 75% des positions fortifiées finlandaises pour les bombarder ensuite. Cette recrudescence de bombardements efficaces permet d'épuiser les défenseurs Finlandais en janvier avant de passer à l'offensive. Semion Timochenko ordonne également de placer dans chaque unité d'infanterie un observateur d'artillerie pour diriger les tirs plus efficacement lors des assauts. Ces changements permettent aux Soviétiques de disposer d'un appui-feu plus flexible, précis et contrôlé. Le nombre de coups au but et le type d'obus requis est également précisé aux commandants d'artillerie, toujours dans le but d'augmenter l'efficacité des frappes. Timochenko clarifie également la chaîne de commandement de ses troupes pour dépasser les difficultés et la rigidité de la première phase et encourager les prises d'initiative. Enfin, l'état-major de Timochenko produit en à peine deux semaines un nouveau manuel d'assaut destiné aux armées de l'isthme de Carélie. En accord avec cette nouvelle doctrine, l'Armée rouge va utiliser pour attaquer la ligne Mannerheim des petits détachements interarmes composés d'une section d'infanterie soutenue par des mitrailleuses et des chars ainsi qu'un feu d'artillerie roulant et des troupes du génie, ces divers éléments communicant tous par radio. De cette façon, le génie dégage la voie des chars protégés par l'infanterie, et l'ensemble peut atteindre les défenses finlandaises grâce à l'appui blindé. 

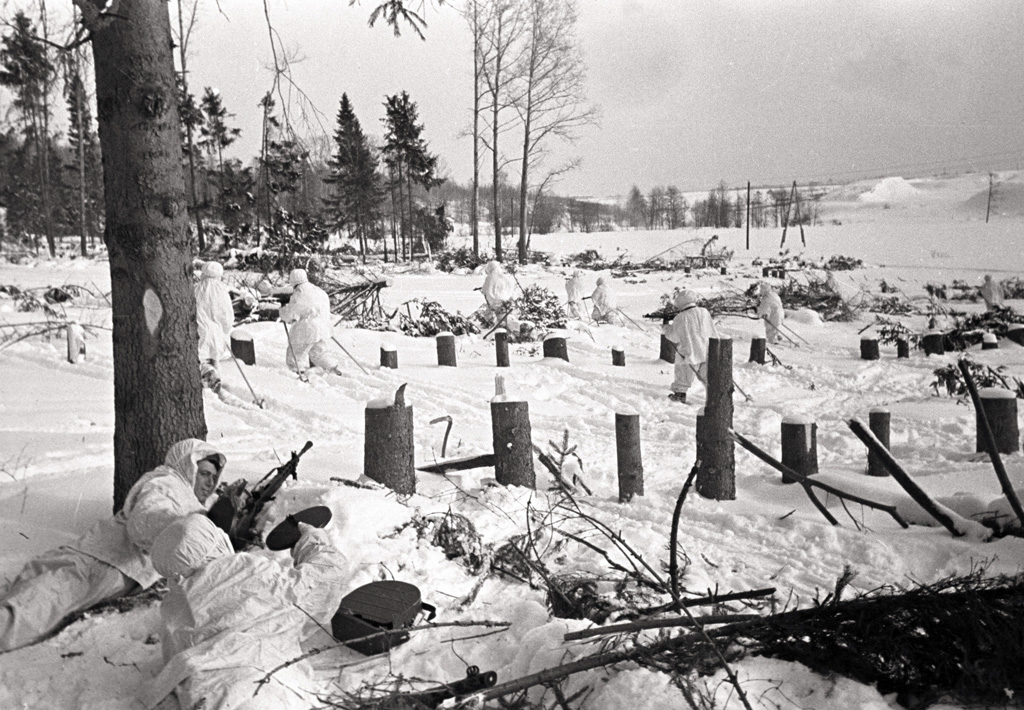
Soldats soviétiques dans une forêt enneigée durant la bataille de Moscou à l'hiver 1941. Les combinaisons blanches et l'usage de ski visibles sur cette image sont autant de nouveautés implémentées durant la guerre d'Hiver

L'ampleur des adaptations soviétiques a été remarquée par les Finlandais durant le conflit, mais largement ignorée par les observateurs contemporains et les historiens qui ont traité le sujet ultérieurement. Parmi les contemporains, l'état-major allemand ne révise pas son évaluation militaire du 31 décembre 1939, pointant l'inexpérience du leadership de l'Armée rouge et les failles de la première phase de la guerre. L'évaluation négative de la performance soviétique par les Allemands est l'une des causes conduisant à l'échec de l'opération Barbarossa, durant l'hiver 1941 au cours duquel l'Armée rouge applique les leçons apprises en Finlande,.  

#### Armée finlandaise

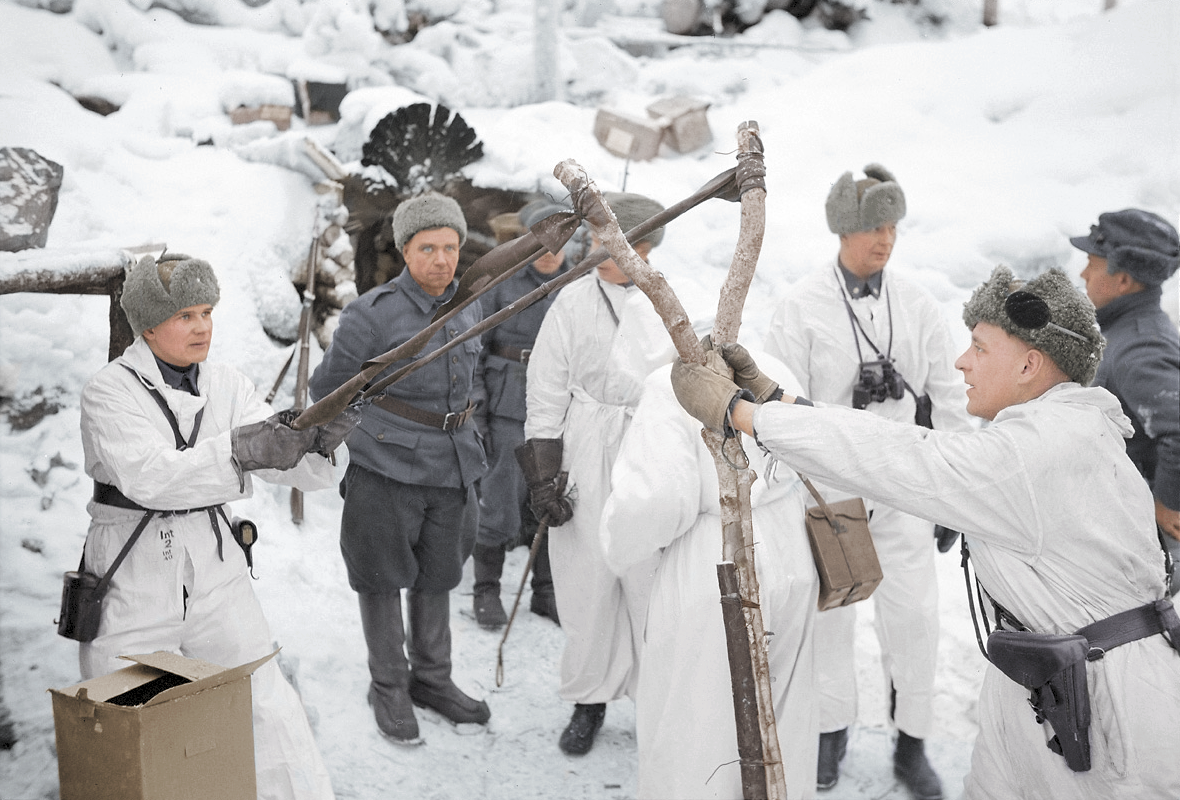
Soldats finlandais en train de tester un lance-grenade artisanal durant la guerre d'Hiver.

L'historiographie de la guerre d'Hiver se concentre principalement sur les réussites militaires de l'armée finlandaise, malgré sa défaite finale. Initialement surclassée dans tous les domaines par leur adversaire, les troupes finlandaises n'en ont pas moins remporté de retentissants succès, qui ont particulièrement nui au prestige de l'Armée rouge. Ces bons résultats ont été obtenus sur des fronts et dans des contextes très différents en raison de la nature du terrain: l'isthme de Carélie et les régions au nord du lac Ladoga. Mais dans les deux cas, ils s'expliquent par une parfaite adaptation des Finlandais aux moyens et aux terrains dont ils disposent.
Dans l'isthme de Carélie, les défenses finlandaises ont été renforcées car la région est faiblement boisée, dispose de routes plus nombreuses qu'ailleurs, et est proche de la frontière soviétique. Mais l'omniprésence de lacs et de marais canalise toute force attaquante vers des points faciles à défendre, ce qui a généré un conflit proche du front de l'Ouest de la Première Guerre mondiale et de sa guerre de tranchée caractéristique. Pour défendre la ligne Mannerheim, les Finlandais emploient d'abord une « force de couverture » chargée de sécuriser une zone tampon entre la frontière et la ligne de défense et de ralentir au maximum l'avancée de l'Armée rouge. Pour cela, les Finlandais installent des champs de mines et de pièges divers (y compris dans des lacs pour faire sauter la couche de glace), dynamitent ou brûlent des villages entiers pour empêcher les envahisseurs de s'y abriter, etc. Cette campagne joue également sur un aspect psychologique. Les troupes de couverture harcèlent les unités de l'Armée rouge via des escarmouches et des tirs de sniper, empoisonnent les puits ou posent des pièges dans des congères pour qu'ils explosent à hauteur de poitrine en étant déclenché par des fils. Les Finlandais utilisent également des mines antichar en bois qui ne peuvent pas être détectées et forcent donc l'infanterie à avancer lentement devant les chars en sondant le sol avec des bâtons. Cependant, le manque d'armement antichar apparaît très rapidement comme un défaut majeur de la préparation finlandaise, qui va contraindre les soldats à improviser, par exemple en assemblant plusieurs grenades ensemble. Après le retrait de la force de couverture sur la ligne Mannerheim, une phase de guerre de tranchée s'engage. Les défenses finlandaises reposent principalement sur l'environnement: il y a peu de chemins permettant d'arriver sur les positions de la ligne de défense, et ceux-ci sont donc surveillés étroitement et piégés. Certaines zones ont été spécialement déboisées pour guider les Soviétiques vers des positions fortifiées dissimulées et des zones de tirs d'artillerie prédéfinies. Les obstacles sont donc nombreux pour les chars soviétiques: lacs, marais, obstacles antichars en pierre ou en bois, puis zone de tir d'artillerie avant d'arrivée à des tranchées occupées par des défenseurs capables de charges quasi suicidaires pour éliminer les blindés. Le manque de coordination lors des assauts durant la première phase de la guerre permet aux Finlandais d'éliminer l'infanterie avec les mitrailleuses, pour ensuite se concentrer sur les chars, après avoir séparé les deux éléments de l'assaut grâce à des barrages d'artillerie. De cette manière, les Finlandais gagnent du temps et en profitent pour construire ou renforcer d'autres lignes de défense derrière la ligne Mannerheim. Cependant, ces défenses ne connaissent pas le même succès que la ligne principale: la ligne Mannerheim tient 78 jours, tandis que la deuxième ligne de défense ne tient que 12. 

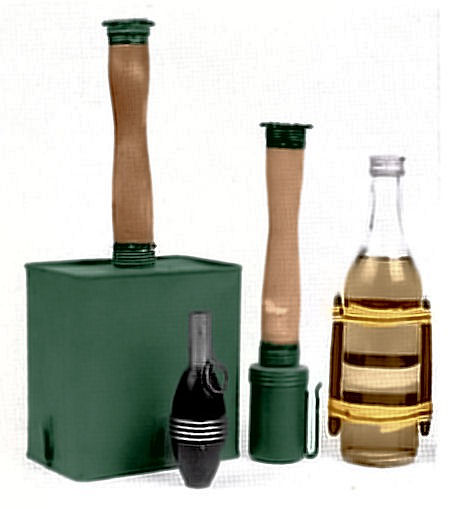
Equipement explosif finlandais de la guerre d'Hiver. De gauche à droite: une charge de démolition utilisée contre les chars, une grenade à main, une grenade à manche et un cocktail Molotov. Ce dernier n'utilise pas le système d'allumage avec un chiffon, commun actuellement. A la place, des allumettes placées sur les côtés enflammaient à l'impact le mélange d'alcool, kérosène, goudron et chlorate de potassium contenu dans la bouteille.

Ailleurs que sur l'isthme de Carélie, les troupes finlandaises vont déployer d'autres tactiques pour résister. Cette fois, les régions de Carélie du Ladoga et des zones plus au nord sont densément boisées et traversées par peu de routes. Cependant, la région du lac Ladoga avait déjà été identifiée lors de Kriegspiel dans les années 30 comme une « porte de derrière » pouvant permettre de contourner la ligne Mannerheim. C'est pourtant dans cette région et face à des forces soviétiques bien plus nombreuses que prévu que la Finlande va remporter ses premières vraies victoires. Grâce à leur connaissance du terrain et des conditions, les troupes à ski finlandaises peuvent « disséquer » de larges formations soviétiques en petits motti et ainsi infliger des pertes totalement déséquilibrées à leurs adversaires. Ce genre d'opérations se découpe typiquement en trois phases. Premièrement, les Finlandais immobilisent une unité adverse en la prenant sous son feu puis l'encercle. Des attaques de soldats à skis sont ensuite menés sur des points identifiés précédemment afin de diviser l'unité en petits mottis. Dernièrement, les Finlandais anéantissent les plus petits encerclements, et laissent la faim et le froid faire leur effet sur les plus importants. Cette façon de faire a été particulièrement employée avec des effets dévastateurs lors des batailles de Suomussalmi et de la route de Raate, ainsi que sur le front du Kemijoki.

### Finlande

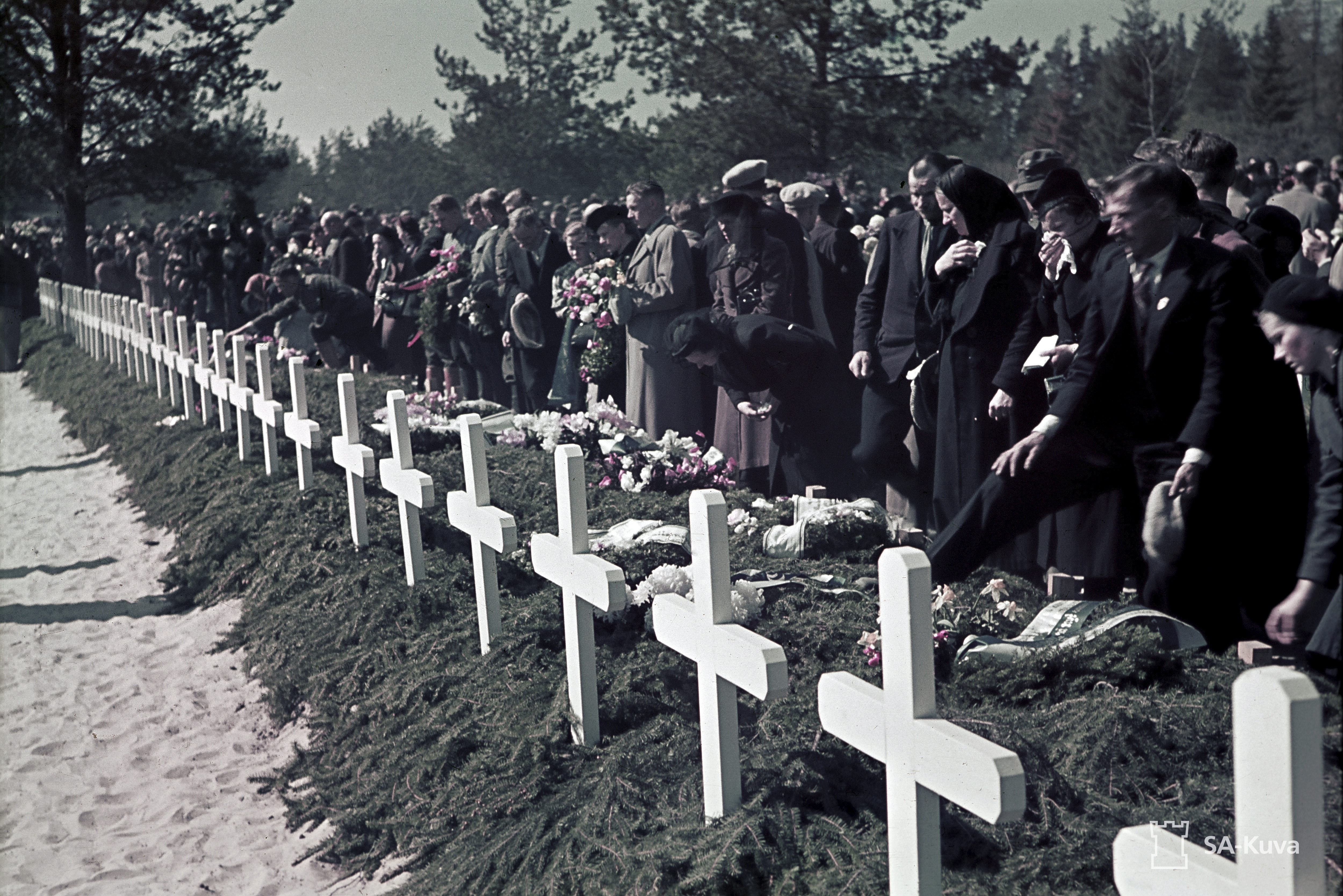
Journée du souvenir des héros à Joensuu, le 19 mai 1940.

Les 105 jours de la guerre d'Hiver ont un effet profond en Finlande. Le soutien international reste minimal et arrive trop tard pour peser, notamment en raison du blocus allemand qui empêche la majorité des livraisons d’armement. Après la guerre, la situation de l’armée finlandaise sur l’isthme de Carélie fait l’objet de débats dans le pays. Le sujet est de savoir si la Finlande aurait pu résister à une prolongation de la guerre, et si l'Armée rouge aurait pu être encore retardée, mais les estimations varient entre quelques jours et quelques semaines,, ou mois au maximum.
Le bilan humain officiel donné par Helsinki est de 19 576 morts. Des estimations plus modernes données en 2005 portent ce bilan à 25 904 morts et 43 557 blessés. Le nombre de soldats finlandais faits prisonniers de guerre est estimé entre 800 et 1100, dont environ 10 à 20% meurent en détention. En tout, l'URSS rapatrie 847 personne après le traité de Moscou. Les bombardements aériens soviétiques tuent également 957 civils. Sur le plan matériel, l'armée finlandaise perd entre 20 et 30 chars, 62 avions et toute la flottille du Ladoga (cédée à l'URSS en vertu du traité de paix).
Durant la Grande Trêve qui s'ensuit, la Finlande cherche à renforcer ses capacités de défense et mène des négociations avec la Suède en vue d’une alliance militaire, mais les discussions prennent fin lorsqu’il devient évident que l’Allemagne comme l’Union soviétique s’y opposent. Le 31 juillet 1940, le chancelier allemand Adolf Hitler donne l’ordre à son état-major de planifier une offensive contre l’Union soviétique. L’Allemagne reconsidère alors sa position vis-à-vis de la Finlande : interdite pendant la guerre, la vente secrète d’armes à la Finlande est finalement autorisée en août 1940.
Les évacués des territoires conquis par l'URSS fondent un groupe d’intérêt, la Ligue carélienne, afin de défendre les droits et les intérêts des Caréliens, et de chercher un moyen de récupérer les régions cédées à l’Union soviétique. La Finlande souhaite pour cela une nouvelle guerre, principalement à cause de l'échec du processus diplomatique qui a précédé la guerre d'Hiver et dans lequel la Société des Nations et la neutralité nordique ont démontré leur inefficacité. L'objectif du pays est avant tout de récupérer les territoires perdus selon le traité de Moscou et, selon l’évolution de l’invasion allemande de l'URSS, d’étendre ses frontières, notamment vers la Carélie orientale. Certains groupes de droite nationaliste, tels que la Société académique de Carélie, vont jusqu'à défendre l’idéologie d’une Grande Finlande. La guerre de Continuation débute finalement en juin 1941, et sera marquée par la participation finlandaise au siège de Léningrad et l’occupation finlandaise de la Carélie orientale,.

### Union soviétique

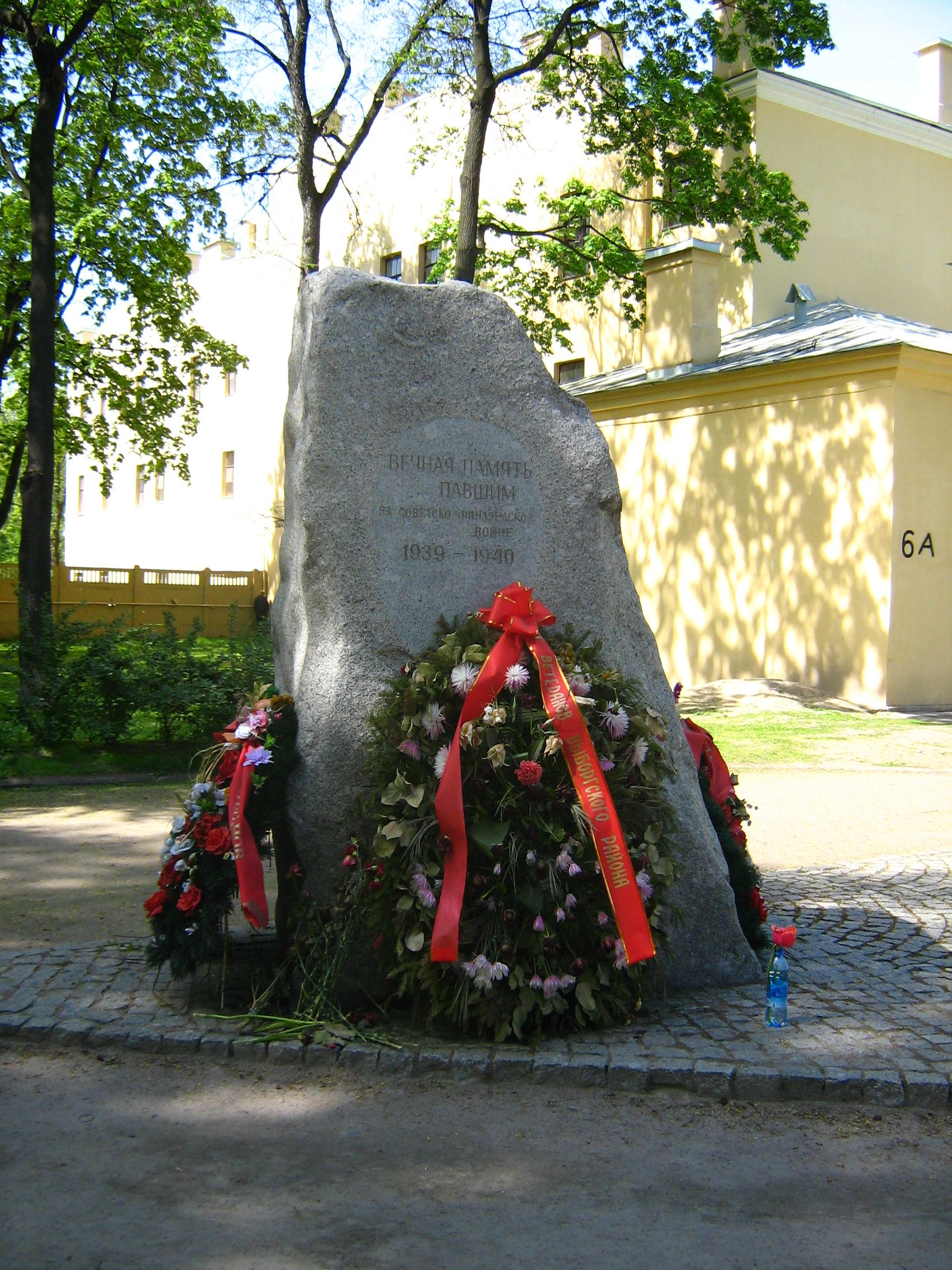
Monument dédié aux victimes de la guerre d’Hiver à Saint-Pétersbourg, inauguré en 2003.

En théorie, la guerre d'Hiver s'achève sur une victoire soviétique, mais à un coût si terrible que la victoire est ressentie comme une défaite. 
Le bilan humain officiel issu du commandement du district militaire de Leningrad est présenté lors d’une session du Soviet suprême le 26 mars 1940, et fait état de 48 475 morts et 158 863 malades et blessés. Ce chiffre (comme le reste de l'historiographie autour de la guerre d'Hiver) ne va pas être questionné avant la perestroïka à la fin des années 1980.
Les estimations des pertes soviétiques par les historiens russes varient après la chute de l'URSS : en 1990, Mikhaïl Semiriaga estime les pertes à 53522 morts. L'officier Grigori Krivocheïev évalue dans le cadre d'un projet officiel entamé en 1988 le bilan à 126875 morts et disparus, pour un total de 391783 pertes, dont 188671 blessés. En 1991, Iouri Kiline fait état de 63990 morts sur un total de 271528 pertes toutes causes confondues. En 2007, il révise son estimation à 134000 morts, puis en 2012, à 138533. En 2013, Pavel Petrov déclare que les archives militaires de l’État russe contiennent une base de données recensant 167976 tués ou disparus, avec les noms, dates de naissance et grades des soldats. Nikita Khrouchtchev affirme dans ses mémoires que plus d’un million de soldats soviétiques sont morts dans le conflit,. L'imprécision de ces chiffres s'explique par différents facteurs. Durant la guerre d'Hiver, beaucoup de soldats soviétiques ne portent pas leurs plaques d'identifications par superstition, ou ne les portent pas correctement, quand elles ne sont pas elle-mêmes erronées. De plus, les militaires chargés de recenser les morts n'avaient pas de formation suffisante et ont commis beaucoup d'erreurs : des morts recensés deux voire trois fois, ainsi que des fautes d'ortographes dans les noms ou les lieux (en raison de la double nomenclature finnoise/carélienne des toponymes). Les chiffres les plus repris par les historiens russes comme occidentaux sont ceux de Krivocheïev, même si ceux de Kiline sont plus récents et ont bénéficiés de corrections concernant les mauvaises identifications et les erreurs de localisation.
En tout, 5 572 militaires soviétiques ont été fait prisonniers de guerre au cours du conflit et ont été internés en Finlande,,. Après la fin des hostilités, ces prisonniers soviétiques sont rapatriés conformément au traité de paix de Moscou. Parmi eux, 450 sont libérés, 4354 condamnés à des peines de trois à dix ans de camp de travail, et 414 accusés d’avoir mené des « activités traîtresses en captivité ». 334 dossiers sont transmis à la Cour suprême de l’Union soviétique, dont 232 se concluent par une condamnation à mort.
Entre 1200 et 3543 chars soviétiques sont détruits. Le chiffre officiel est de 611 pertes de chars, mais Iouri Kiline découvre au cours de ses recherches une note adressée au chef de l’État-major général soviétique, Boris Chapochnikov, faisant état de 3 543 chars mis hors service et 316 détruits au combat. Selon l’historien finlandais Ohto Manninen, la 7e armée soviétique perd à elle seule 1244 chars lors des batailles de la ligne Mannerheim. Dans l’immédiat après-guerre, les estimations finlandaises évaluent les pertes de chars soviétiques entre 1000 et 1200,,. Les forces aériennes soviétiques perdent pour leur part environ 1000 appareils, mais moins de la moitié au combat,.  L'aviation soviétique subit elle aussi de lourdes pertes au cours du conflit: 200 avions abattus par la chasse finlandaise, 300 abattus par la DCA et environ 400 appareils perdus en raison du mauvais temps, du manque de carburant, d’outillage, ou lors de leur transport vers le front.

### Influence sur leIIIeReichet rapprochement germano-finlandais

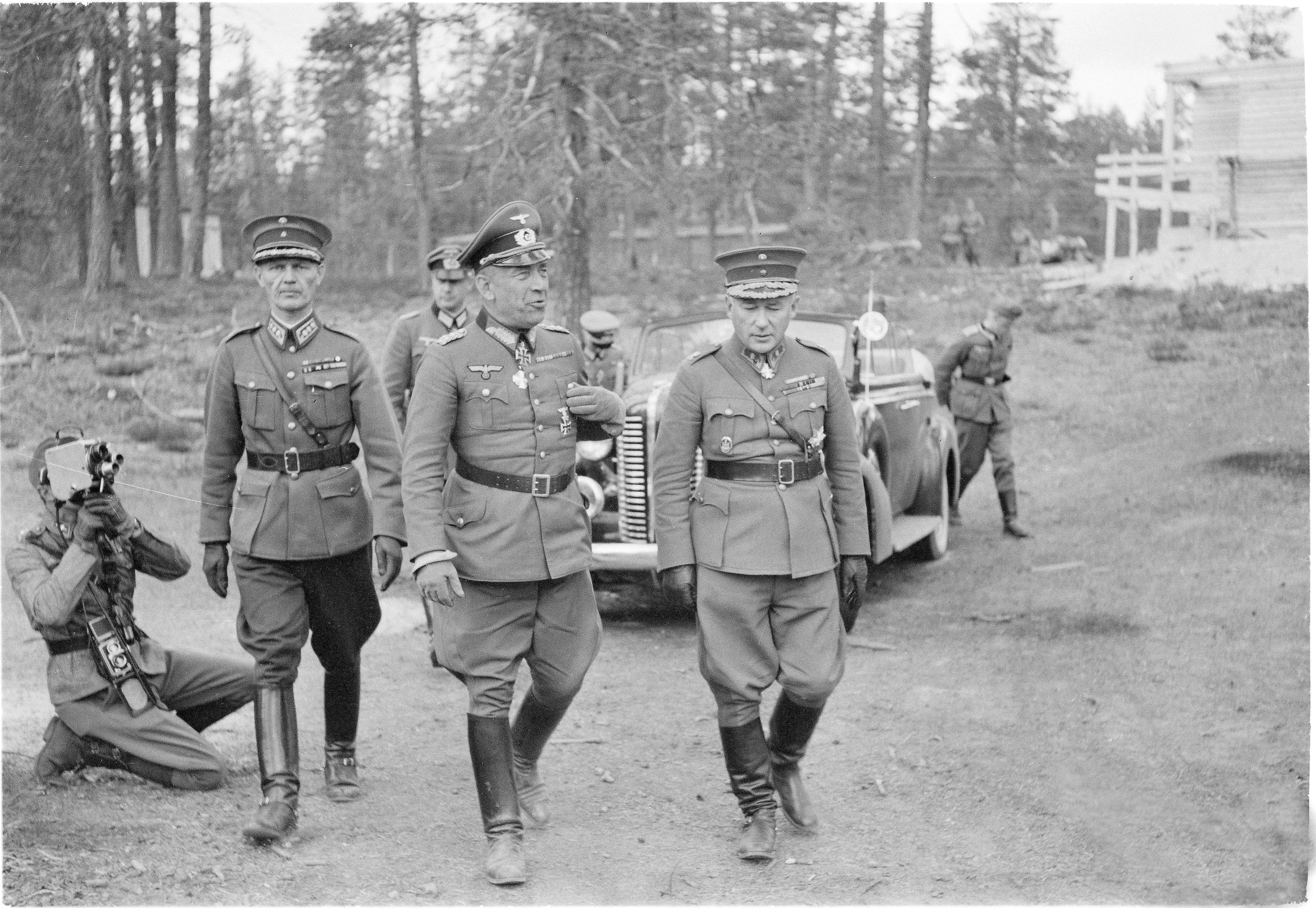
Rencontre entre les généraux Nikolaus von Falkenhorst et Hjalmar Siilasvuo le 24 juin 1941, deux jours après le début de l'opération Barbarossa et la veille du début de la guerre de Continuation.

Durant la guerre, l'Allemagne adopte une posture neutre en raison du pacte germano-soviétique. Sur la fin du conflit, le IIIe Reich pousse également à des négociations, craignant qu'une poursuite du conflit n'entraîne l'ouverture d'un nouveau front de la Seconde Guerre mondiale et ne mette en danger ses intérêts en Suède. Adolf Hitler préfère à ce moment se concentrer sur les opérations en Europe de l'Ouest, mais cela va changer rapidement après la fin de la guerre d'Hiver. La mauvaise performance initiale de l'Armée rouge pousse Hitler et les responsables militaires allemands à la voir comme « pourrie jusqu'à la moelle et dirigée par des incapables ». Les nombreuses réformes mises en place avant la fin de la guerre ne sont absolument pas considérées par les Allemands. Ce jugement est motivé en partie par des raisons idéologiques (l'opposition des nazis au communisme les poussent à juger qu'aucun avantage numérique ne peut compenser l'incompétence des leaders communistes). Mais les conclusions allemandes confortent aussi leurs auteurs dans l'idée que les grandes purges staliniennes de 1937-1938 ont laissé une Armée rouge dépourvue de cadres compétents, et que la Wehrmacht (bien équipée et bien commandée) pourrait la défaire facilement. Après la défaite de la France, Hitler, en prenant en compte cette évaluation incomplète de la puissance soviétique, décide d'envahir l'URSS en 1941, et l'Allemagne commence donc à se rapprocher de la Finlande afin de l'amener à participer activement à l'opération Barbarossa, planifiée à partir de l'été 1940. Pour cela, la Finlande bénéficie progressivement du soutien allemand qui lui a manqué pendant la guerre d'Hiver : partenariats économiques, livraisons d'armes et coopération militaire. En échange de cela, l'Allemagne obtient un droit de préemption sur les ressources minières de la région de Petsamo et le droit de faires transiter des troupes et du matériel vers la Norvège par le territoire finlandais.

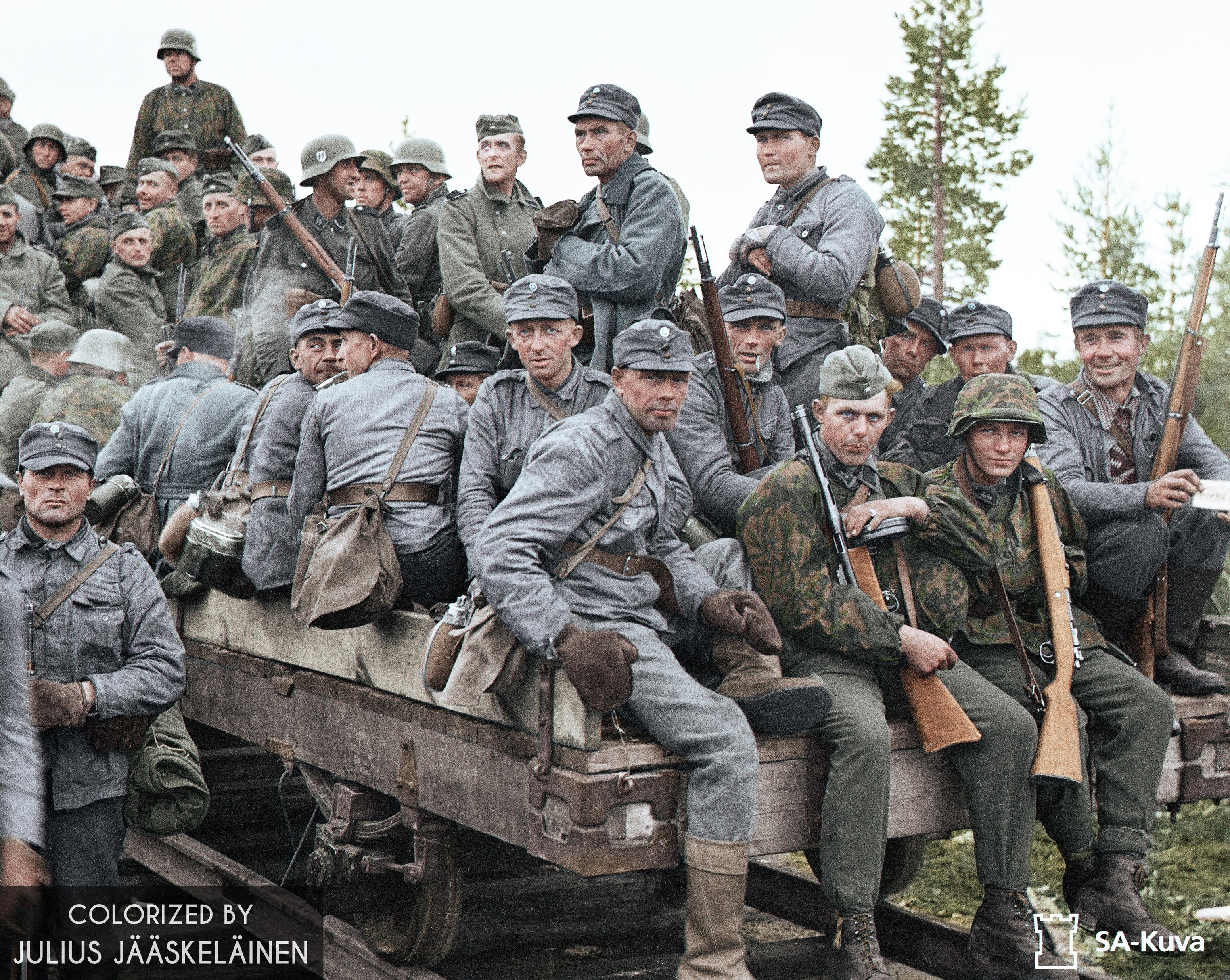
Soldats finlandais (en gris-bleu) et volontaires allemands de la Waffen-SS (en tenue de camouflage et uniformes Feldgrau) sur un wagon à Kiestinki, en Carélie, le 22 août 1941.

La Finlande a également un intérêt à ce rapprochement. Le traité de Moscou a privé le pays de la plupart de ses défenses naturelles, et l'opinion publique comme les dirigeants finlandais voient la paix comme temporaire : une nouvelle attaque soviétique est attendue. Dans ce contexte, l'Allemagne envahit la Norvège et le Danemark entre avril et juin 1940, coupant par la même occasion les opportunités de soutien des alliés et les routes commerciales avec le Royaume-Uni pour les Finlandais. L'Allemagne est alors vue comme la seule puissance crédible pour faire face à l'URSS, d'autant plus après la défaite humiliante de la France en juin 1940, qui achève de désillusionner les Finlandais vis-à-vis des démocraties occidentales.
Tous ces éléments vont pousser la Finlande à entrer dans un état de cobelligérance avec le IIIe Reich à partir du déclenchement de l'opération Barbarossa.

## La guerre d’Hiver dans la culture populaire

### Littérature finlandaise
Immédiatement après cette guerre, bon nombre de jeunes anciens combattants décrivirent leur expérience.
Trois de ces récits ont été traduits en français :
- Sous la voûte de feu (Tuliholvin alla), Eino Hosia, trad. Aurélien Sauvageot, S.P.L.E. 1944.

L'auteur, E. Hosia, est mort lors de la guerre de Continuation, en 1941.
- La guerre dans le désert blanc (Korpisotaa), Pentti Haanpää, trad. Aurélien Sauvageot, Gallimard, 1942.

L'odyssée du soldat Puumi (chap. XVI-XVII) donne un bel exemple du fameux sisu.
- La patrie rachetée (Lunastettu Maa), Viljo Saraja, trad. H.Svartström et S.J.Kaja, éd. Les Écrits, 1943.

#### Littérature aérienne ou militaire spécialisée
- De Jong, Peter. Le Fokker D.21 (Collection Profils Avions 9).Outreau, France: Éditions Lela Presse, 2005.  (ISBN 2-914017-26-X).
- Stenmain, Kari, La guerre d'Hiver 1939-1940: Staline attaque la Finlande, revue Batailles Aériennes no.32, 2005.
- Stenmain, Kari, Les Messerschmitt Bf 109 finlandais, revue Avions HS.8, 1999.
- Stenman, Kari, Urho Lehtovaara: le plus grand as sur MS 406 était... finlandais !, revue Avions no 176, juillet-août 2010.
- Thers, Alexandre & Serbanescu, Horia Vladimir, L'Armée finlandaise, 1939-1944 (1re partie), Magazine Armes Militaria no 128, mars 1996.
- Thers, Alexandre & Serbanescu, Horia Vladimir, L'Armée finlandaise, 1939-1944 (2e partie), Magazine Armes Militaria no 132, juillet 1996.
- Les as finlandais de la Seconde Guerre mondiale, série Les Combats du Ciel no.32, delPrado-Osprey Aviation, 2000,  (ISBN 2-84349-063-4).
- Les guerriers de l'hiver, de Olivier Norek, Michel Lafon 2024

### Cinéma
En 1989 est sorti le film finlandais Talvisota, de Pekka Parikka. Le film raconte l'histoire d'un peloton de réservistes finlandais originaire de Kauhava. La section dépend du régiment d'infanterie « Jr23 », qui est formé quasi exclusivement d'hommes originaires de la région de Pohjanmaa.

### Musique
Le groupe de black metal finlandais Impaled Nazarene enregistra le titre Total War - Winter War en référence aux combats de ce conflit.
Le groupe de power metal suédois Sabaton a enregistré le titre Talvisota en 2008 sur leur album The Art of War, White Death en 2010 sur l'album Coat of Arms, ainsi que Soldier of 3 Armies sur l'album Heroes, sorti en 2014.

### Documentaire
- Le Feu et la glace, la guerre russo-finlandaise (La Guerre d'Hiver), Documentaire Planète. Date de sortie : 2005. Durée : 1 h 21.

### Roman
- Les guerriers de l'hiver (2024), de Olivier Norek

### Articles connexes

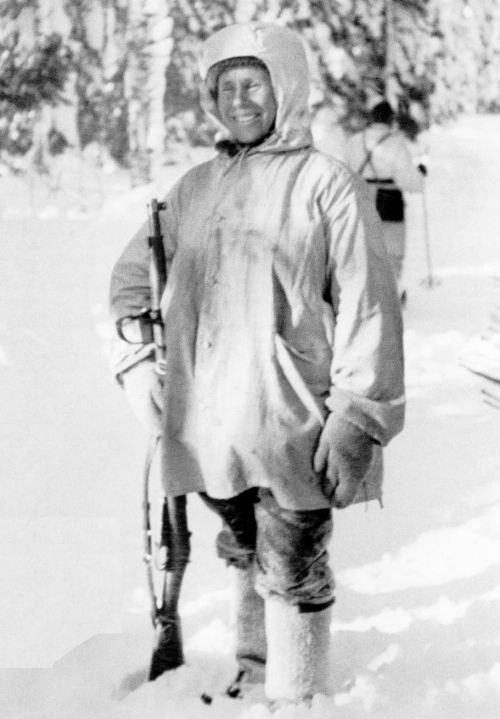
Le tireur d'élite Simo Häyhä lors de la guerre d'Hiver.